# Детская Новая волна 2016
Де́тская Но́вая Волна́ 2016 (англ. New Wave Junior 2016) — девятый ежегодный международный конкурс-фестиваль популярной музыки «Детская Новая волна», который проходил с 11 по 13 августа 2016 года в международном центре «Артек» в Крыму. В конкурсе приняли участие 15 исполнителей из 11 стран. Сокращённую версию конкурса телеканал «Россия-1» показывал «27 августа 2016 года, а позднее, со 2 по 4 сентября, по телеканалу Карусель» была показана расширенная версия.
Первое место на конкурсе разделили между собой участники из России — Алексей Забугин и трио «ЭЙ`ВА». Вторую премию получили Михаил Григорян из Армении и представительница Мальты Эйла Манджон. Третье место разделили Жанель Садуакас из Казахстана и россиянка Мария Мирова, которая также получила медиапремию от «РИА Крым» и специальный приз — ротацию песни на «Детском радио».

## Место проведения
Начиная с 2010 года, конкурс ежегодно проводится международном детском центре «Артек» в Крыму, расположенном на южном берегу Крыма в посёлке Гурзуф. В советское время — самый знаменитый пионерский лагерь СССР и визитная карточка пионерской организации страны.

## Формат

### Ведущие

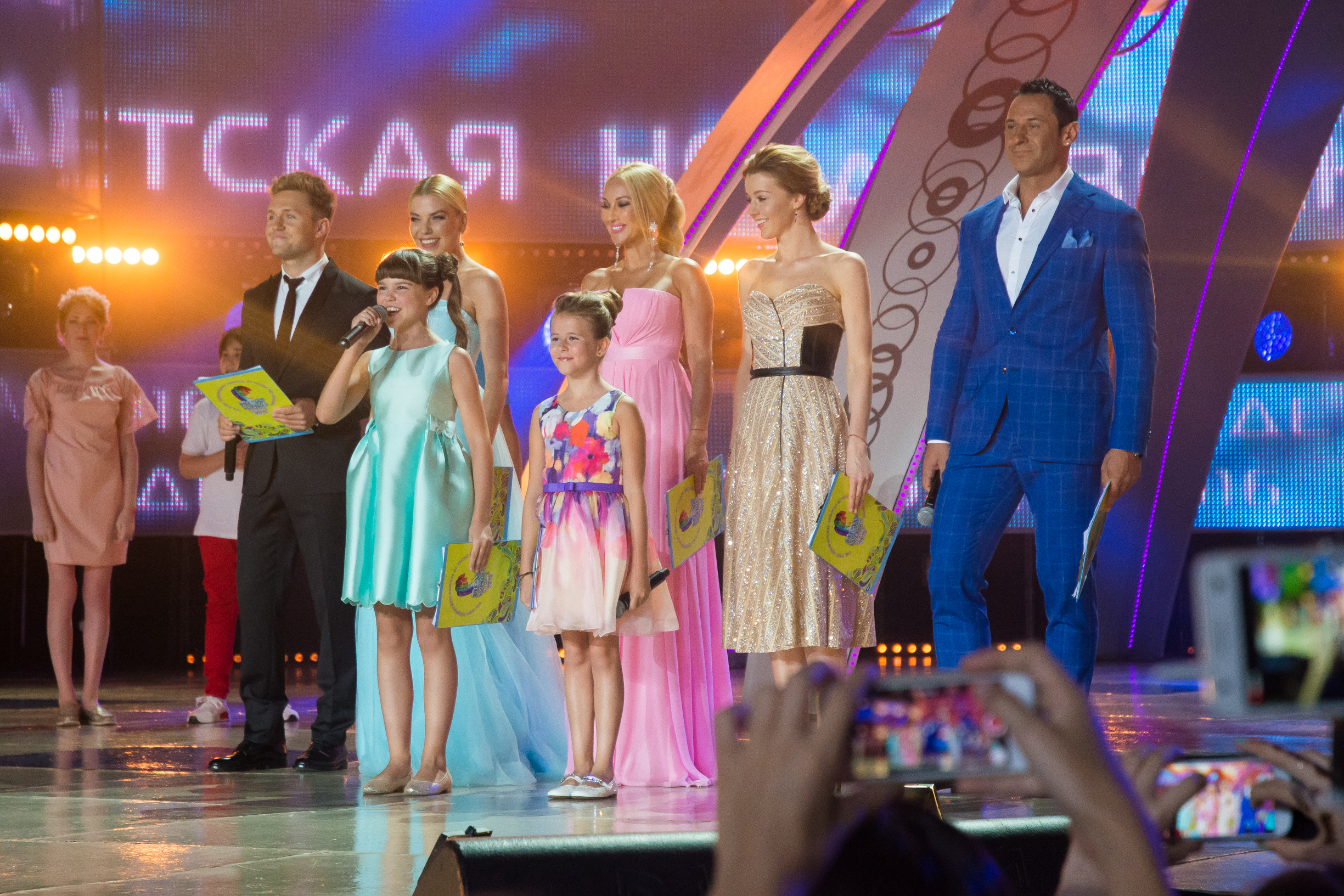
Ведущие конкурса

Ведущими конкурса стали звёзды российской эстрады Лера Кудрявцева, Юлианна Караулова, Олимпиада Тетерич (Липа), Станислав Костюшкин, Влад Соколовский, а также лауреаты конкурса прошлых лет Тоня Володина и Катя Манешина.

### Жюри

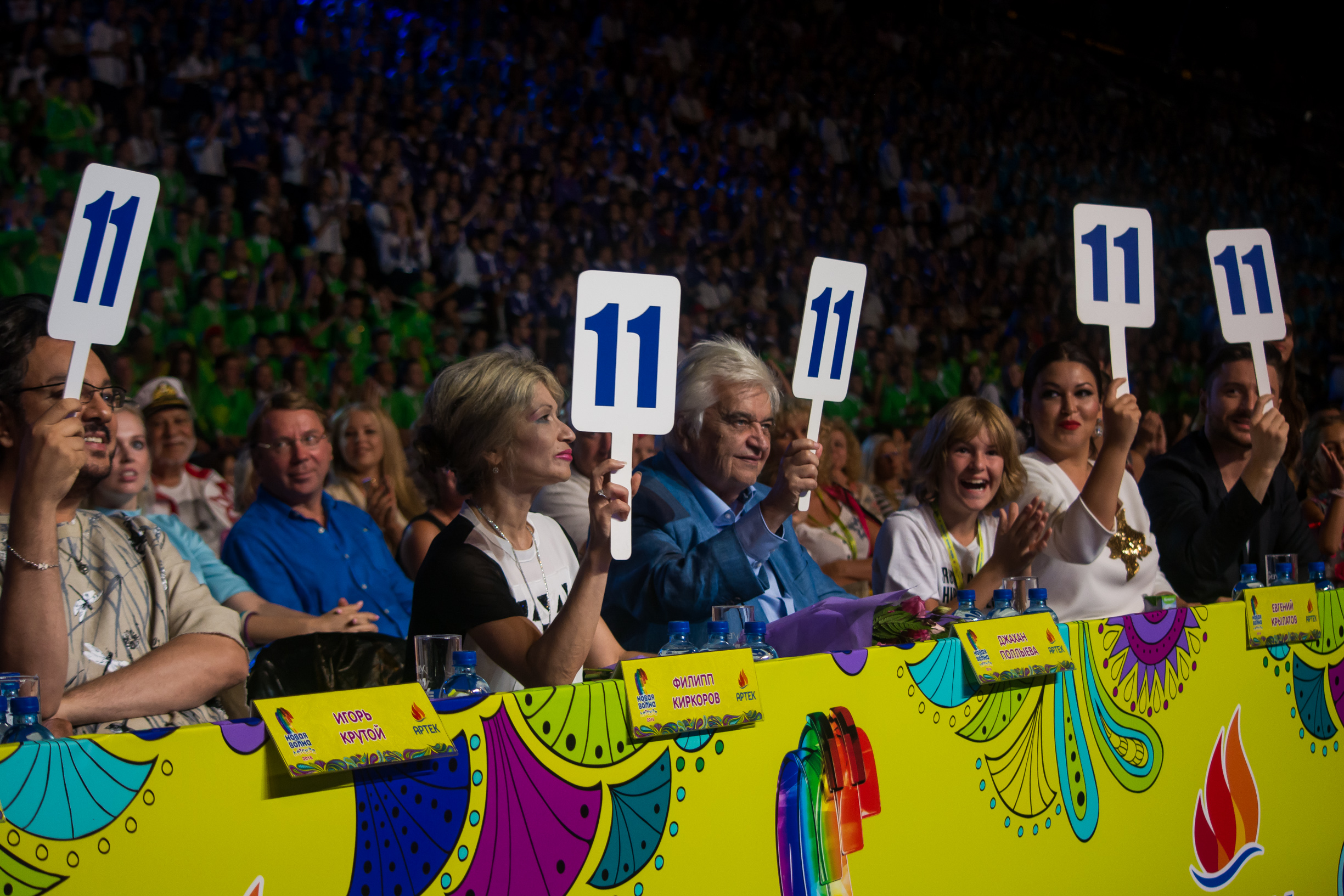
Жюри конкурса

#### Первый день
В первый конкурсный день участников оценивало жюри в составе из 8 человек:
- Игорь Крутой (председатель)
- Лев Лещенко
- Филипп Киркоров
- Ирина Дубцова
- Сергей Лазарев
- Евгений Крылатов
- Джахан Поллыева
- Евгений Комбаров

#### Второй день
В состав профессиональное жюри во второй конкурсный день вошло 6 человек:
- Филипп Киркоров (председатель)
- Ирина Дубцова
- Сергей Лазарев
- Евгений Крылатов
- Джахан Поллыева
- Евгений Комбаров

## Участники
В конкурсе приняли участие 15 конкурсантов из 11 стран мира — Абхазии, Армении, Белоруссии, Казахстана, Киргизии, Кореи, Латвии, Мальты, России, Румынии и Украины. Также в конкурсе должна была принять участие Lizzi Pop из Грузии, однако ей пришлось отказаться от поездки по состоянию здоровья. Все участники попали на конкурс, пройдя полуфиналы, которые состоялись 17 и 18 апреля соответственно.
| Страна             | Участник                  | Баллы | Место |
| ------------------ | ------------------------- | ----- | ----- |
| Республика Абхазия | Милена Барциц             | 143   | 9     |
| Армения            | Михаил Григорян           | 152   | 2     |
| Беларусь           | Руслана Панчишина         | 146   | 6     |
| Казахстан          | Жанель Садуакас           | 149   | 3     |
| Кыргызстан         | Вероника Инкико           | 142   | 10    |
| Республика Корея   | Даниил Юн                 | 145   | 7     |
| Латвия             | Анастасия Ячменкина       | 148   | 4     |
| Мальта             | Эла Мангон                | 152   | 2     |
| Россия             | Нонна Еганян              | 145   | 7     |
| Россия             | Алексей Забугин           | 153   | 1     |
| Россия             | Мария Мирова              | 149   | 3     |
| Россия             | Трио «ЭЙ`ВА»              | 153   | 1     |
| Румыния            | Илинка Дину               | 141   | 11    |
| Украина            | София Бондаренко          | 147   | 5     |
| Украина            | Мария-Даниэла Трахтенберг | 140   | 12    |

## Первый конкурсный день

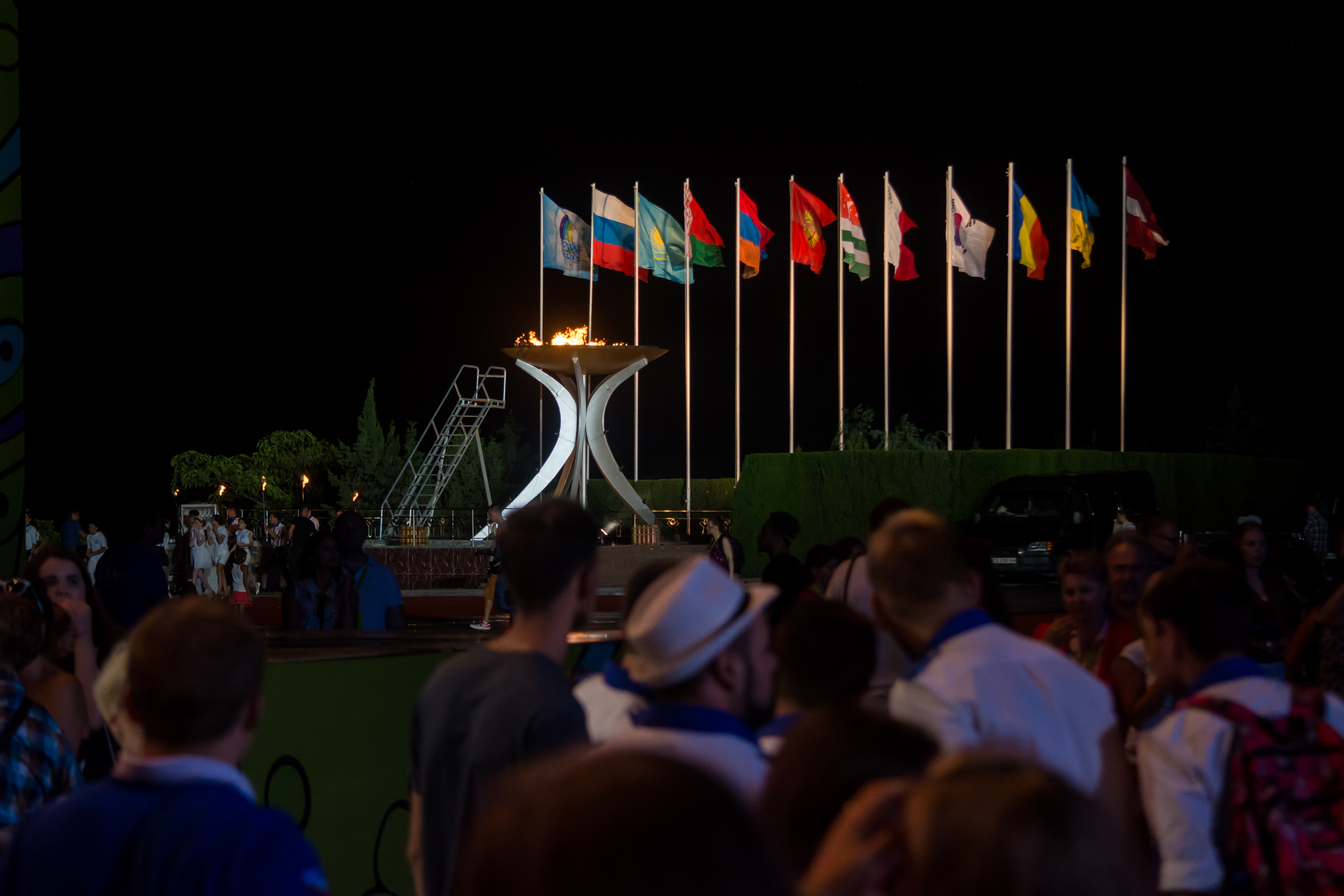
Зажжение огня на открытии конкурса

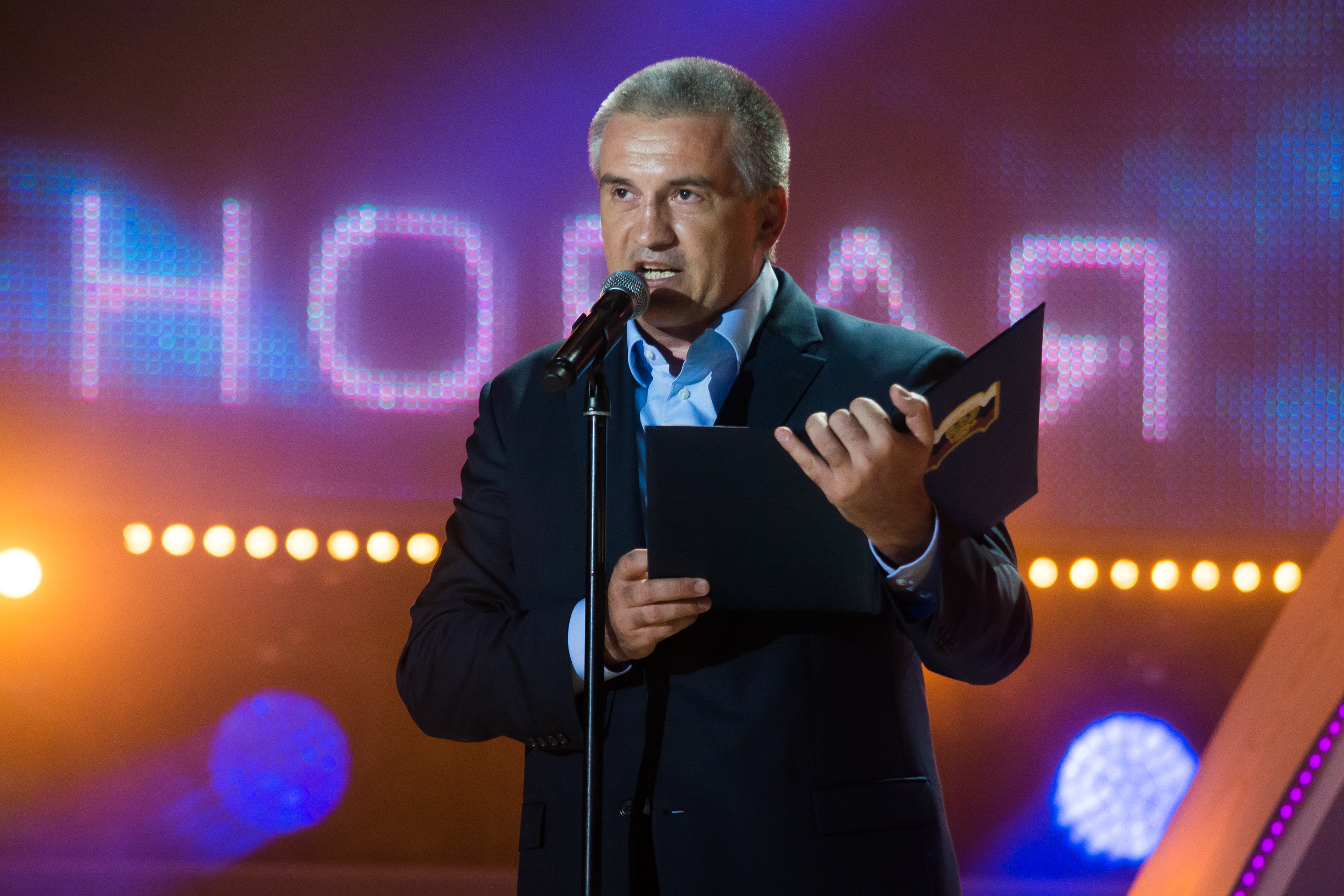
Сергей Аксёнов на открытии Детской Новой волны 2016

11 августа на центральном стадионе «Артека» состоялось открытие конкурса, старт которому дали участники прошлых лет зажжением огня в олимпийской чаше стадион и поднятием флагов стран-участниц. С приветственным словом выступил глава Республики Крым Сергей Аксенов, который пожелал успехов и побед конкурсантам, а также зачитал приветственную телеграмму от президента России Владимира Путина.
Концертная программа началась с совместных выступлений звёзд эстрады и конкурсантов прошлых лет. На сцену вместе с юными исполнителям вышли Филипп Киркоров, Жасмин, Стас Пьеха, Дима Билан, Сергей Лазарев, Владимир Пресняков, Нюша, Доминик Джокер, Юлианна Караулова, группы «Дискотека Авария» и «IOWA». После чего конкурсанты исполняли мировые хиты и авторские песни.
| №  | Страна             | Исполнитель               | Песня (ОИ)                                                            | Баллы | Место (ВКД) |
| -- | ------------------ | ------------------------- | --------------------------------------------------------------------- | ----- | ----------- |
| 1  | Казахстан          | Жанель Садуакас           | «Қазақ елі осындай» (Автор песни: Маржан Арапбаева)                   | 87    | 2-4         |
| 2  | Россия             | Мария Мирова              | «Летать»                                                              | 86    | 5-6         |
| 3  | Украина            | Мария-Даниэла Трахтенберг | «Миллион голосов» (Полина Гагарина)                                   | 80    | 14          |
| 4  | Украина            | София Бондаренко          | «Квітка Розмарія» (Назарий Яремчук)                                   | 84    | 8-10        |
| 5  | Румыния            | Илинка Дину               | «Ardelean Show» (Илинка)                                              | 81    | 13          |
| 6  | Армения            | Михаил Григорян           | «Покрик карабахци»                                                    | 87    | 2-4         |
| 7  | Республика Абхазия | Милена Барциц             | «We Are Free» (Александр Шоуа, гимн «ConIFA World Football Cup 2016») | 79    | 15          |
| 8  | Беларусь           | Руслана Панчишина         | «Девочка-чума»                                                        | 84    | 8-10        |
| 9  | Латвия             | Анастасия Ячменкина       | «Золушка» (Людмила Сенчина)                                           | 84    | 8-10        |
| 10 | Россия             | Нонна Еганян              | «Кукушка» (Виктор Цой)                                                | 85    | 7           |
| 11 | Россия             | Трио «ЭЙ`ВА»              | «Сестричка» (Максим Фадеев)                                           | 87    | 2-4         |
| 12 | Республика Корея   | Даниил Юн                 | «Bang Bang Bang» («Big Bang»)                                         | 83    | 11          |
| 13 | Россия             | Алексей Забугин           | «Солнечный ветер»                                                     | 88    | 1           |
| 14 | Кыргызстан         | Вероника Инкико           | «Who’s Laughing Now» (Jessie J)                                       | 82    | 12          |
| 15 | Мальта             | Эйла Манджон              | «One Moment in Time» (Уитни Хьюстон)                                  | 86    | 5-6         |

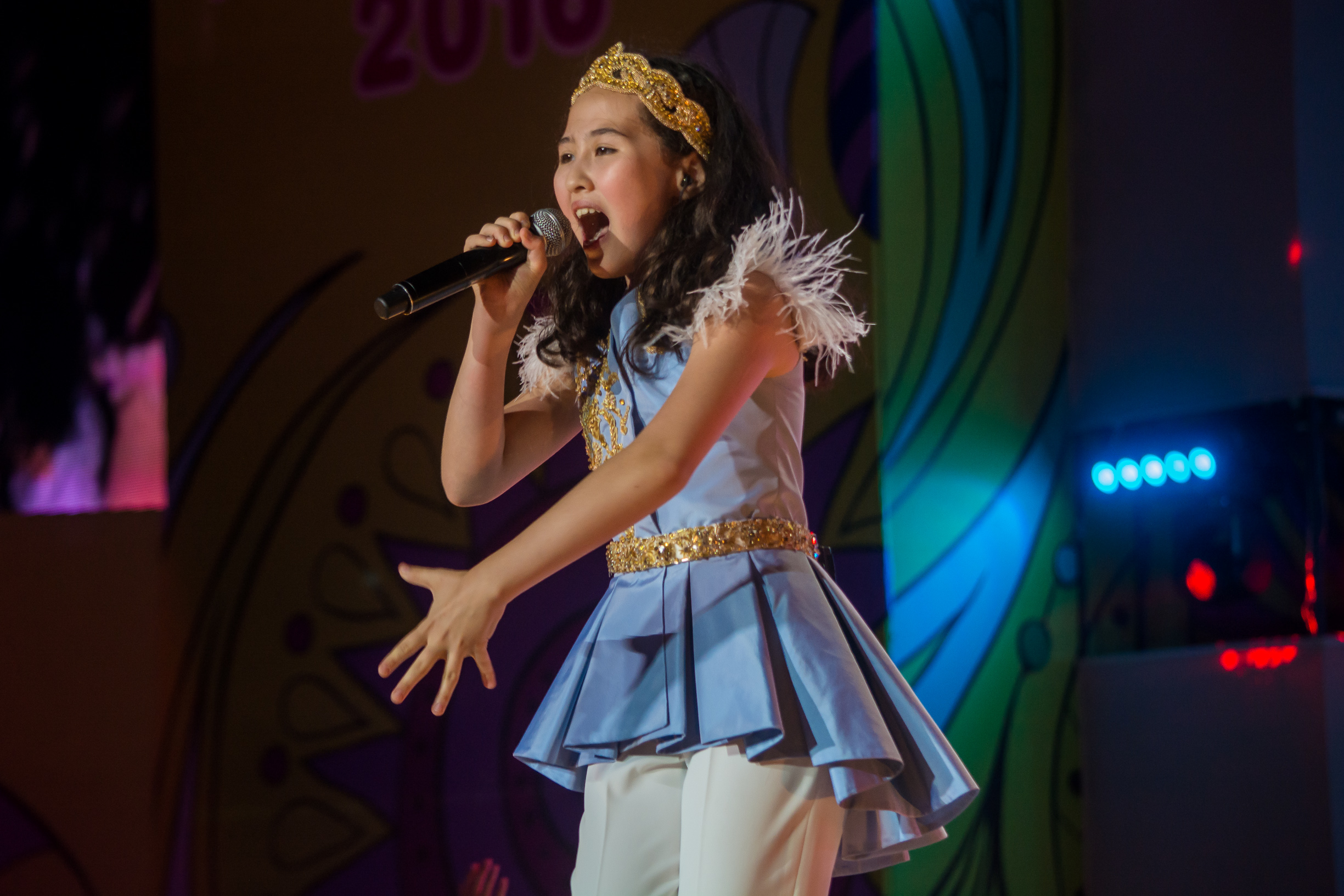
Жанель Садуакас (Казахстан)
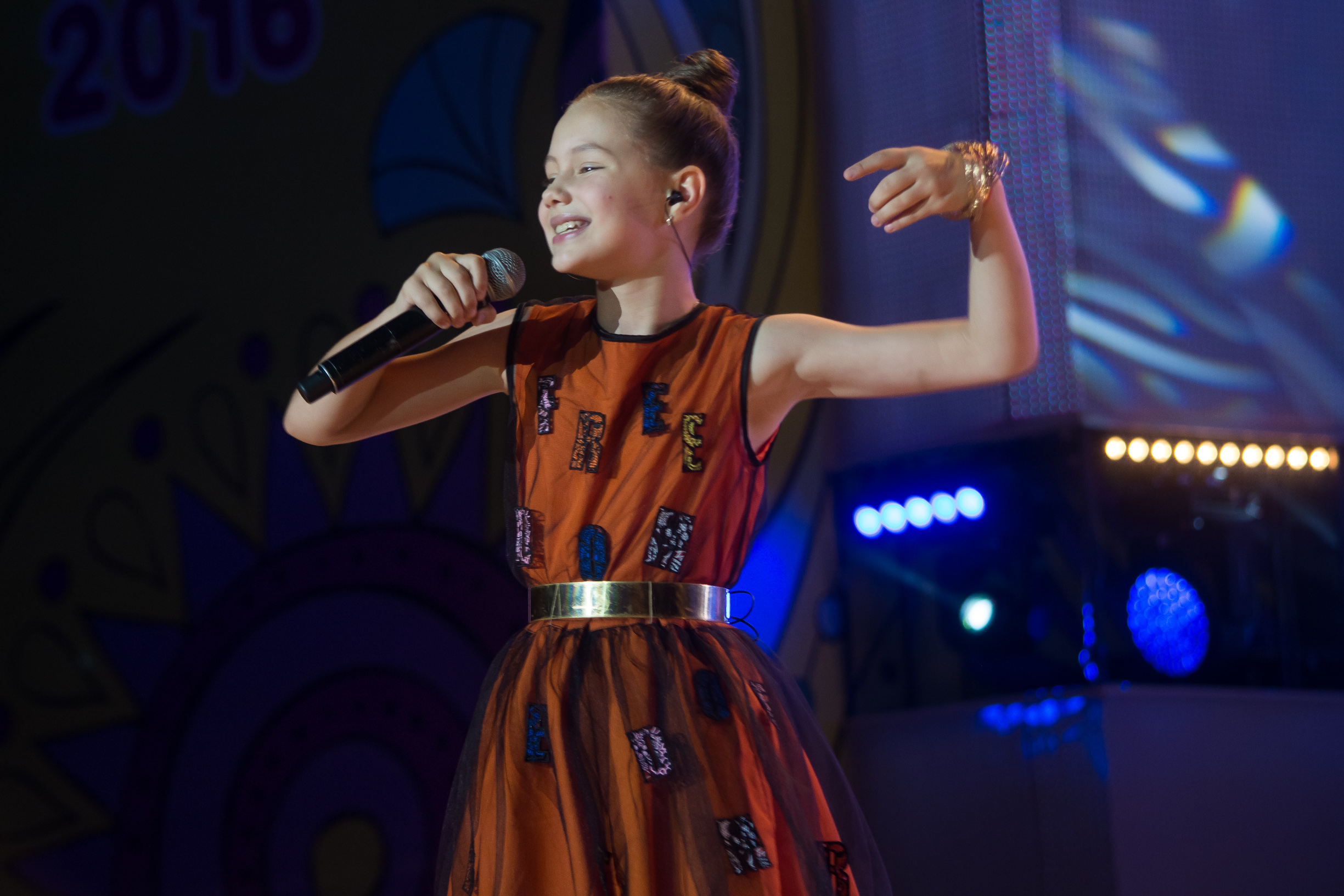
Мария Мирова (Россия)
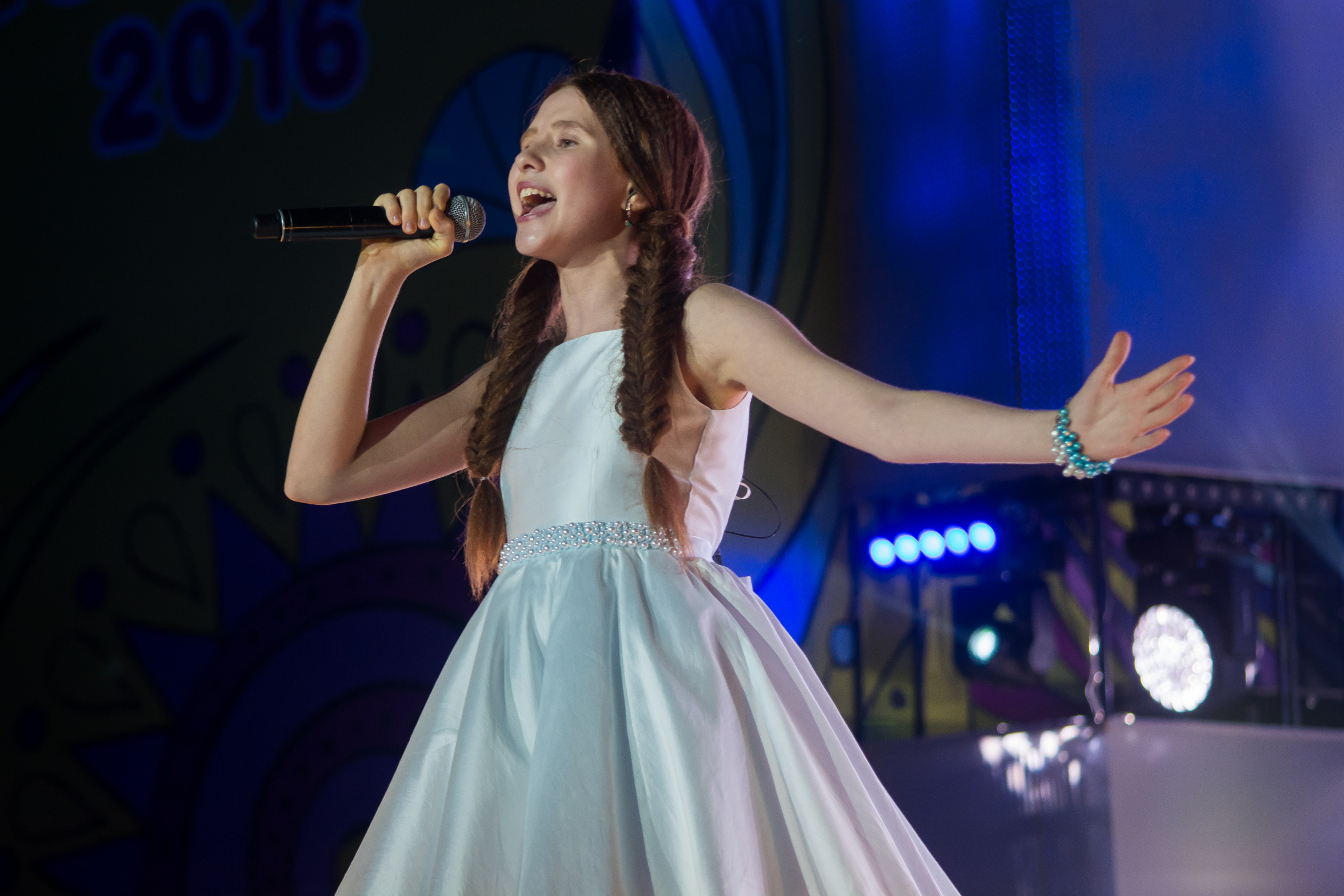
Мария-Даниэла Трахтенберг (Украина)
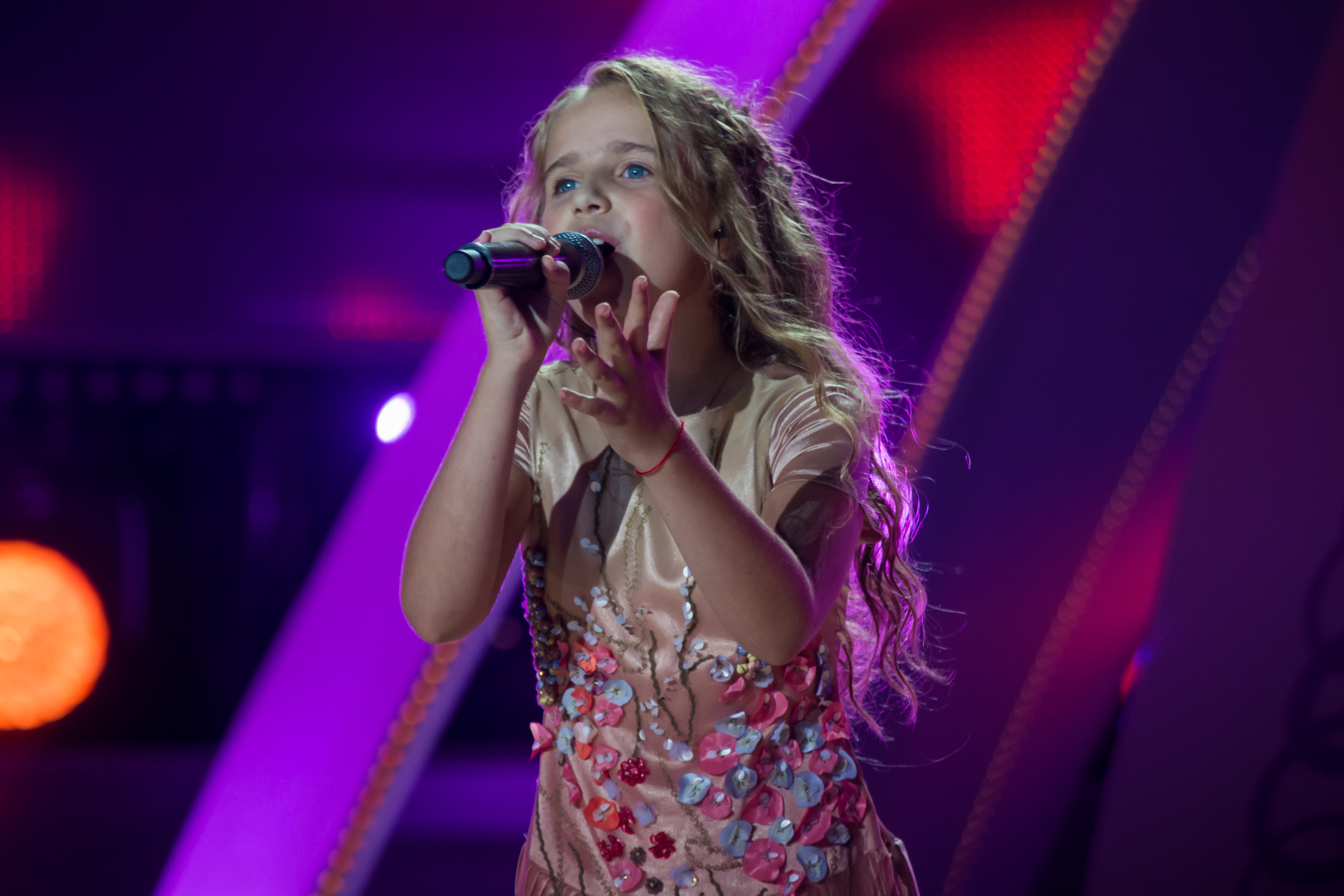
София Бондаренко (Украина)
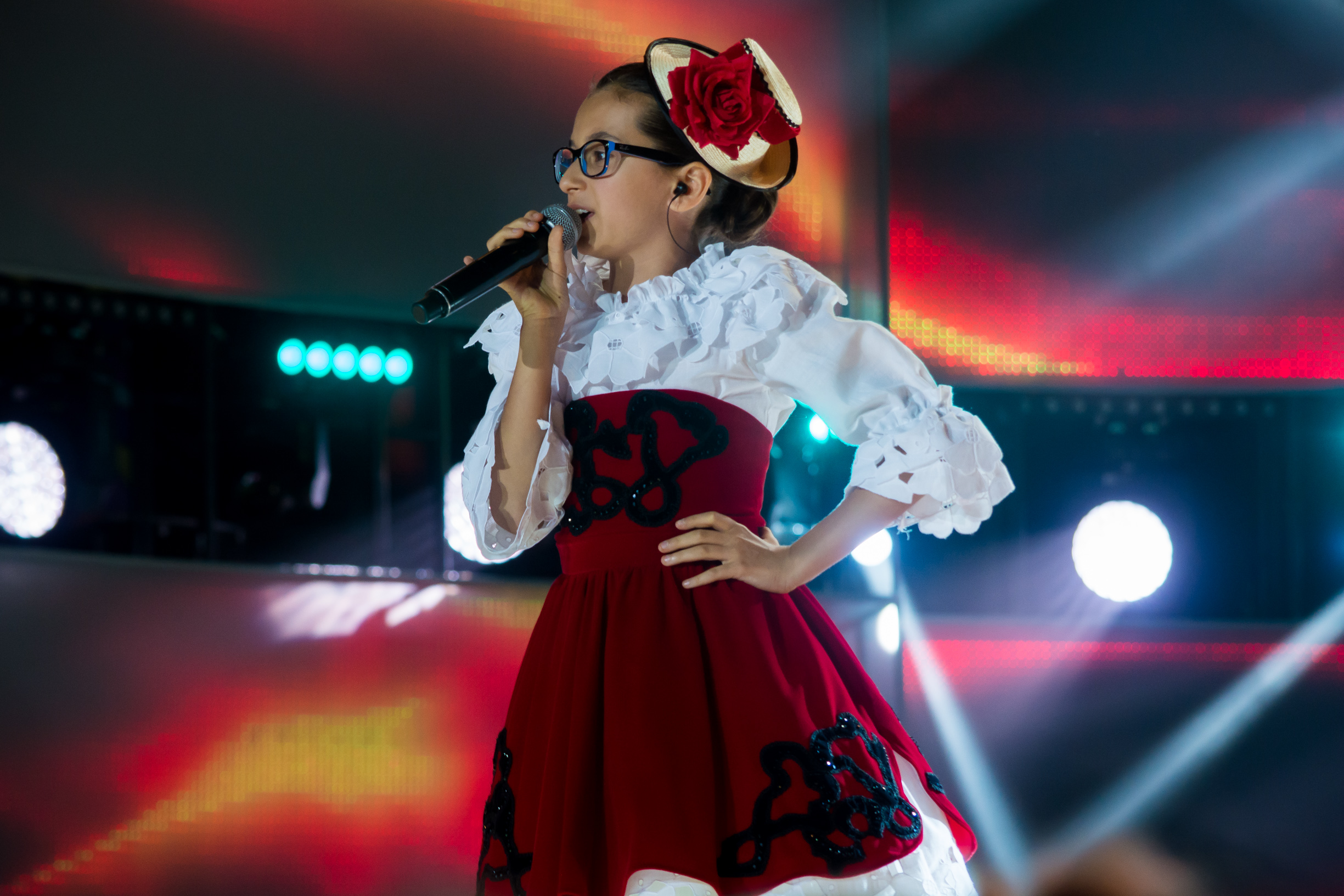
Илинка Дину (Румыния)
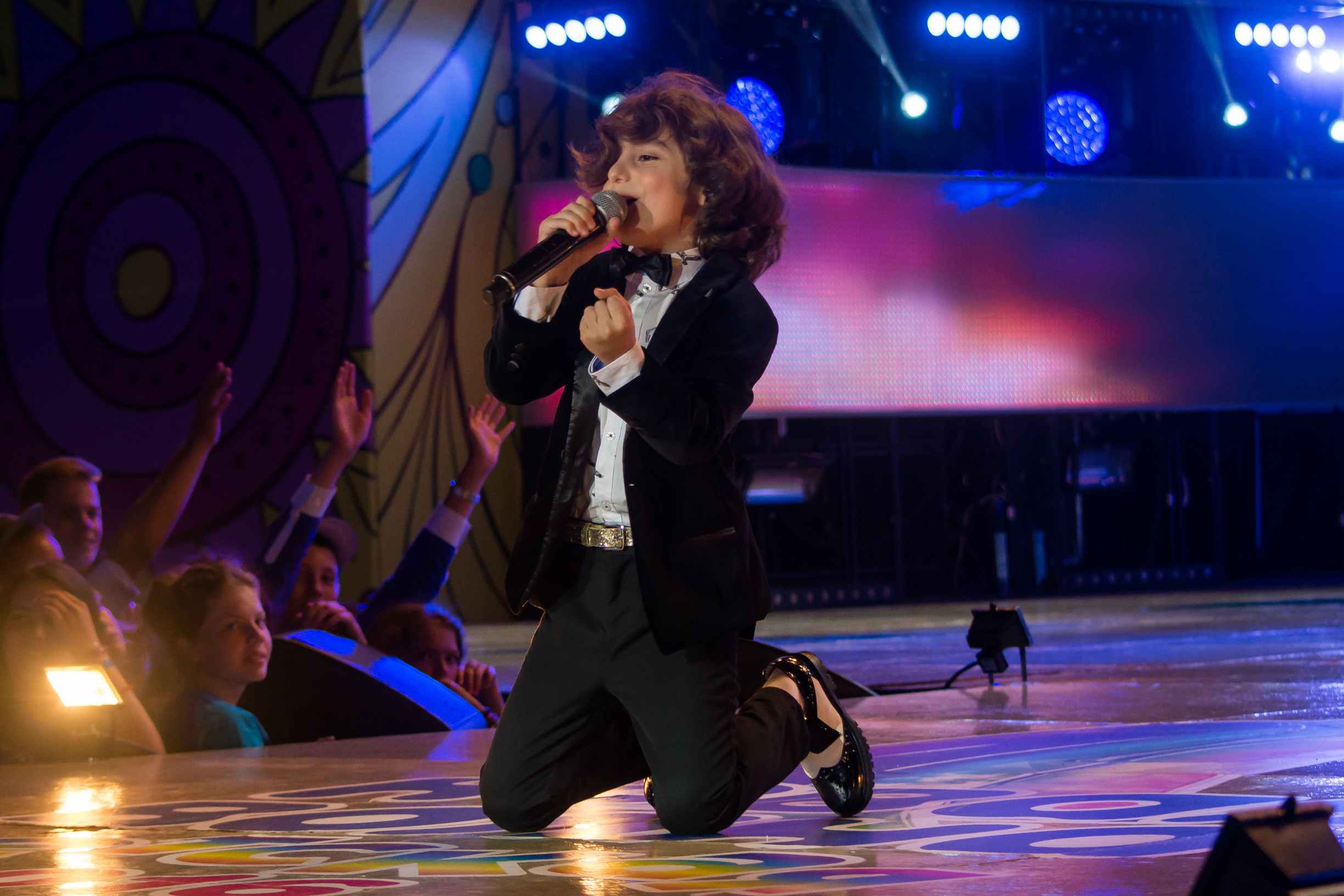
Михаил Григорян (Армения)
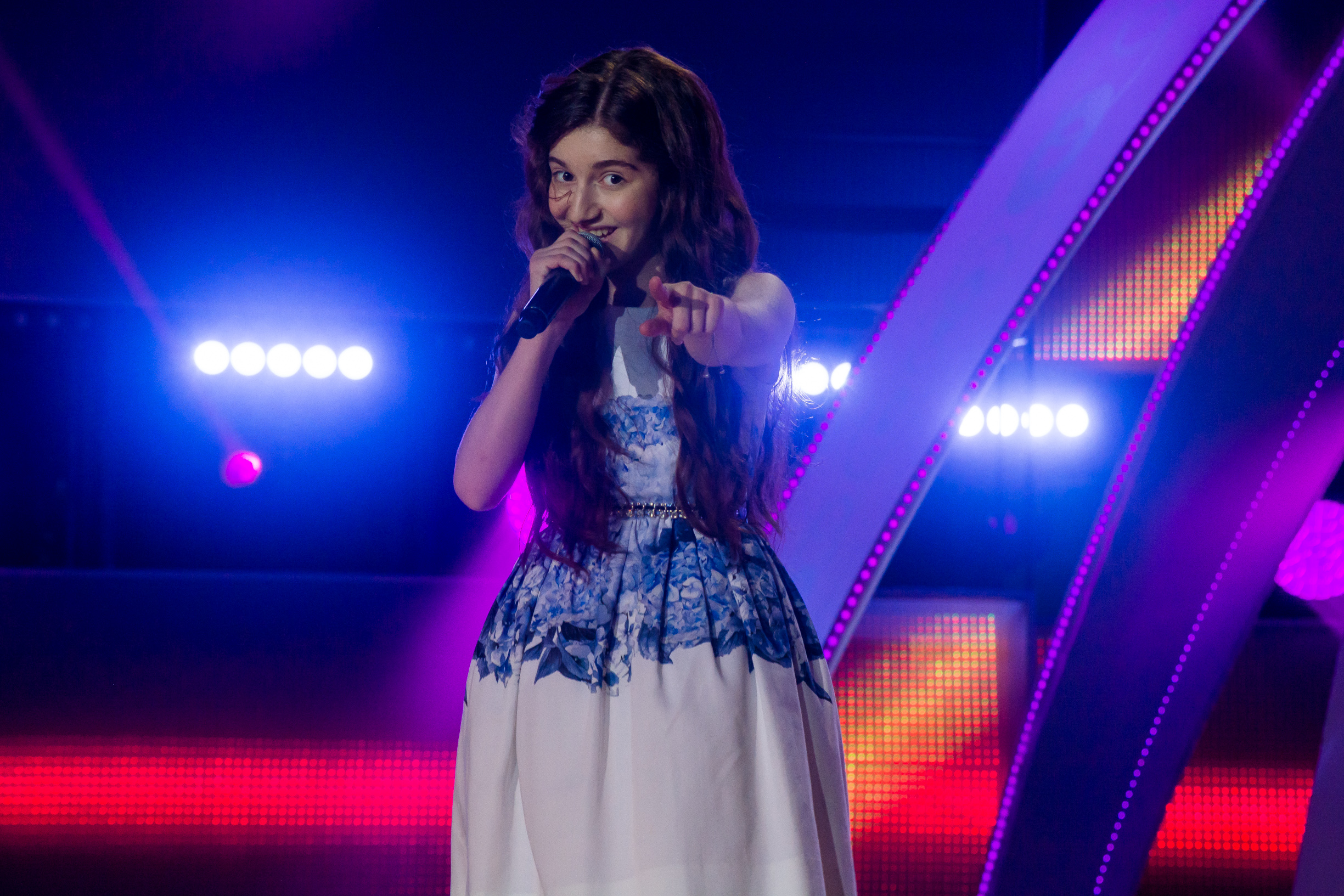
Милена Барциц (Абхазия)
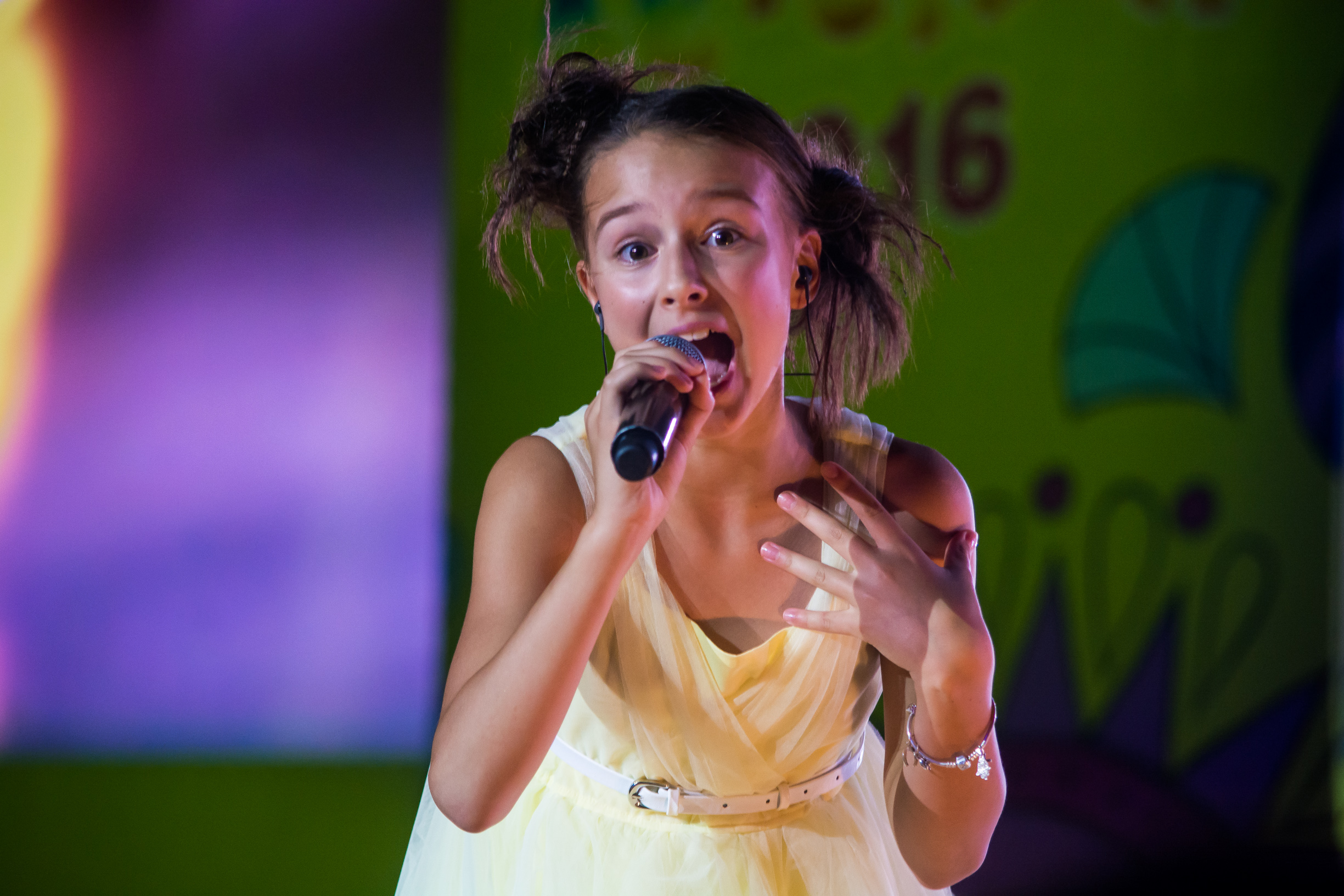
Руслана Панчишина (Белоруссия)
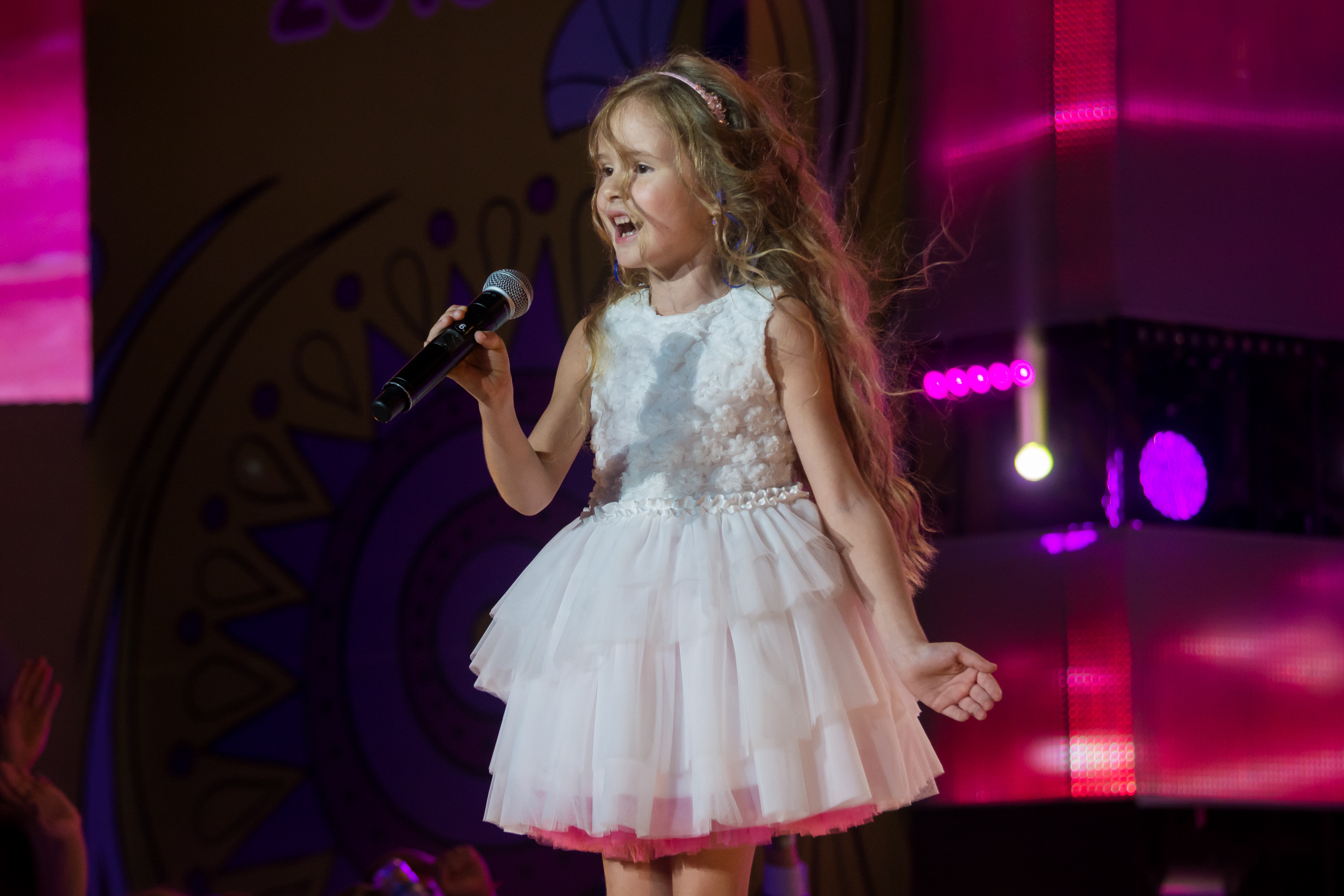
Анастасия Ячменкина (Латвия)
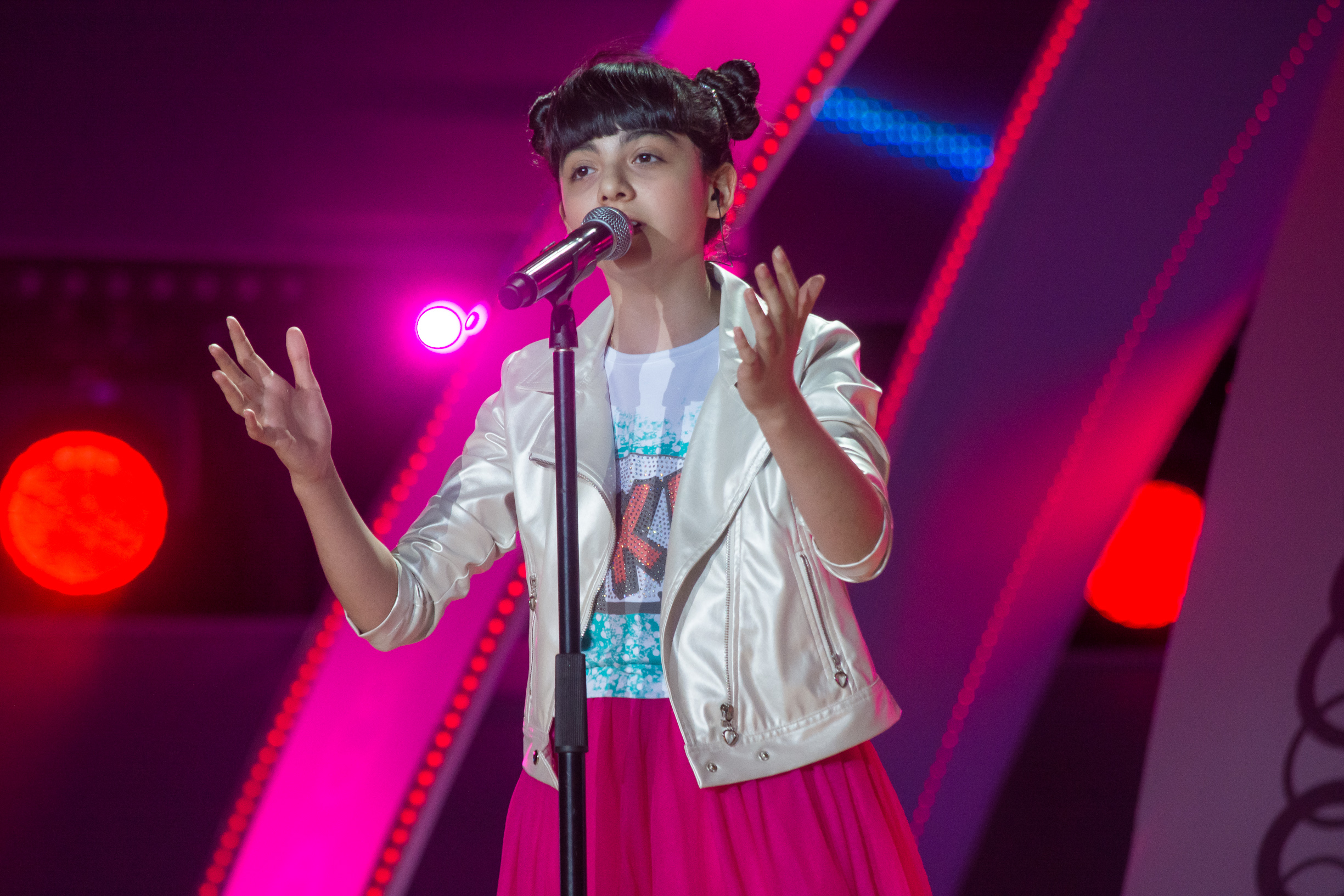
Нонна Еганян (Россия)
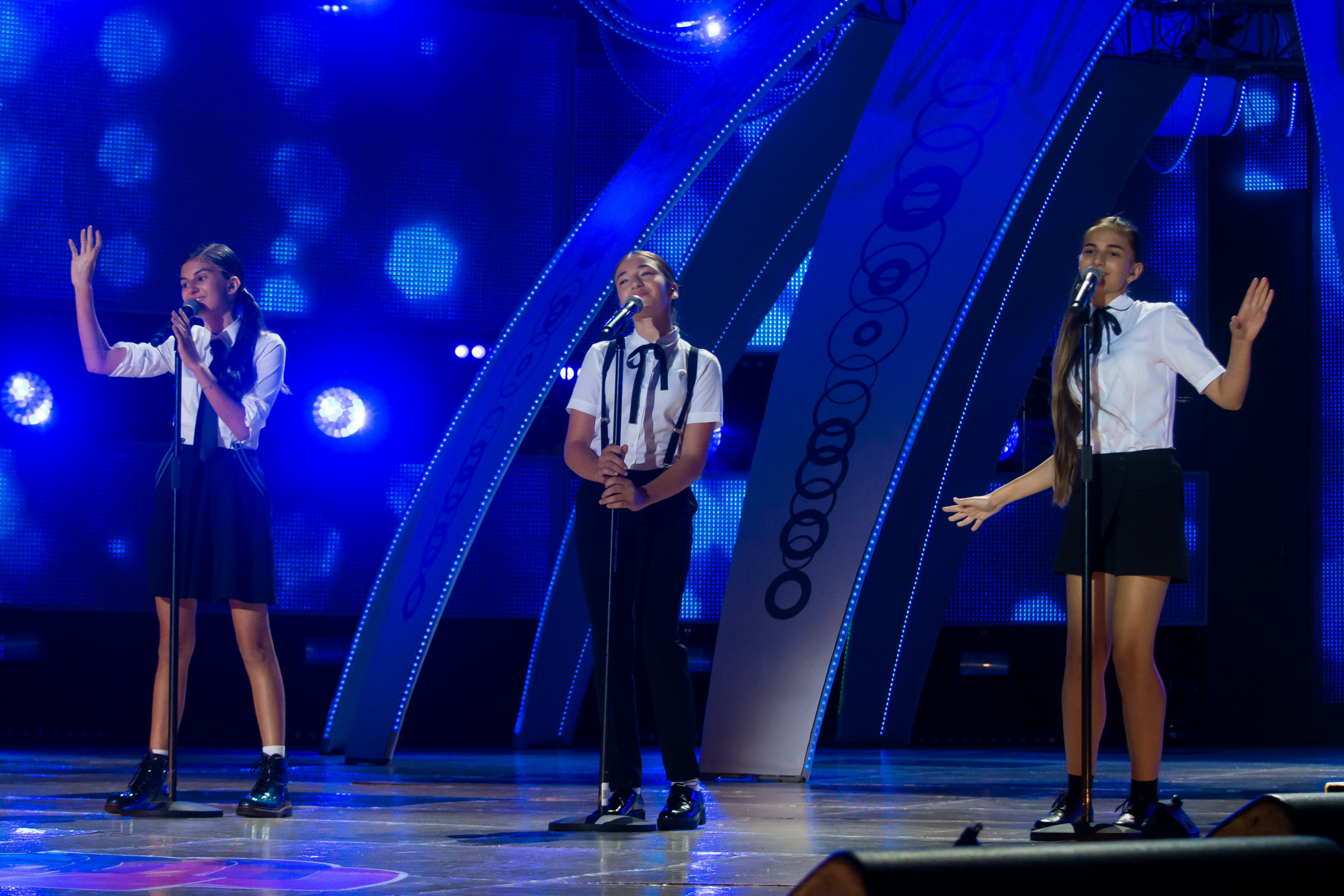
Трио ЭЙ`ВА (Россия)
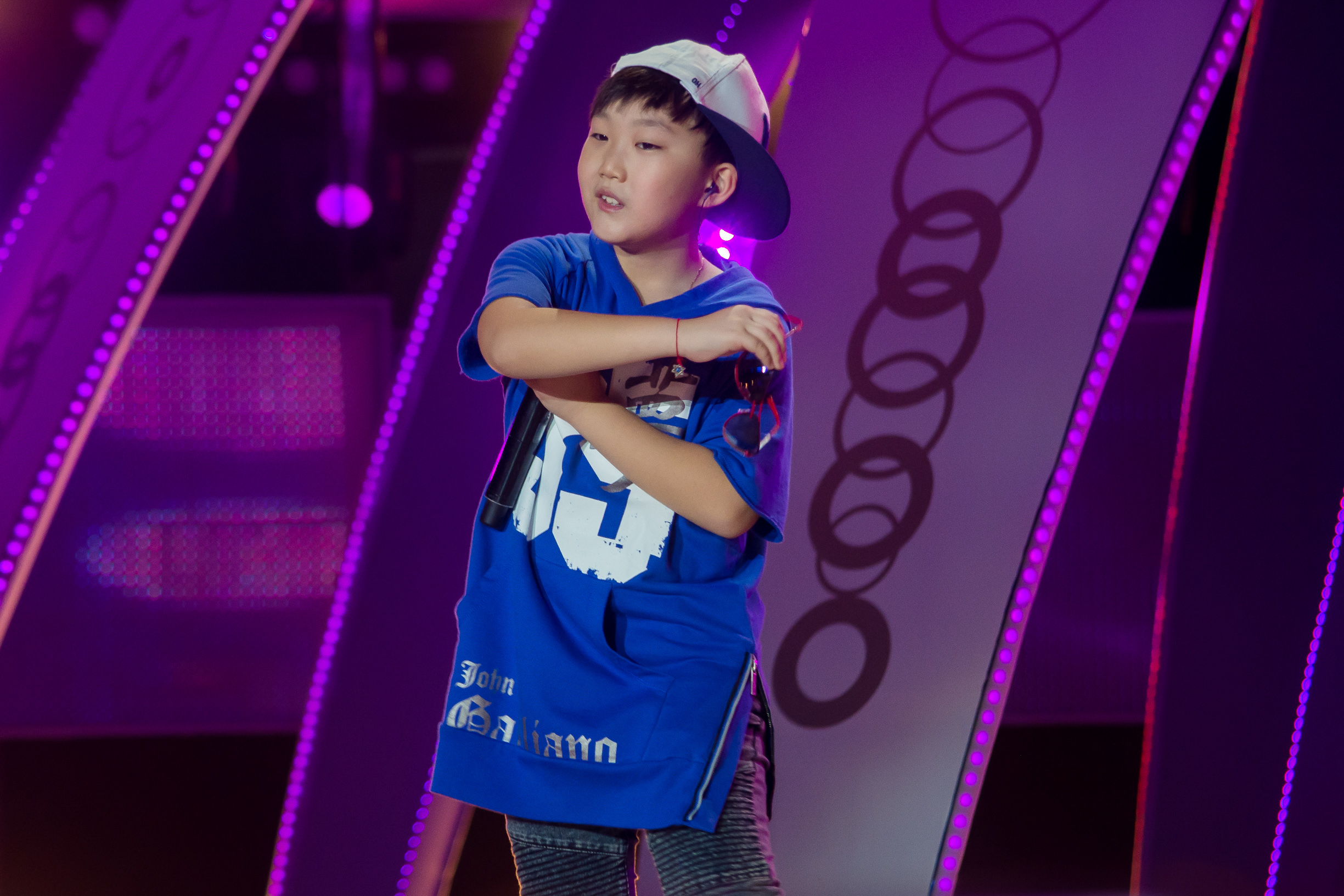
Даниил Юн (Республика Корея)
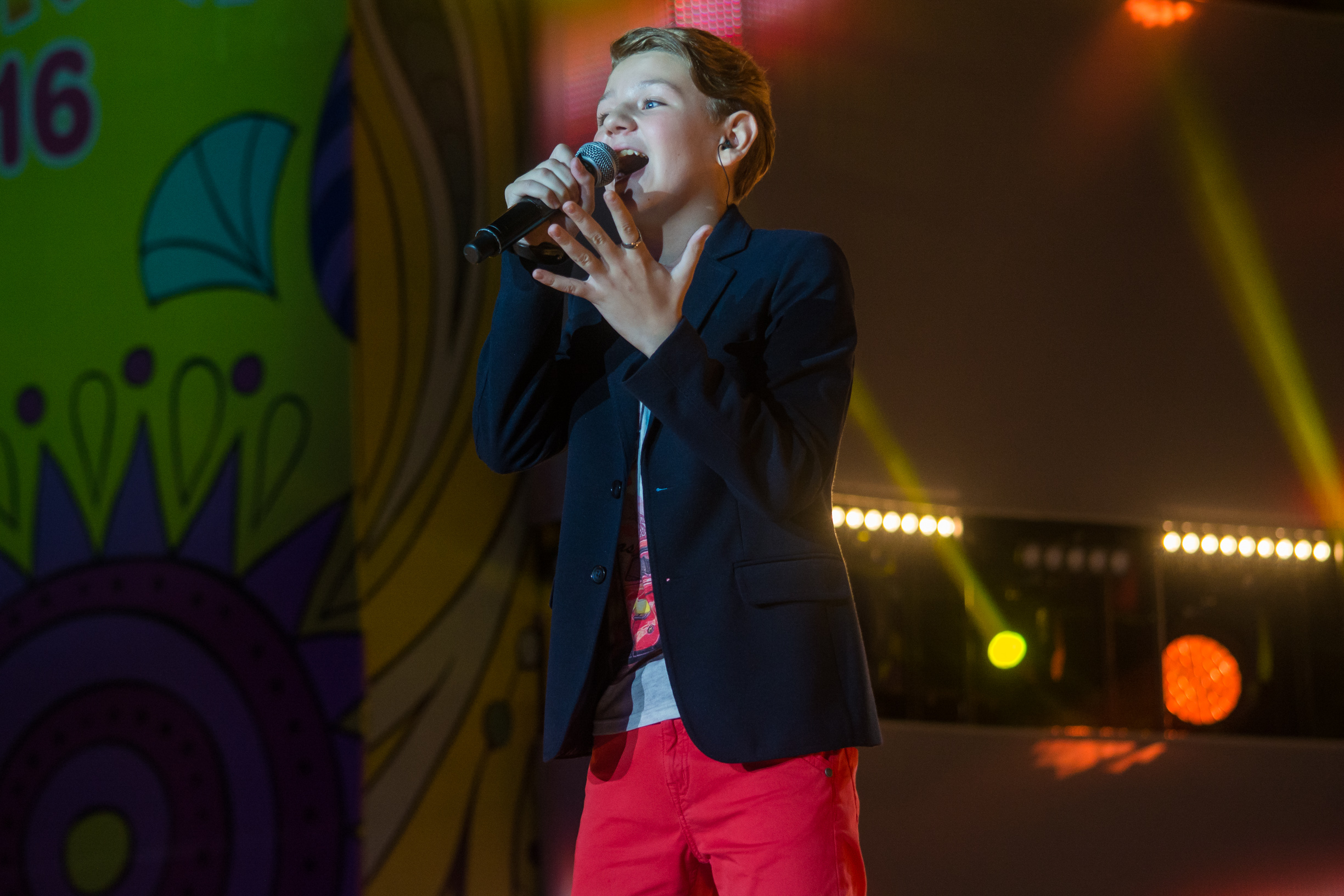
Алексей Забугин (Россия)
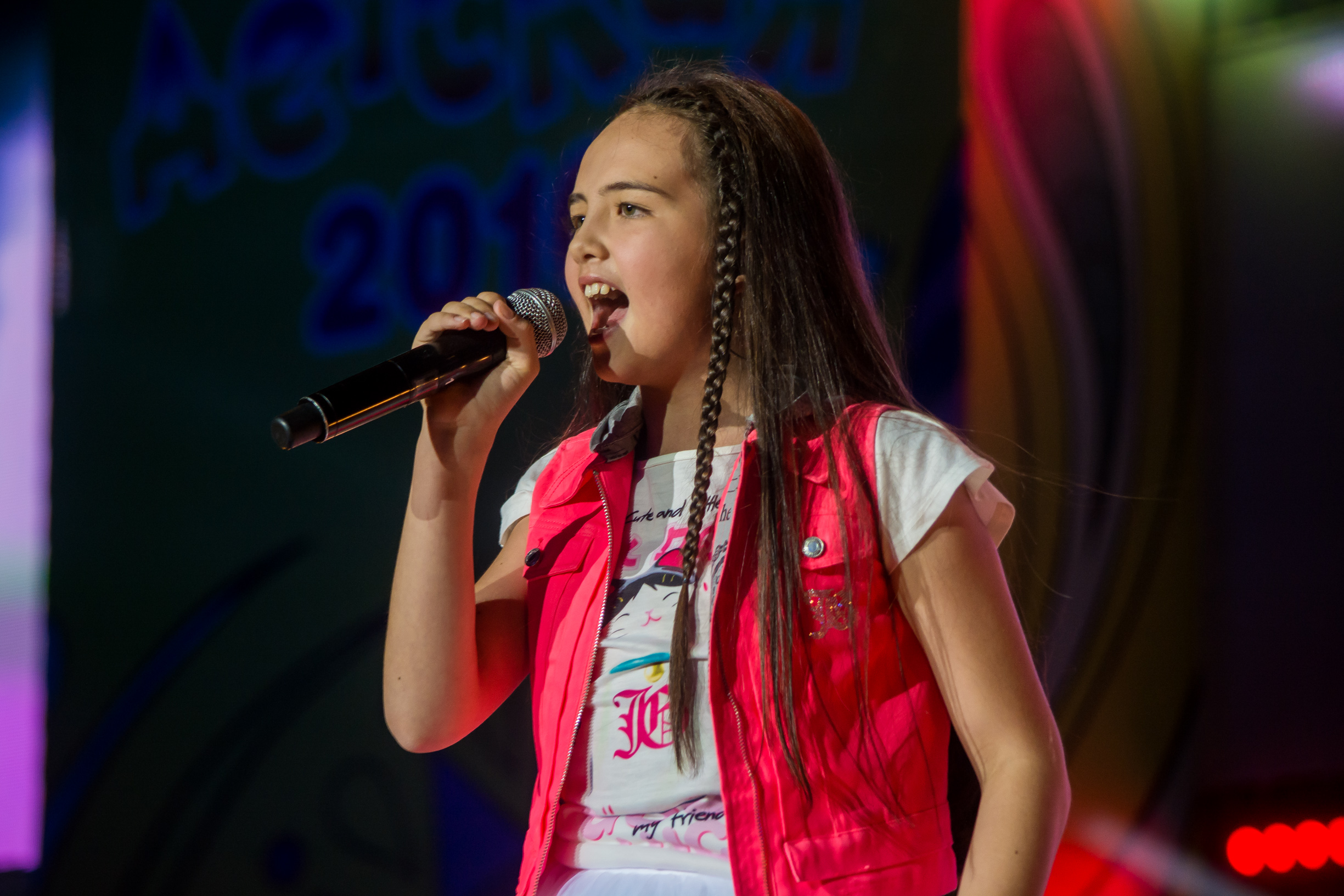
Вероника Инкико (Киргизия)
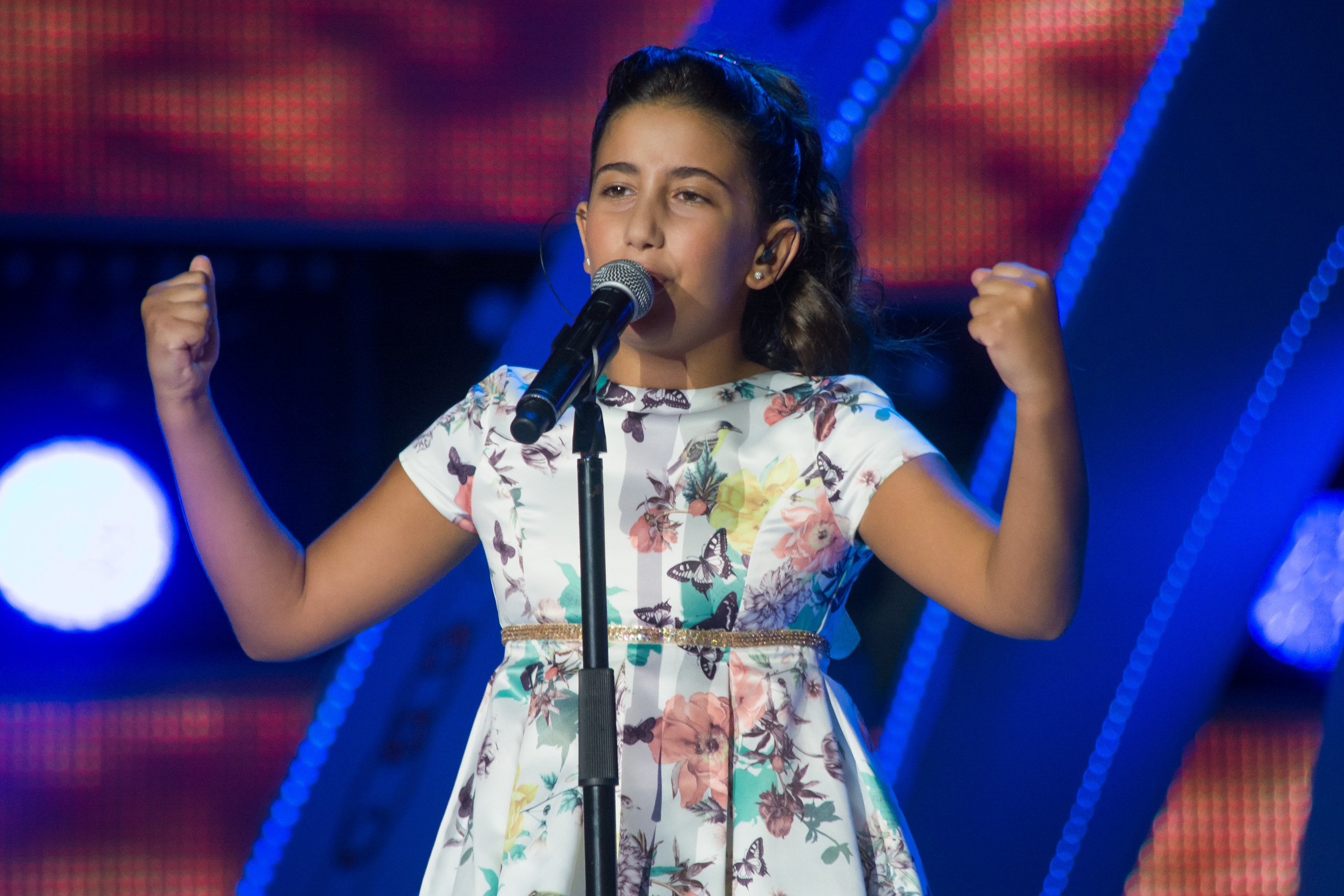
Эйла Манджон (Мальта)

Внеконкурсные выступления:
1. Хор Академии популярной музыки Игоря Крутого — «Волна»
2. Филипп Киркоров и «4 кадра» — «Диско-партизаны»
3. Жасмин, Данелия Тулешова, Мэри Кочарян и Эрика Мустяцэ — «Берегите родных»
4. Стас Пьеха и Мухаммедали Жугунусов — «Счастье»
5. Сергей Лазарев — «You are the only one»
6. Нюша и Эден Голан — «Вою на луну»
7. Владимир Пресняков и Соня Лапшакова — «В облака»
8. Юлианна Караулова и Алика Милова — «Ты не такой»
9. Доминик Джокер и Зина Куприянович — «Бит бомбит»
10. Дима Билан и София Тарасова — «Не молчи»
11. «Дискотека Авария» и Вилена Хикматуллина — «Малинки»
12. IOWA, Катя Манешина — «Бьёт бит»
13. Хор Академии популярной музыки Игоря Крутого — «Артек»
14. Хор Академии популярной музыки Игоря Крутого — «Я пою»

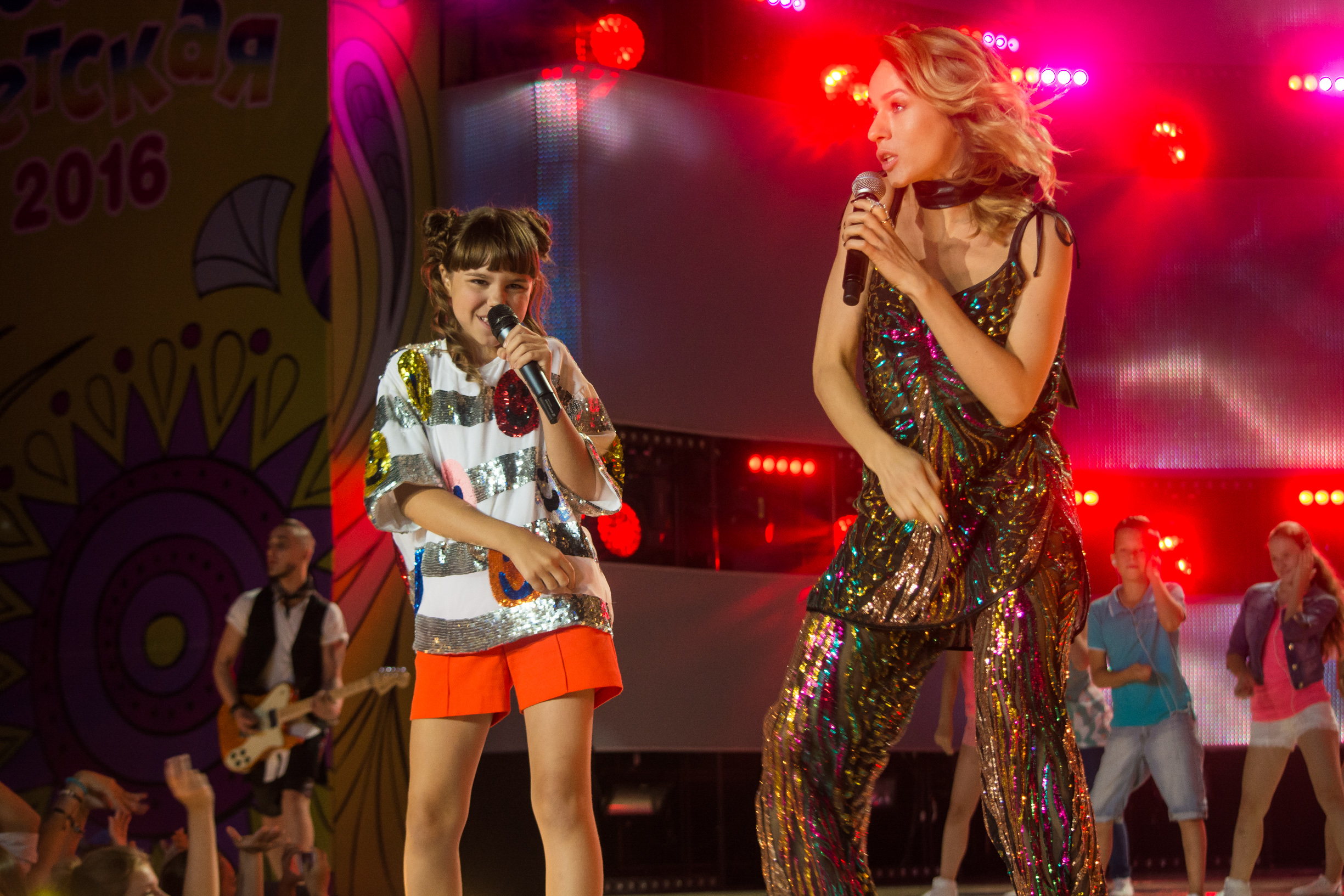
IOWA и Катя Манешина
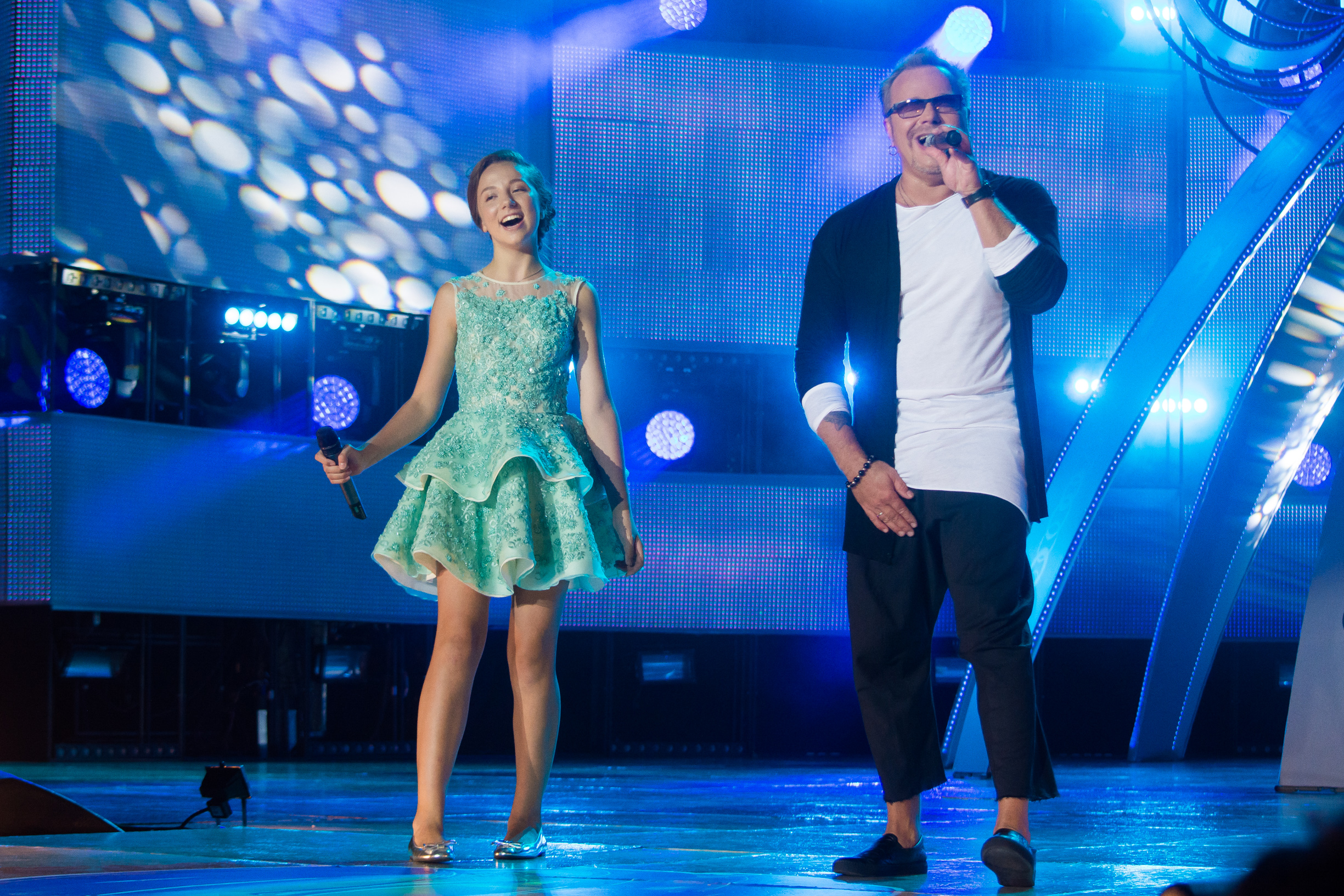
Владимир Пресняков и Соня Лапшакова
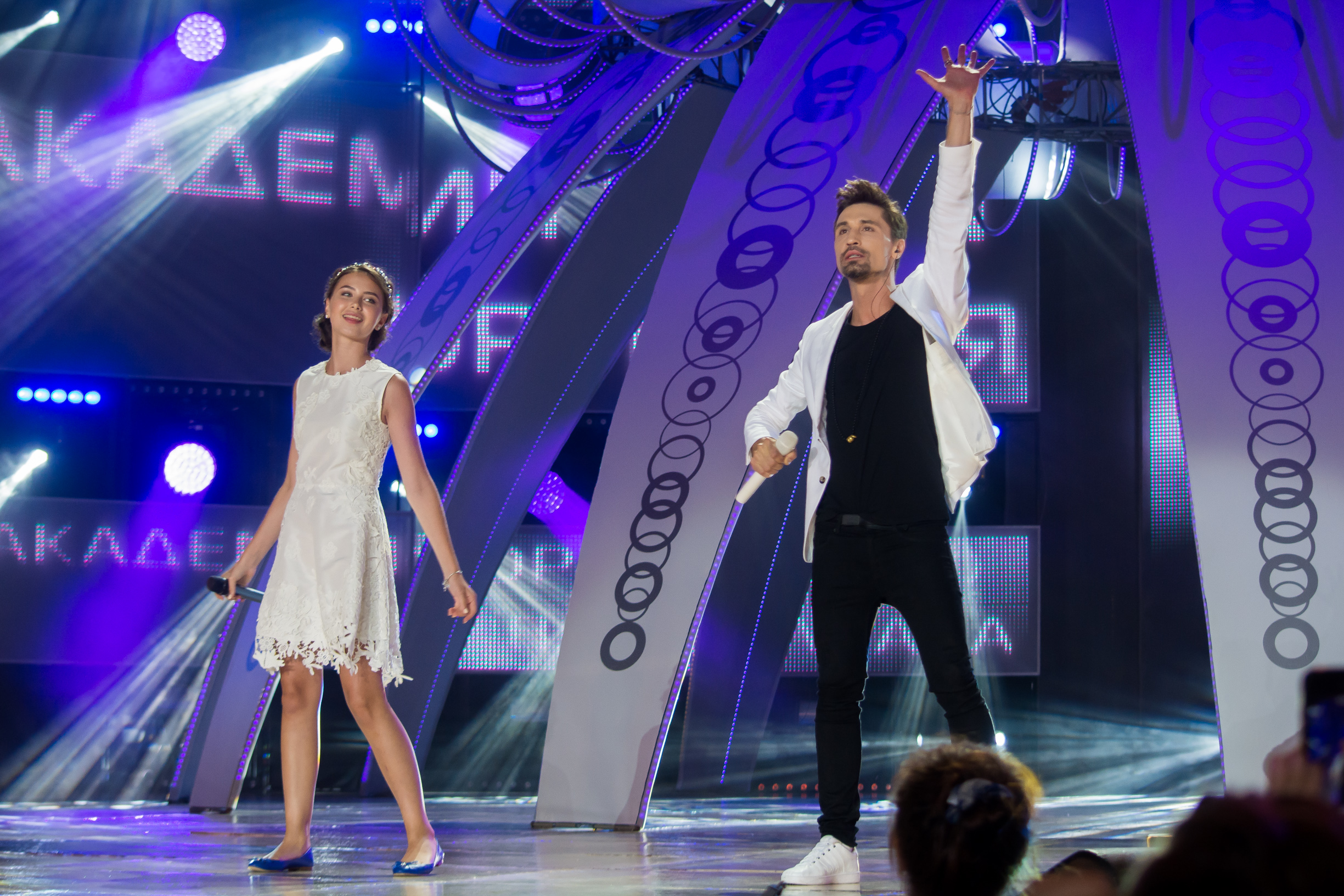
Дима Билан и София Тарасова
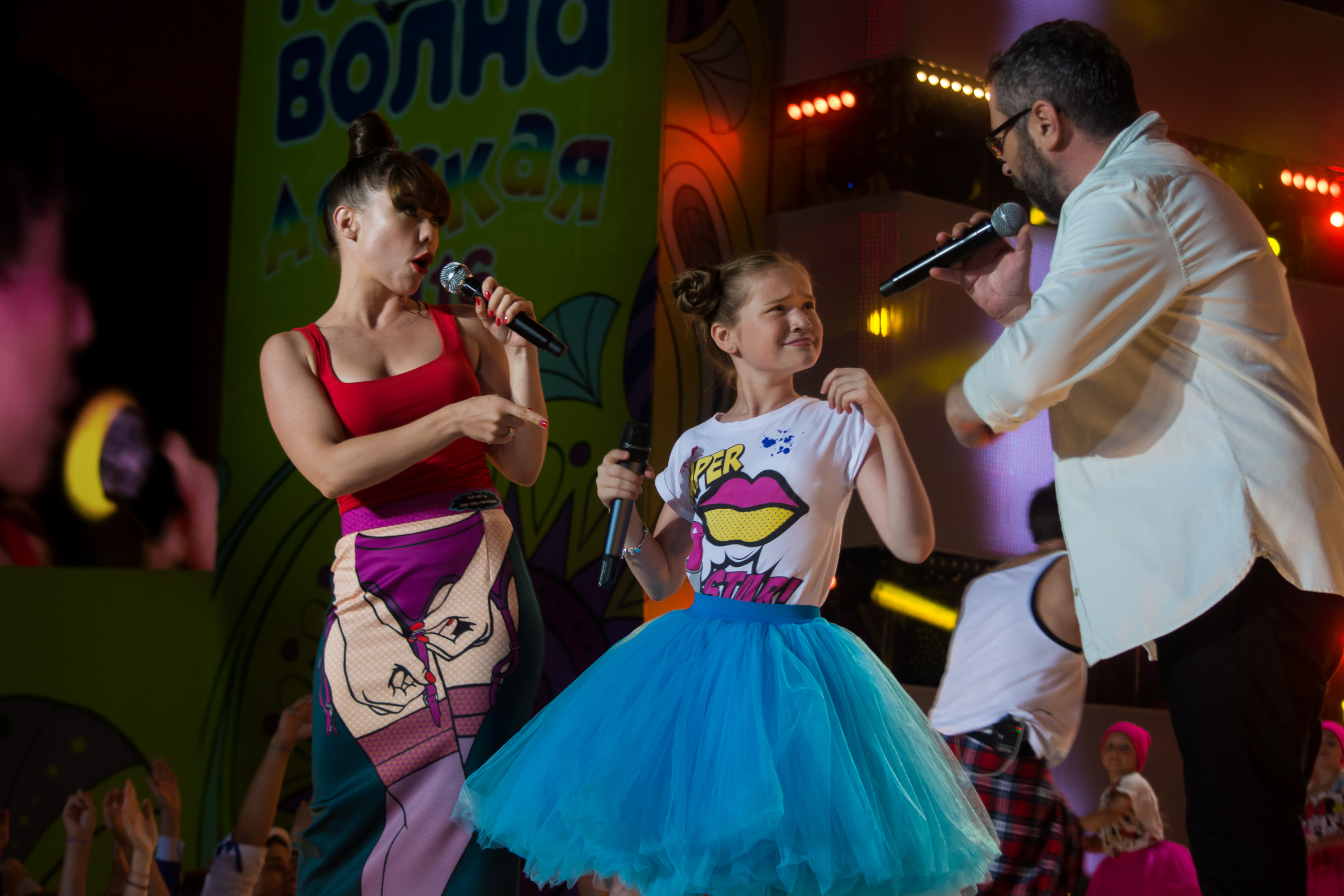
Дискотека Авария и Вилена Хикматуллина
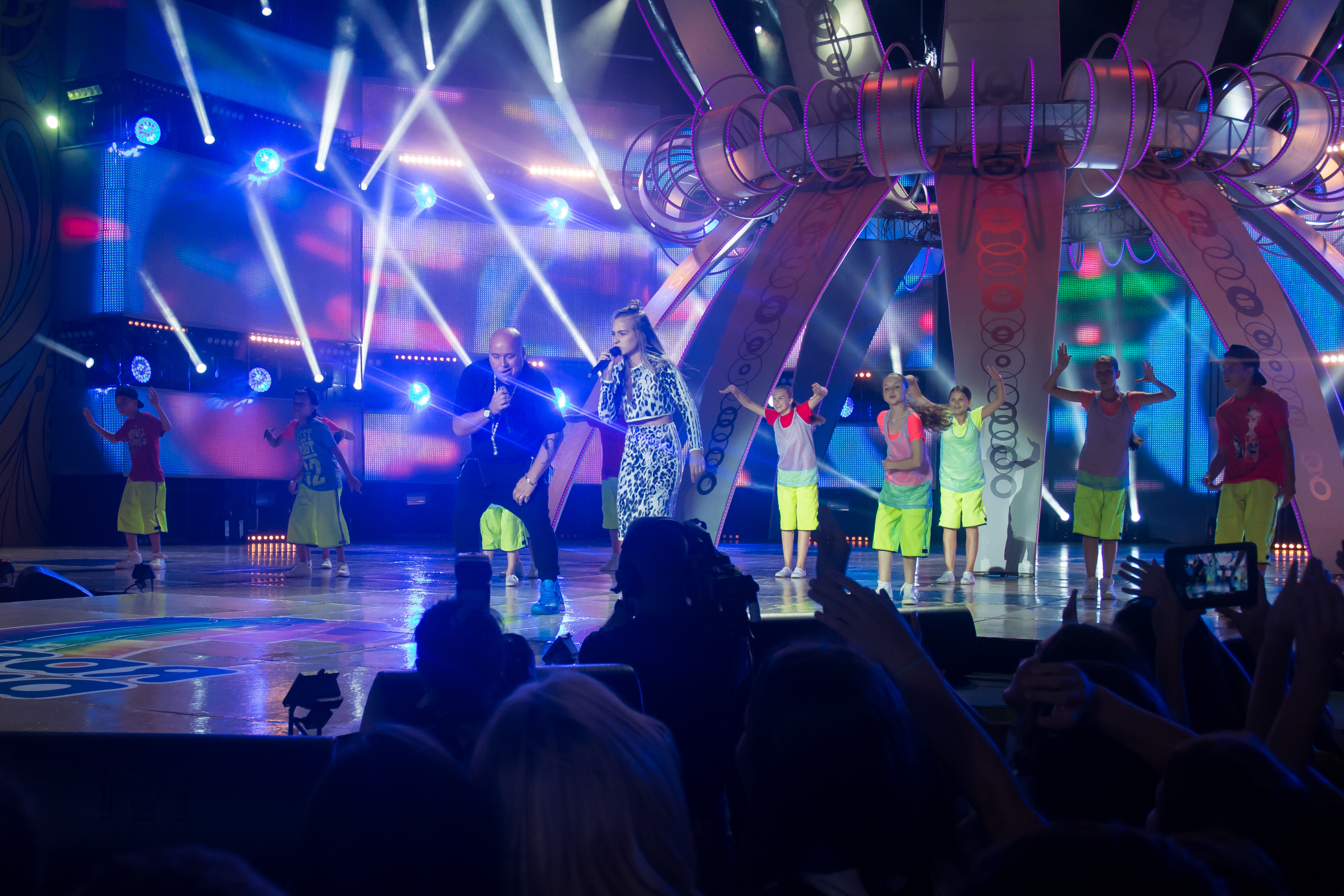
Доминик Джокер и Зина Куприянович
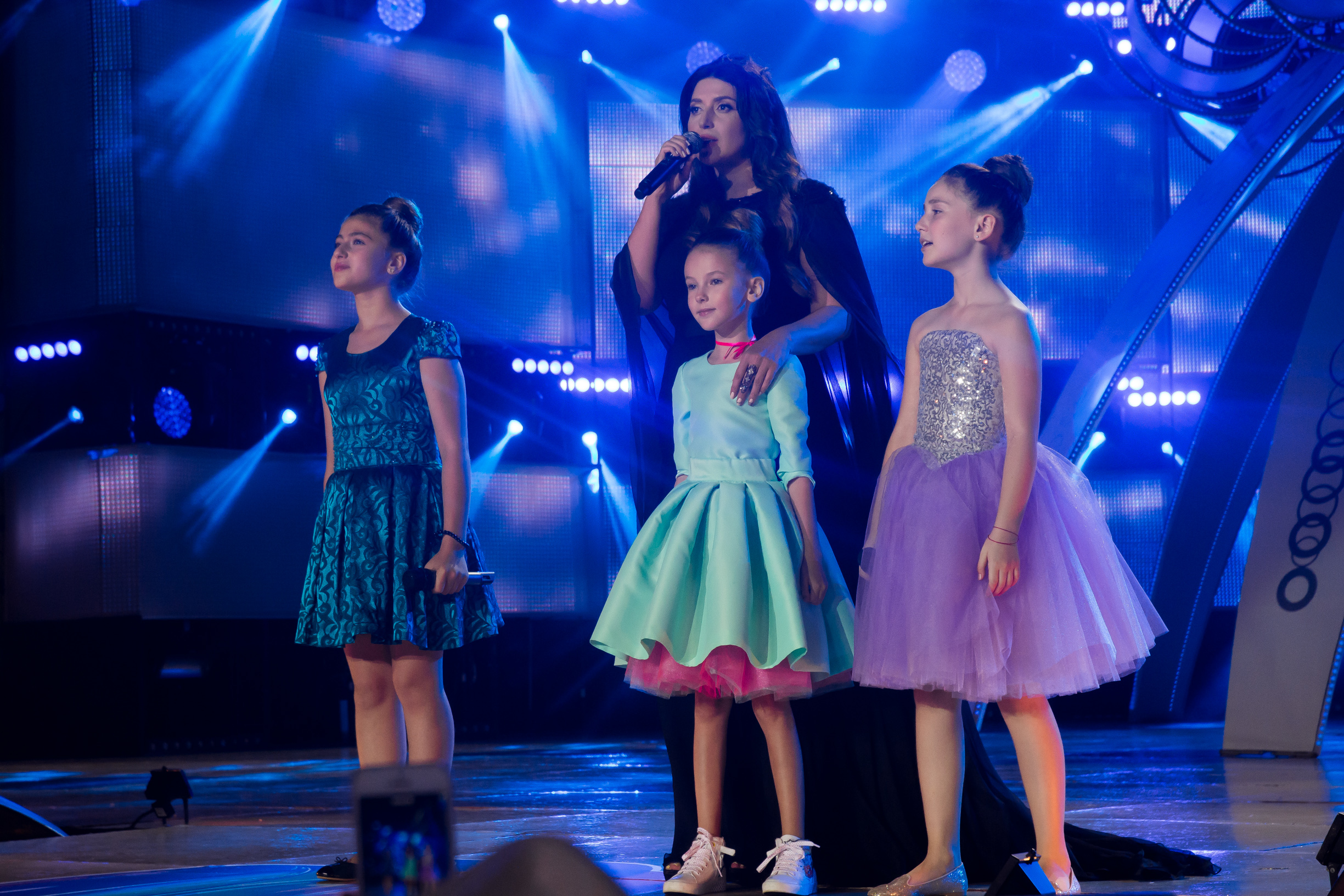
Жасмин, Данелия Тулешова, Мэри Кочарян и Эрика Мустяцэ
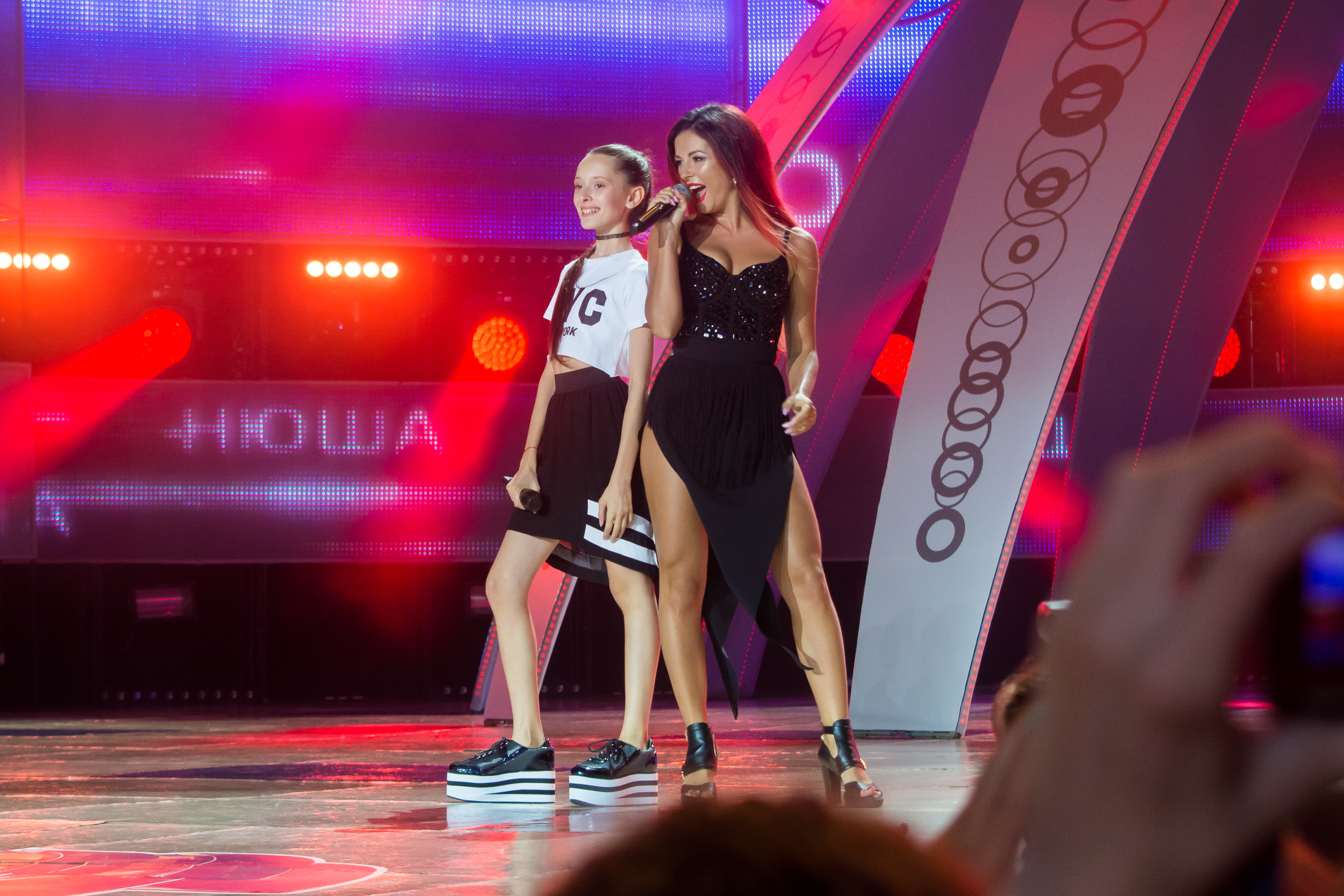
Нюша и Эден Голан
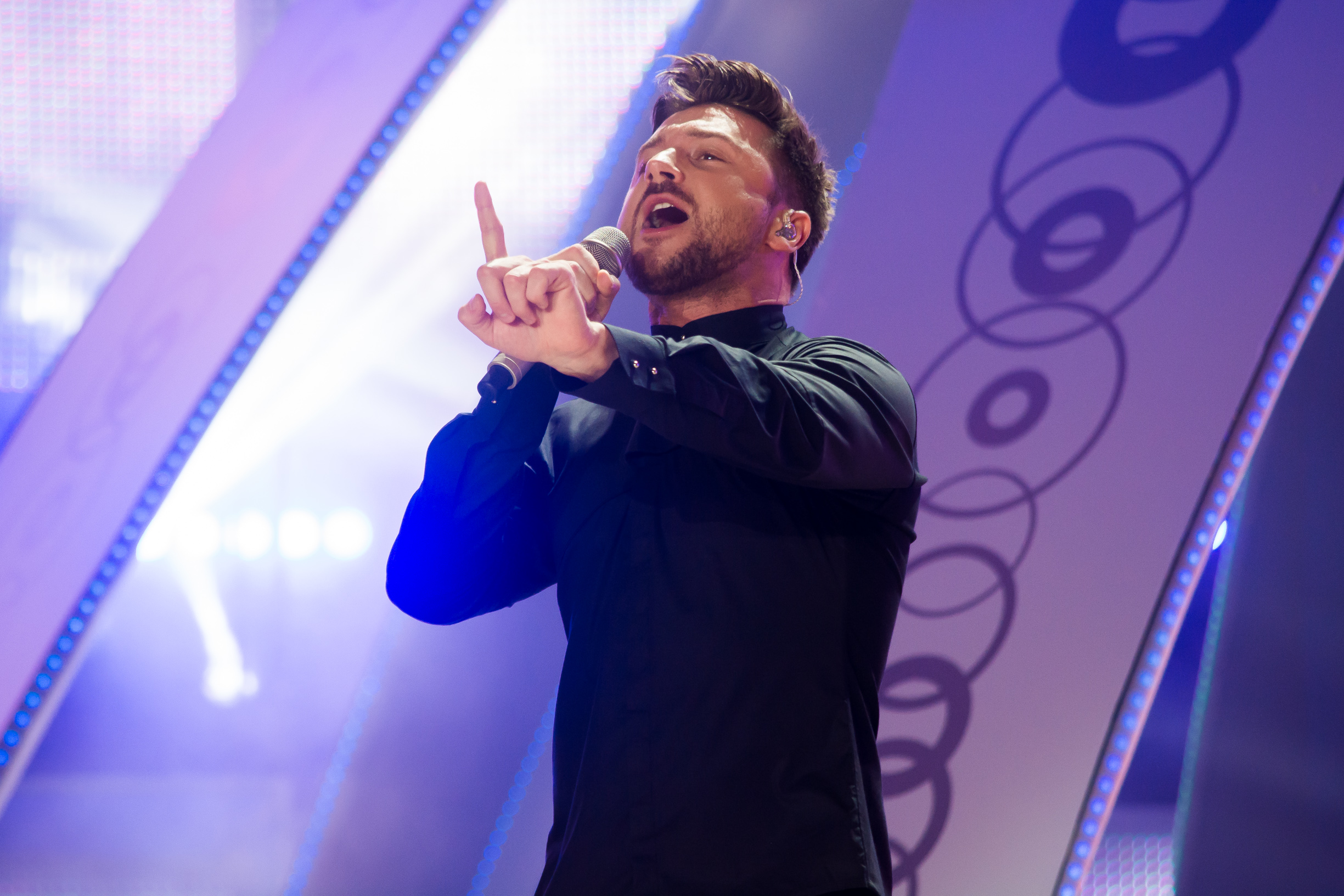
Сергей Лазарев
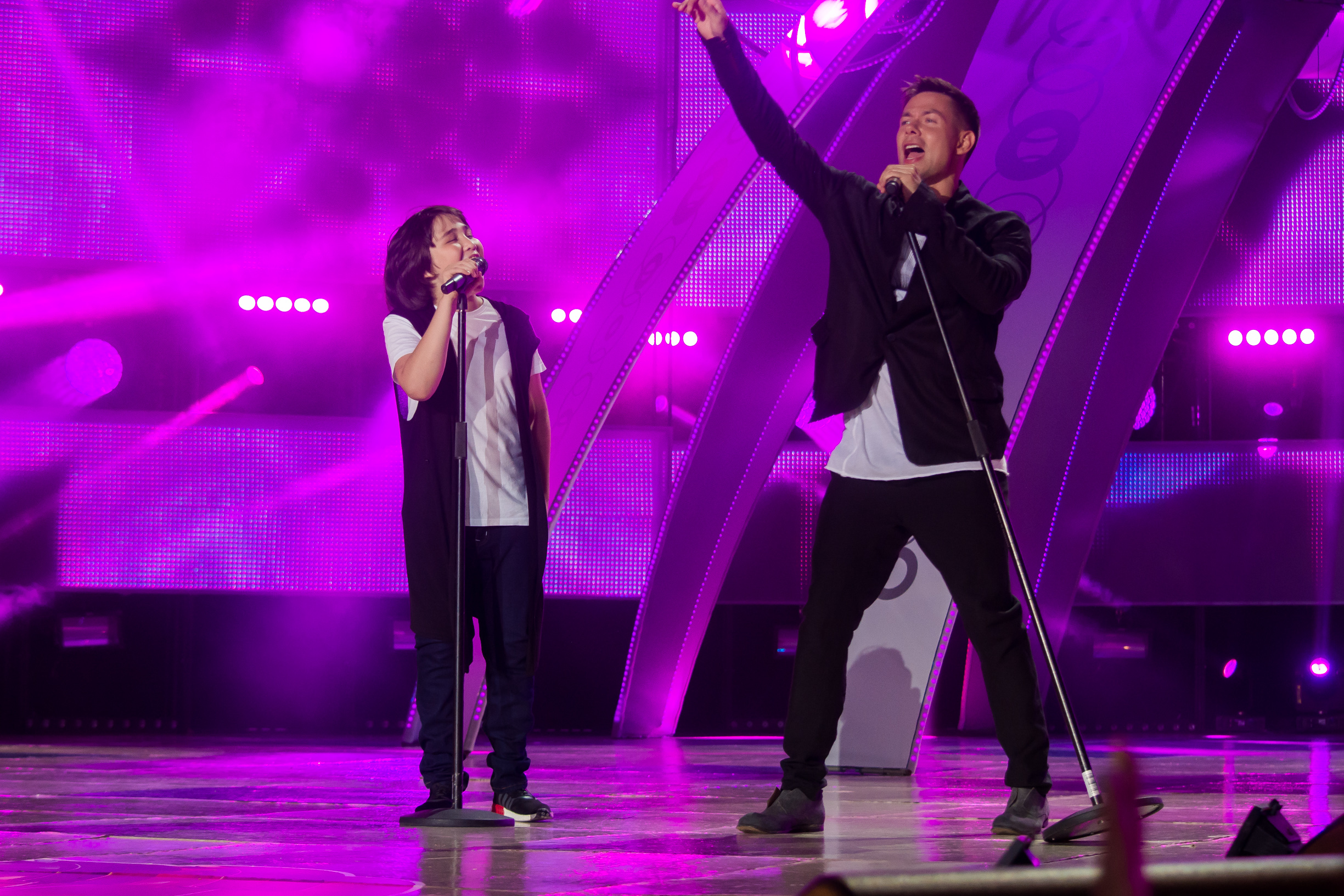
Стас Пьеха и Мухаммедали Жугунусов
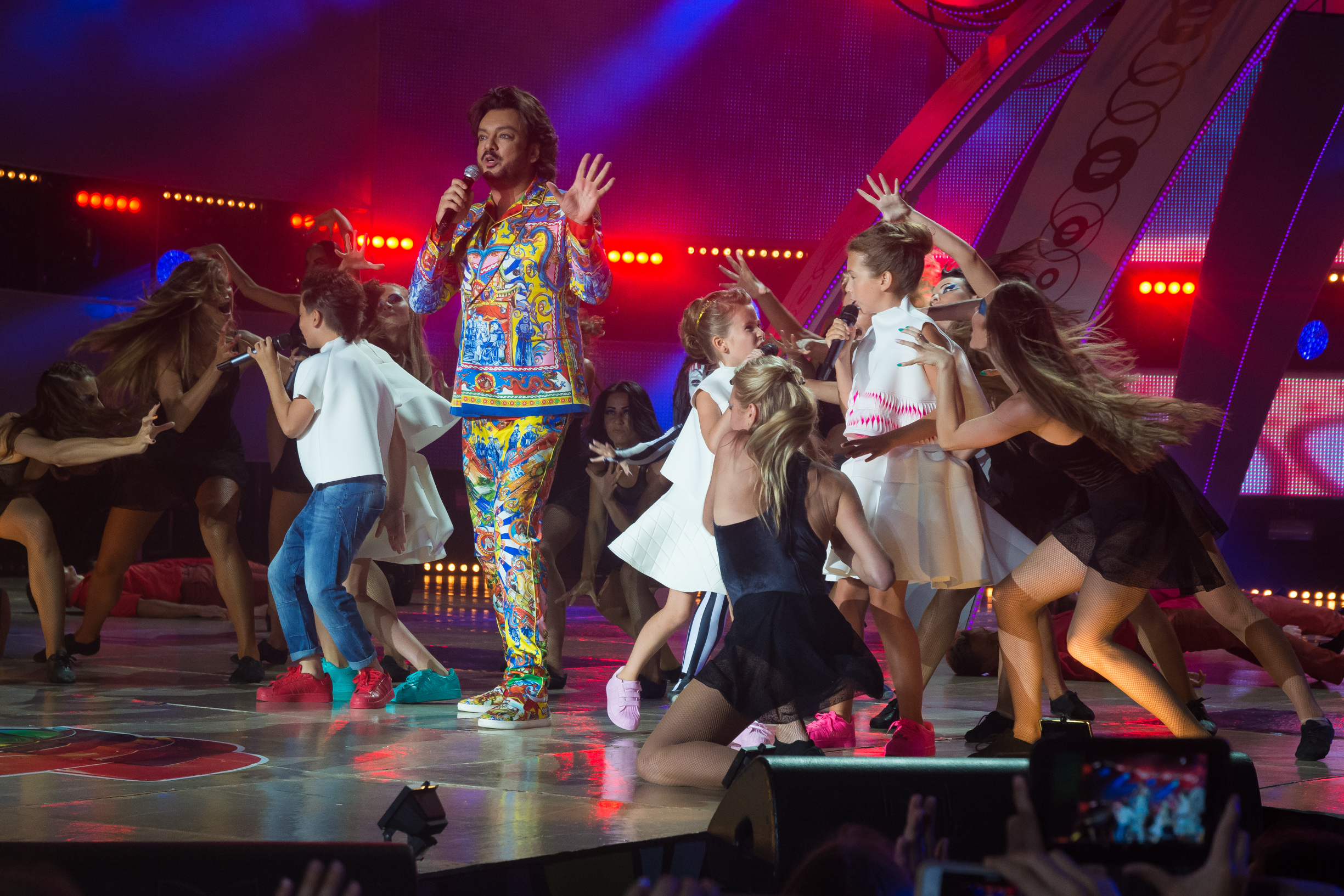
Филипп Киркоров и группа «4 Кадра»
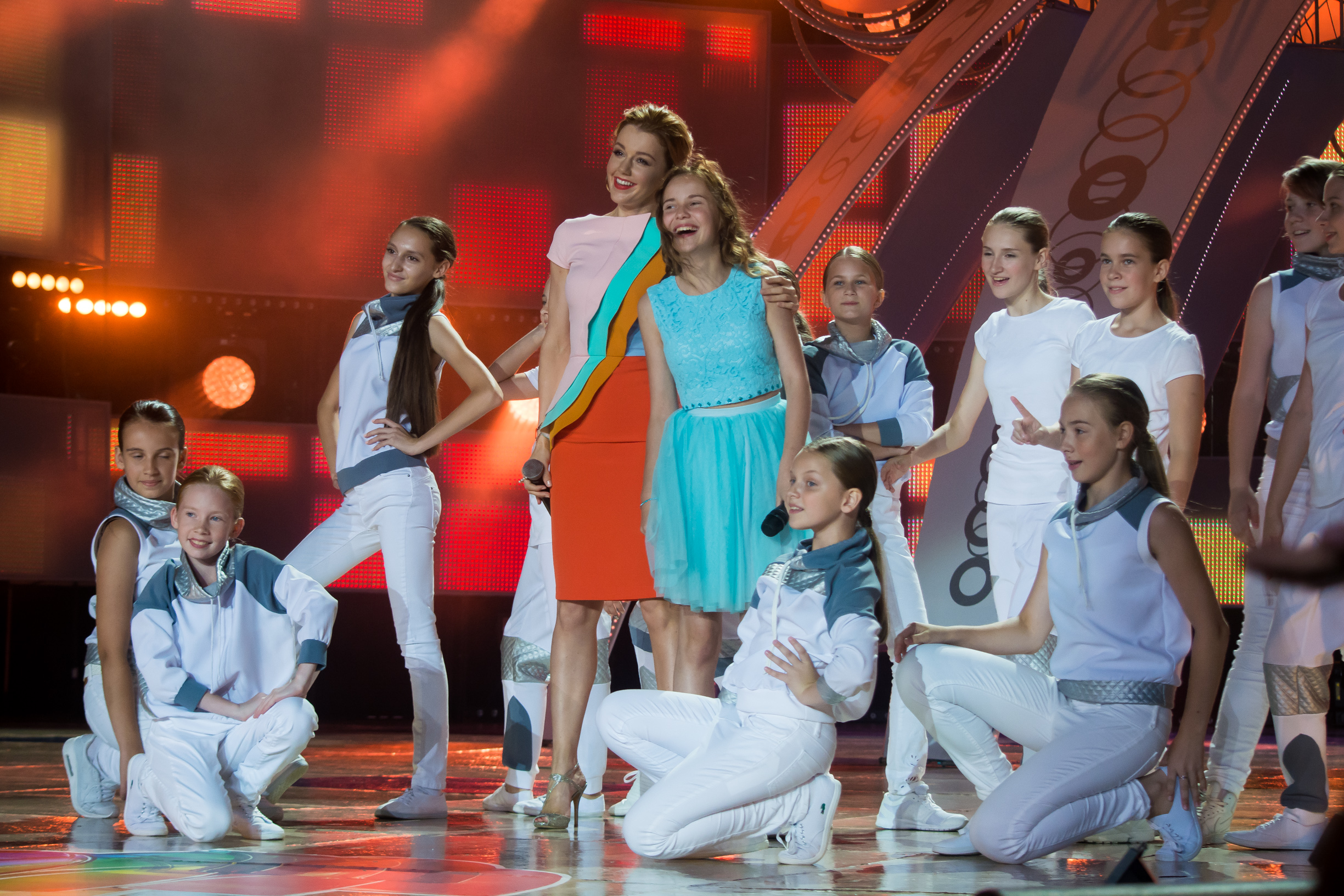
Юлианна Караулова и Алика Милова

## Второй конкурсный день
Второй конкурсный день, который прошёл на центральном стадионе «Артека» 12 августа, окончательно определил места исполнителей в конкурсной таблице. По традиции, конкурсный день начался с концертной программы артистов и лауреатов конкурса прошлых лет. В этот вечер на сцене выступили Филипп Киркоров, Юлианна Караулова, Сергей Лазарев, Стас Костюшкин и Ирина Дубцова. После концертной программы конкурсанты исполнили мировые хиты.
| №  | Страна             | Исполнитель               | Песня (ОИ)                                       | Баллы | Место (ВКД) |
| -- | ------------------ | ------------------------- | ------------------------------------------------ | ----- | ----------- |
| 1  | Россия             | Нонна Еганян              | «Pardonne-Moi Ce Caprice D’Enfant» (Мирей Матьё) | 60    | 12          |
| 2  | Беларусь           | Руслана Панчишина         | «Ты нарисуй»                                     | 62    | 9           |
| 3  | Мальта             | Эйла Манджон              | «Listen» (Бейонсе)                               | 66    | 1           |
| 4  | Армения            | Михаил Григорян           | «Uptown Funk» (Марк Ронсон и Бруно Марс)         | 65    | 3           |
| 5  | Украина            | София Бондаренко          | «Колыбельная» (Полина Гагарина)                  | 63    | 7           |
| 6  | Румыния            | Илинка Дину               | «Warrior» (Нина Сублатти)                        | 60    | 12          |
| 7  | Россия             | Мария Мирова              | «Грею счастье» (Ёлка)                            | 63    | 7           |
| 8  | Латвия             | Анастасия Ячменкина       | «Ti-Ti-Ti» (Нормунд Рутулис)                     | 64    | 5           |
| 9  | Казахстан          | Жанель Садуакас           | «Something’s Got A Hold On Me» (Этта Джеймс)     | 62    | 9           |
| 10 | Кыргызстан         | Вероника Инкико           | «Сенсация» (Валерия «Лерика» Енгалычева)         | 60    | 12          |
| 11 | Республика Абхазия | Милена Барциц             | «If I Were a Boy» (Бейонсе)                      | 64    | 5           |
| 12 | Россия             | Трио «ЭЙ`ВА»              | «Все зависит от нас самих» (Ёлка)                | 66    | 1           |
| 13 | Республика Корея   | Даниил Юн                 | «Firework» (Кэти Перри)                          | 62    | 9           |
| 14 | Украина            | Мария-Даниэла Трахтенберг | «Сдавайся мне» (Мика Ньютон)                     | 60    | 12          |
| 15 | Россия             | Алексей Забугин           | «С тобой» (Егор Сесарев)                         | 65    | 3           |

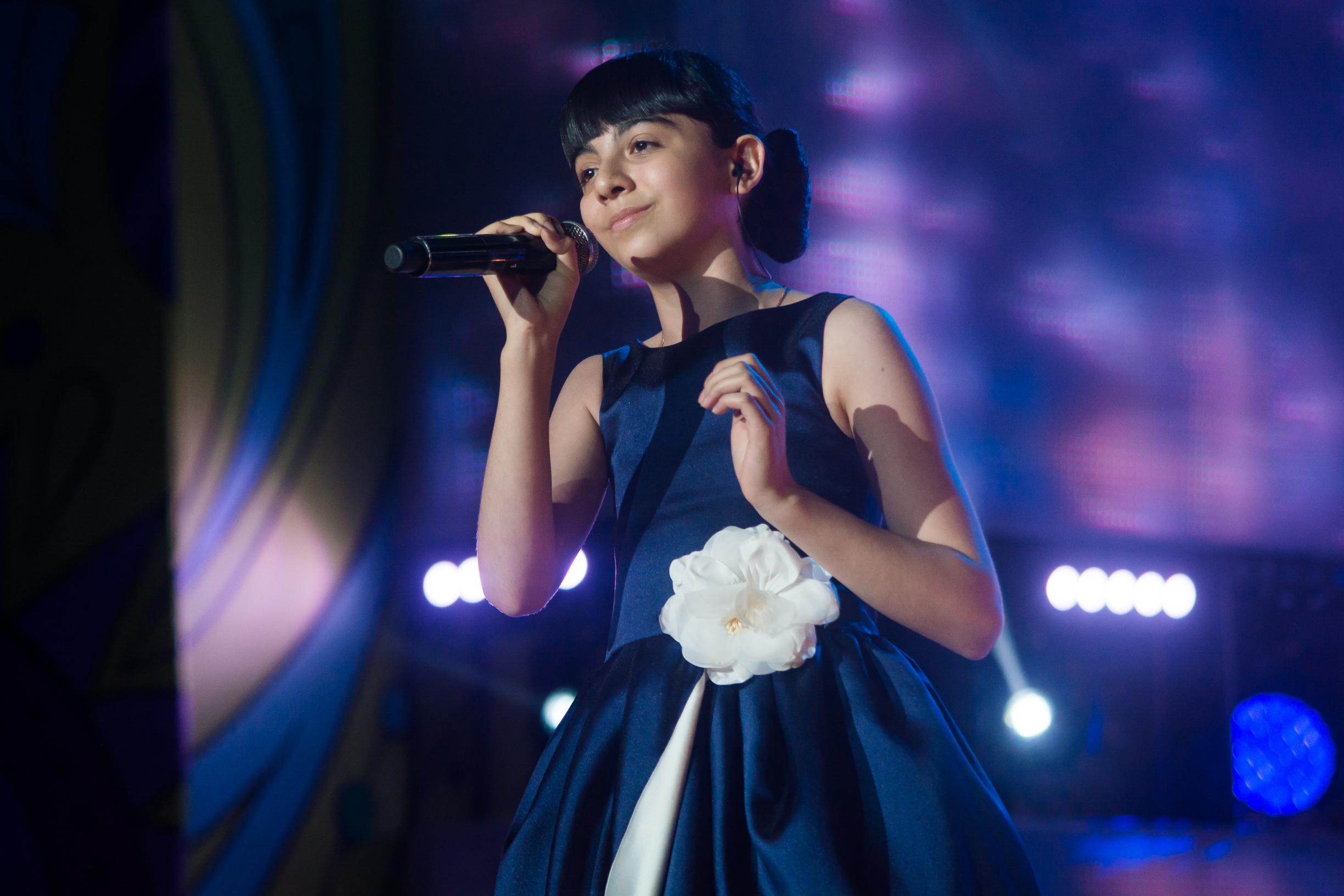
Нонна Еганян (Россия)
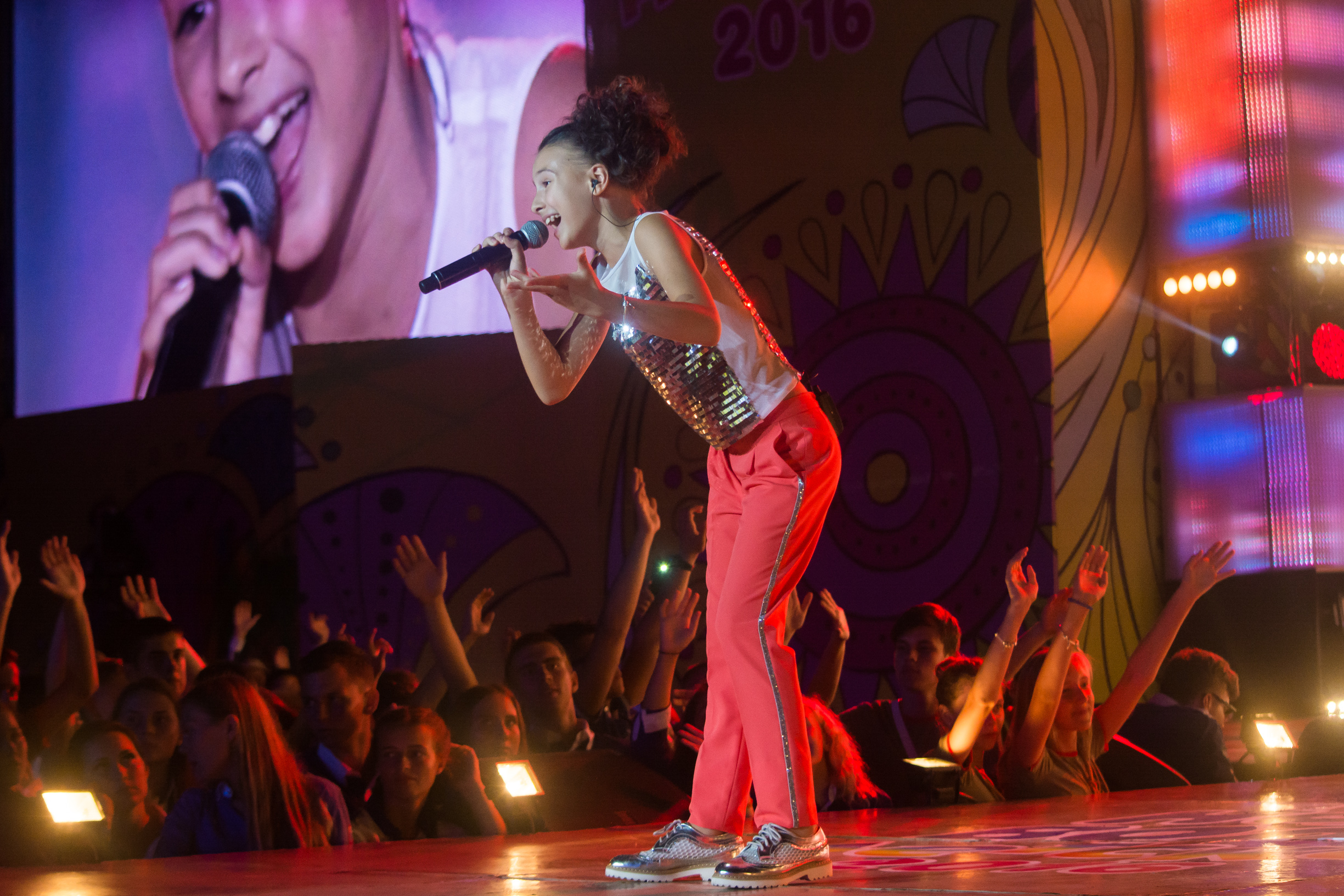
Руслана Панчишина (Белоруссия)
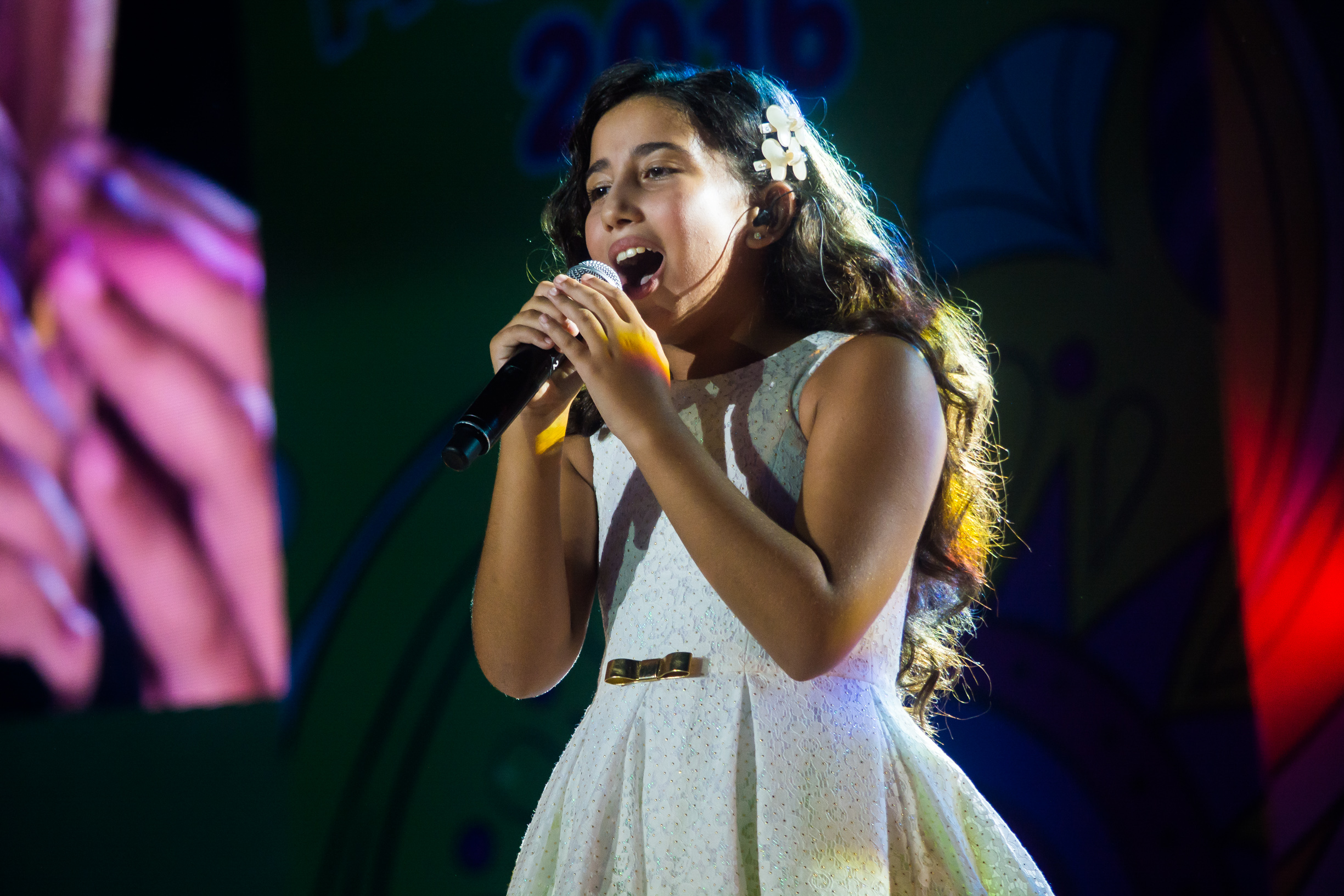
Эйла Манджон (Мальта)
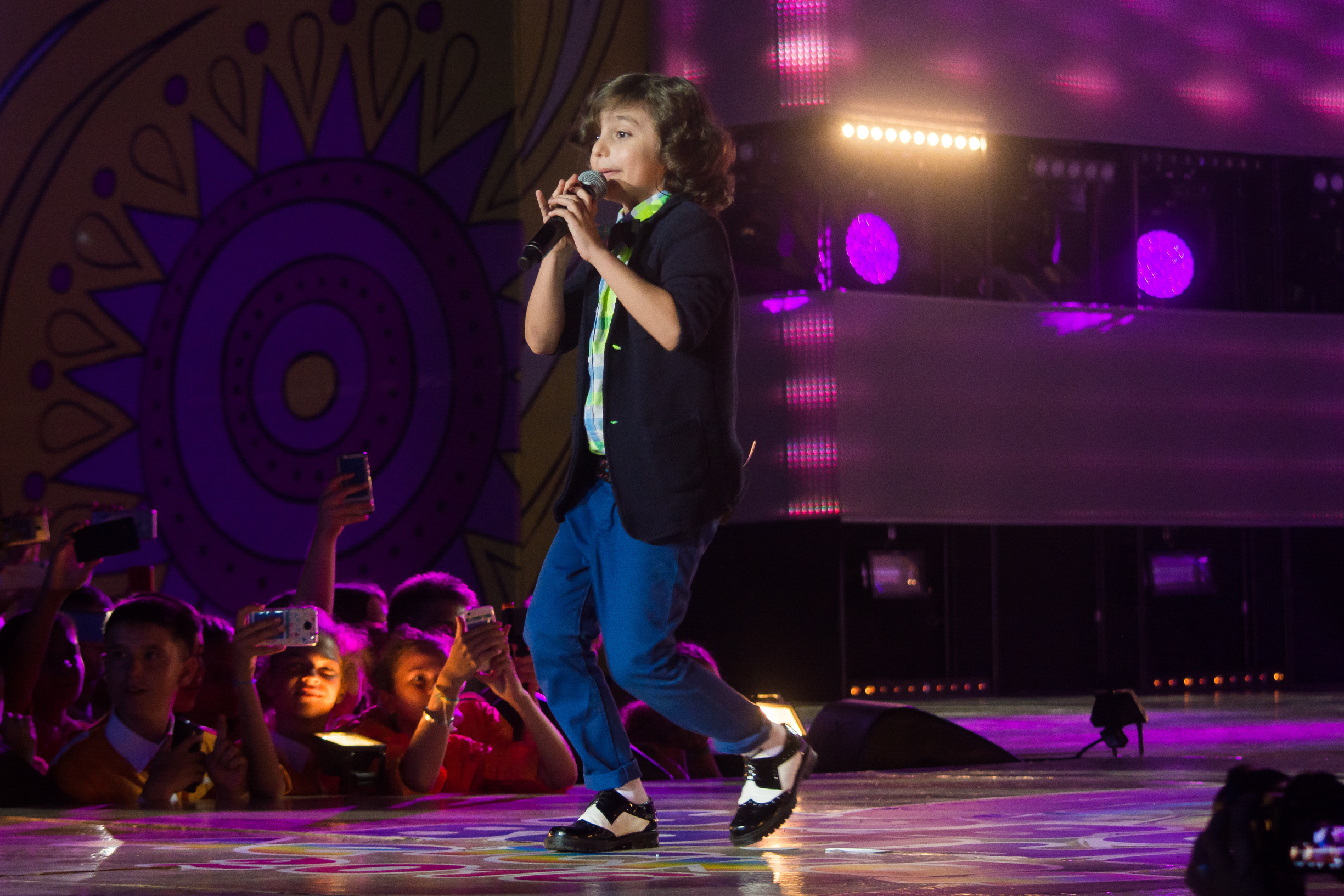
Михаил Григорян (Армения)
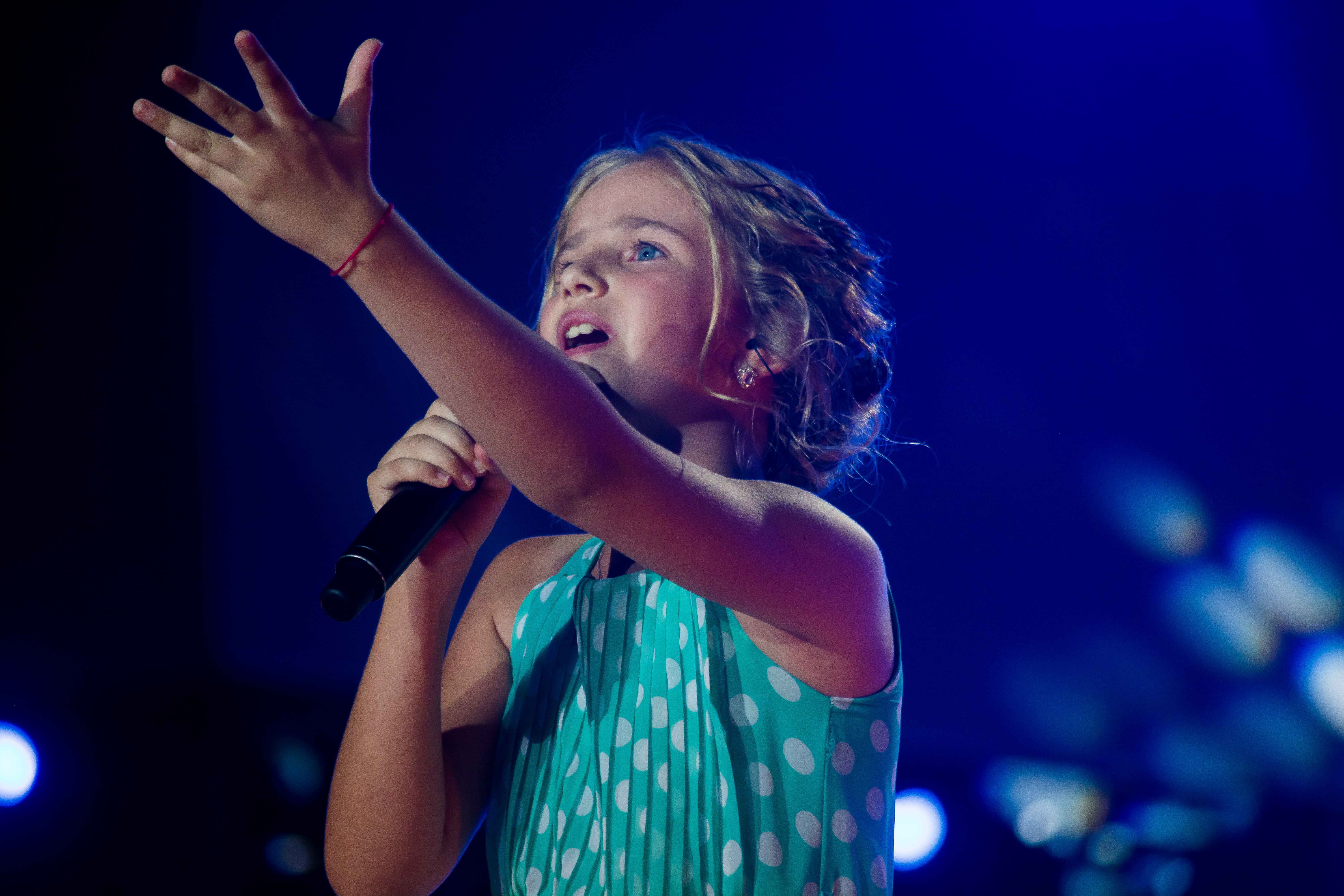
София Бондаренко (Украина)
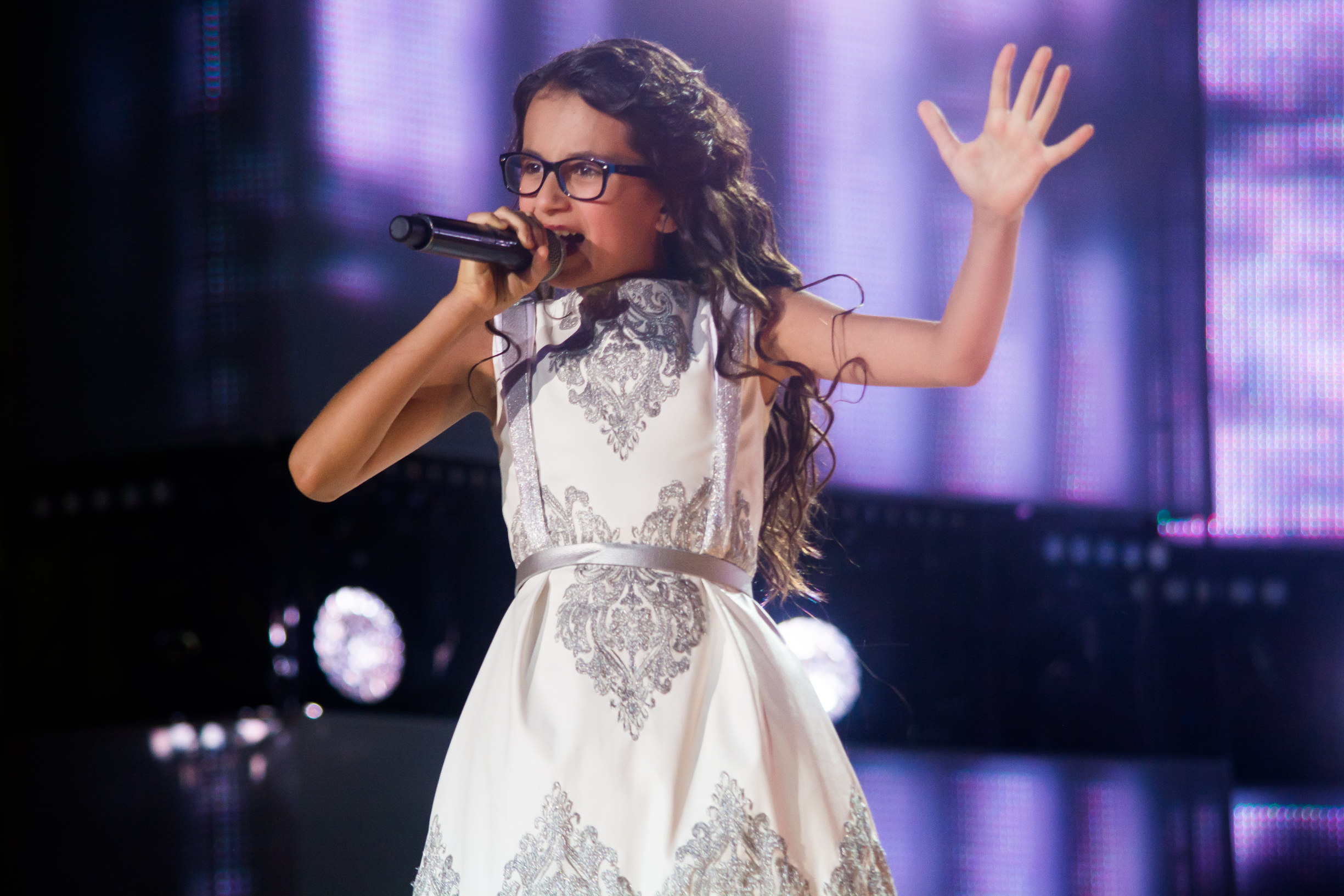
Илинка Дину (Румыния)
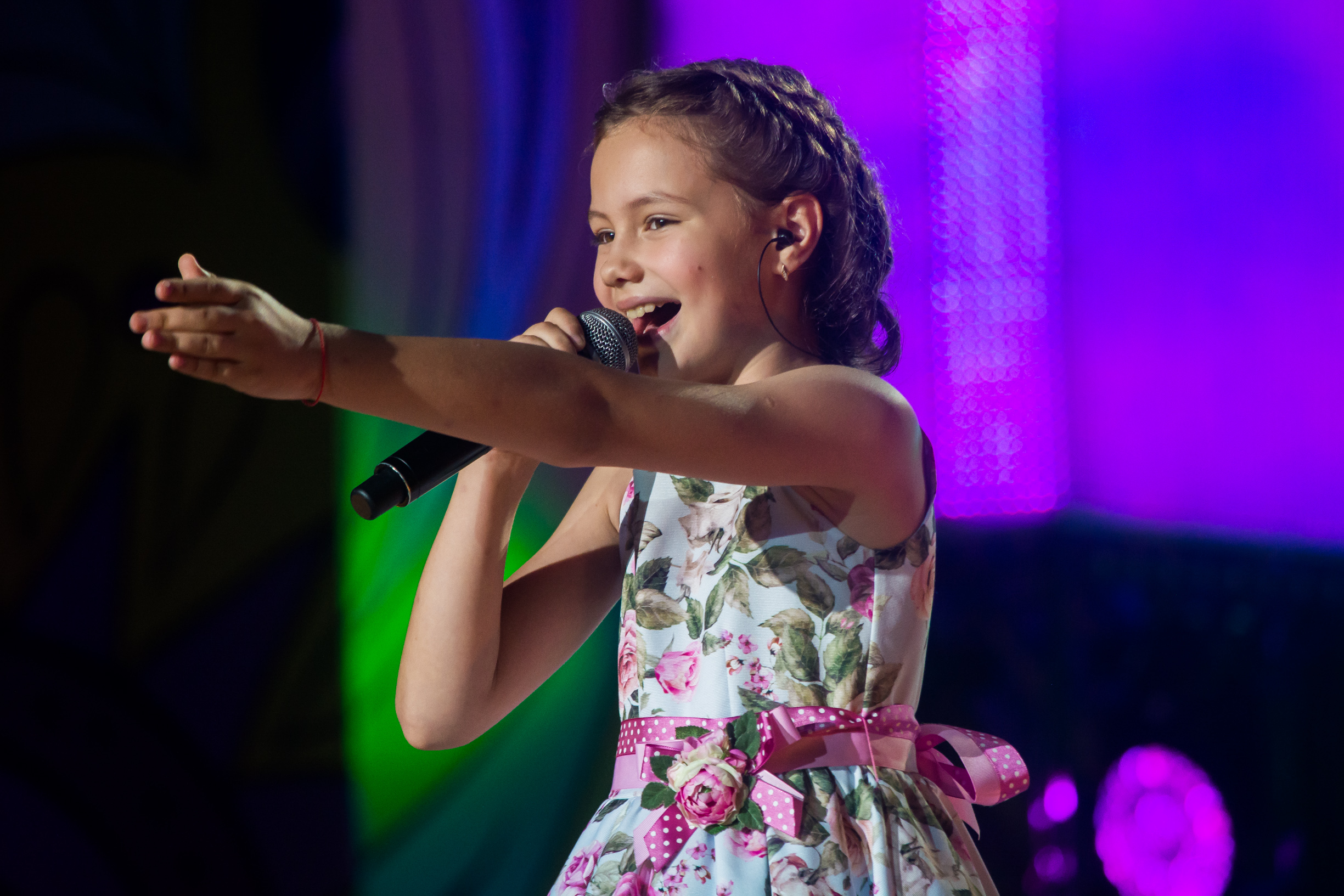
Мария Мирова (Россия)
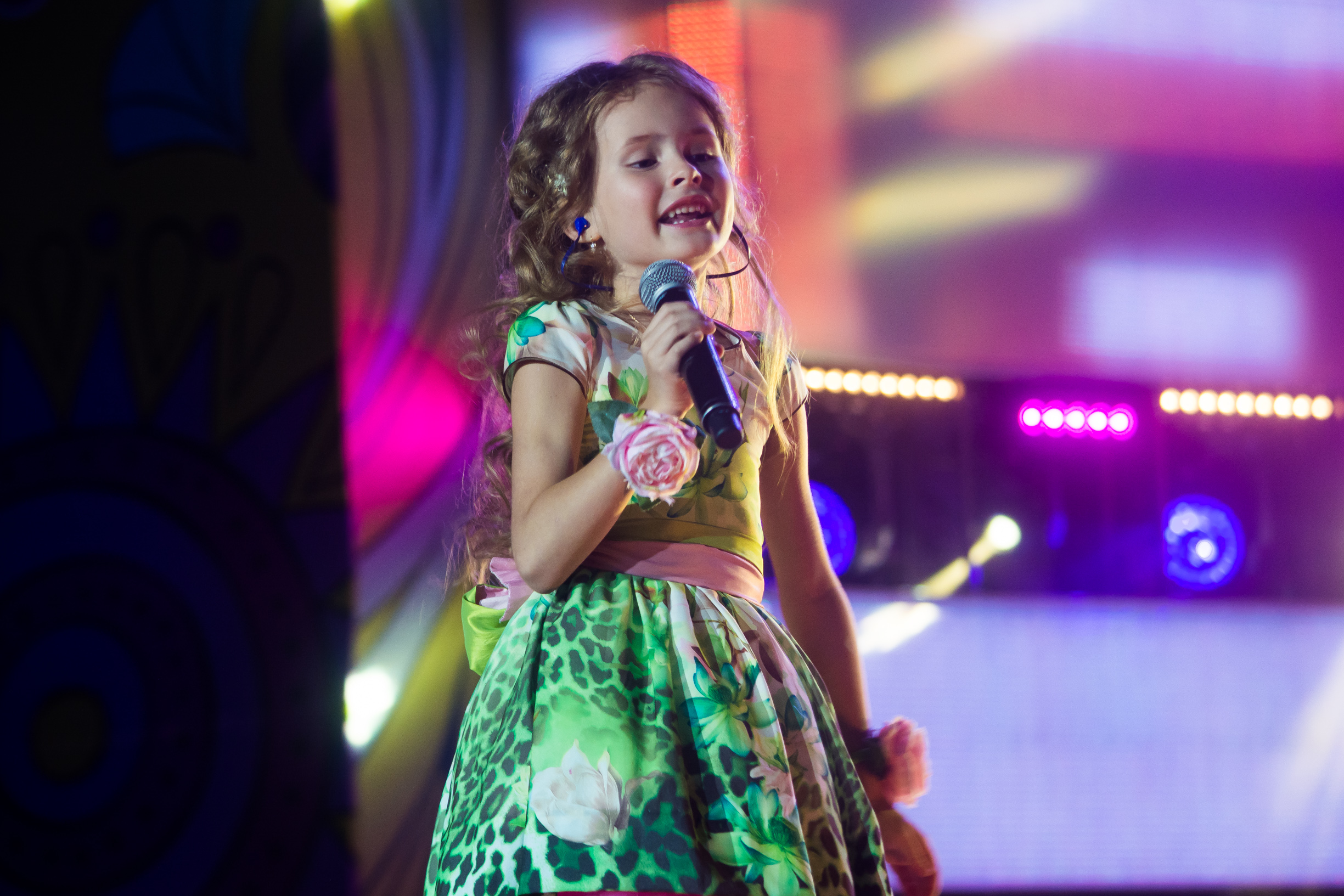
Анастасия Ячменкина (Латвия)
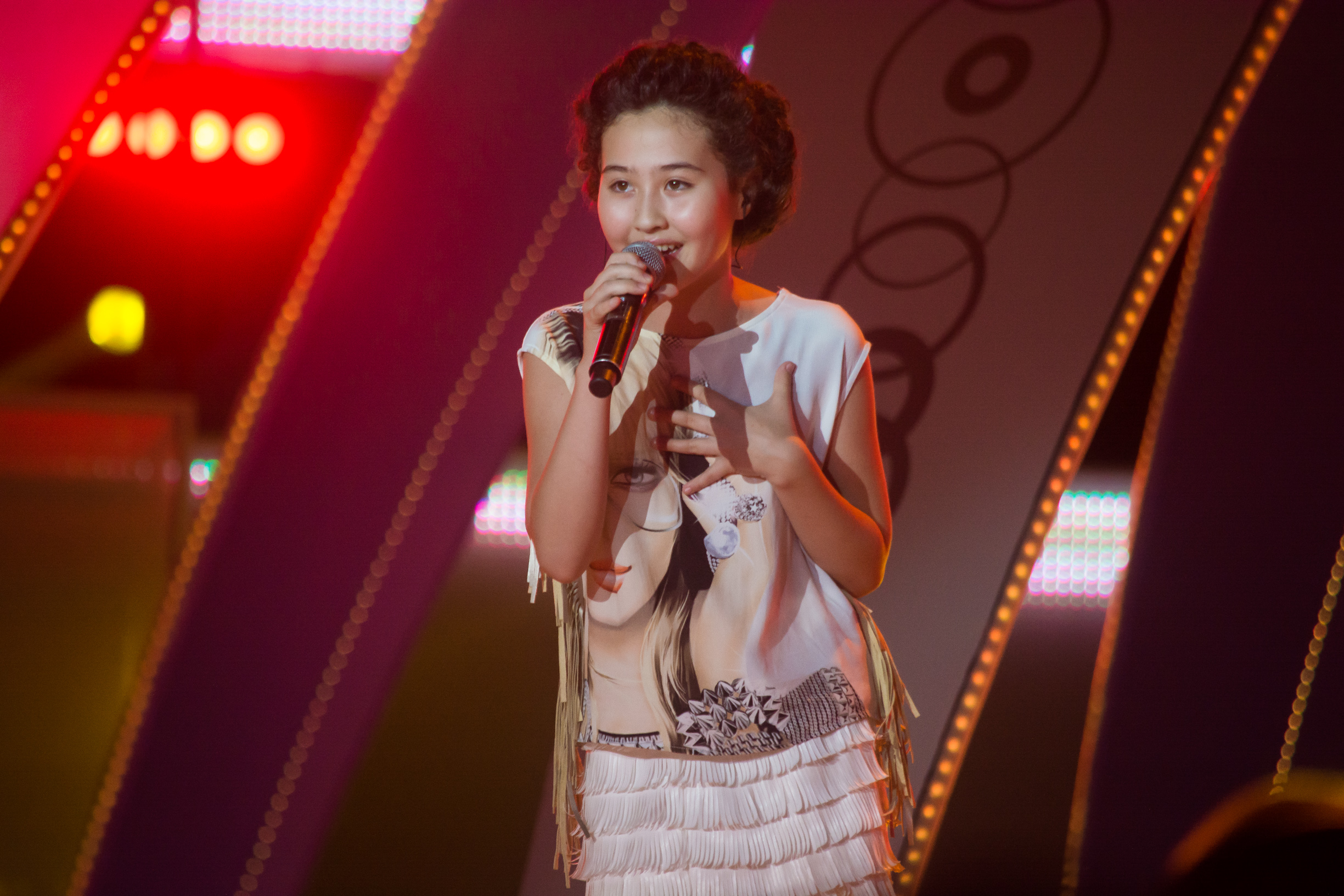
Жанель Садуакас (Казахстан)
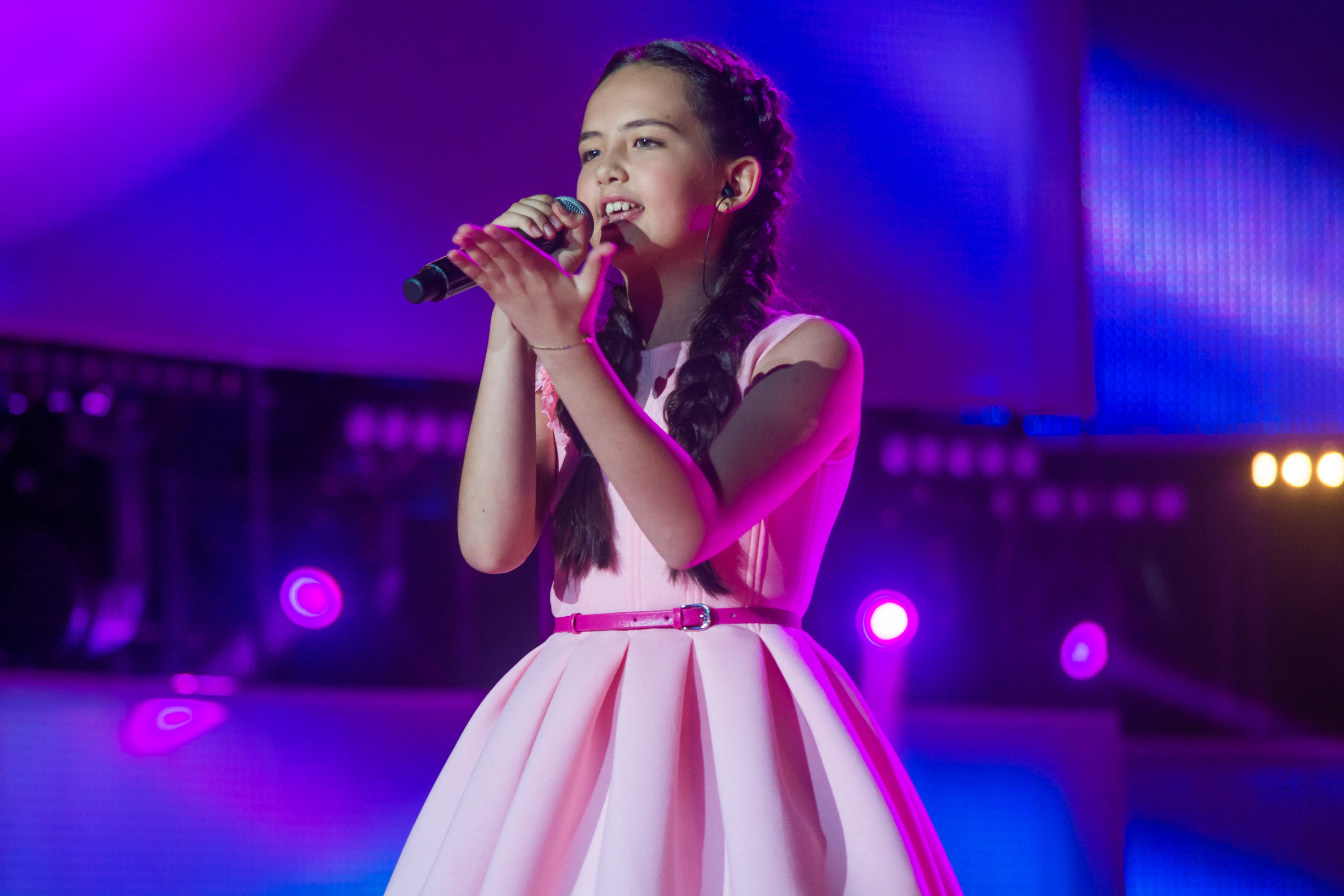
Вероника Инкико (Киргизия)
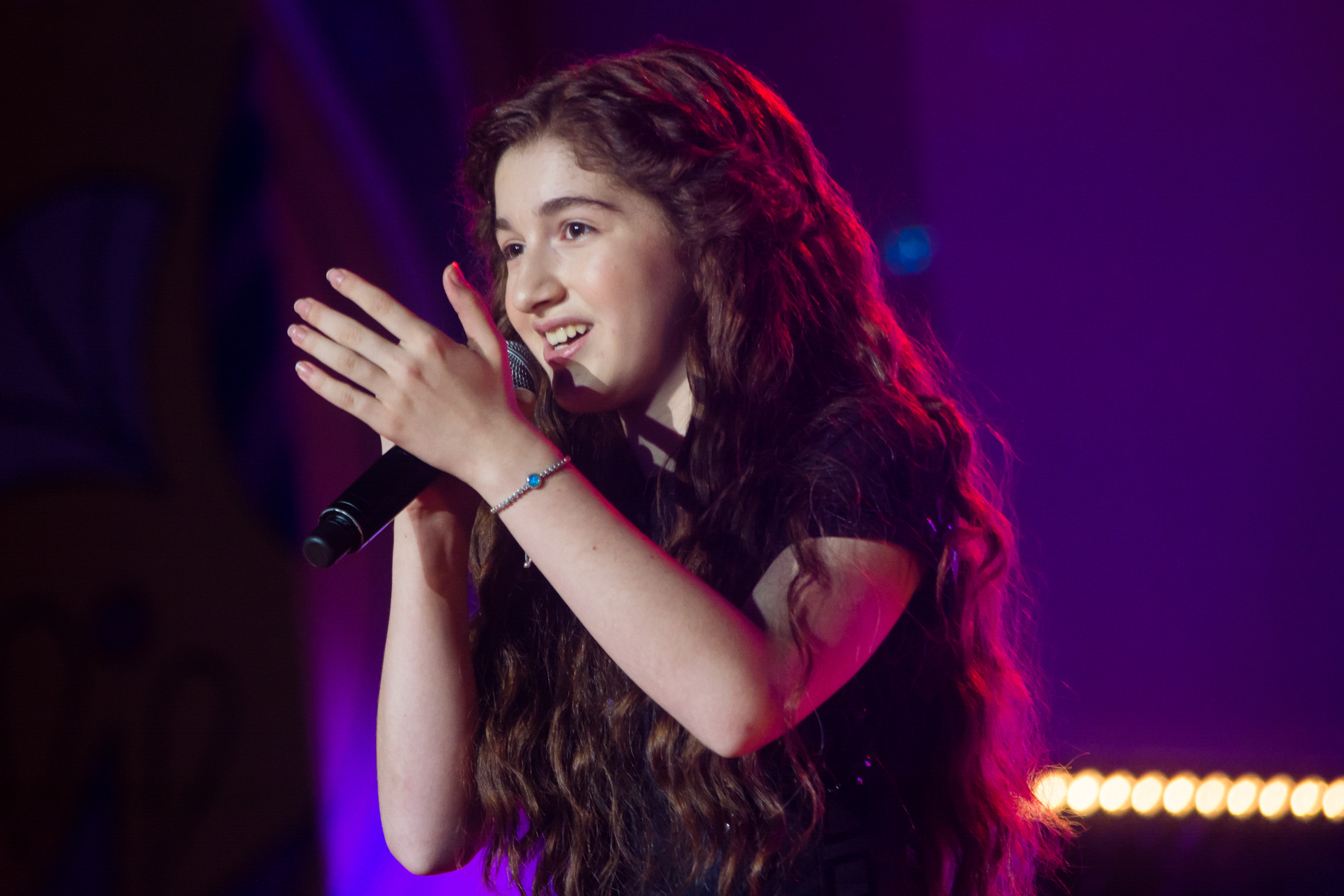
Милена Барциц (Абхазия)
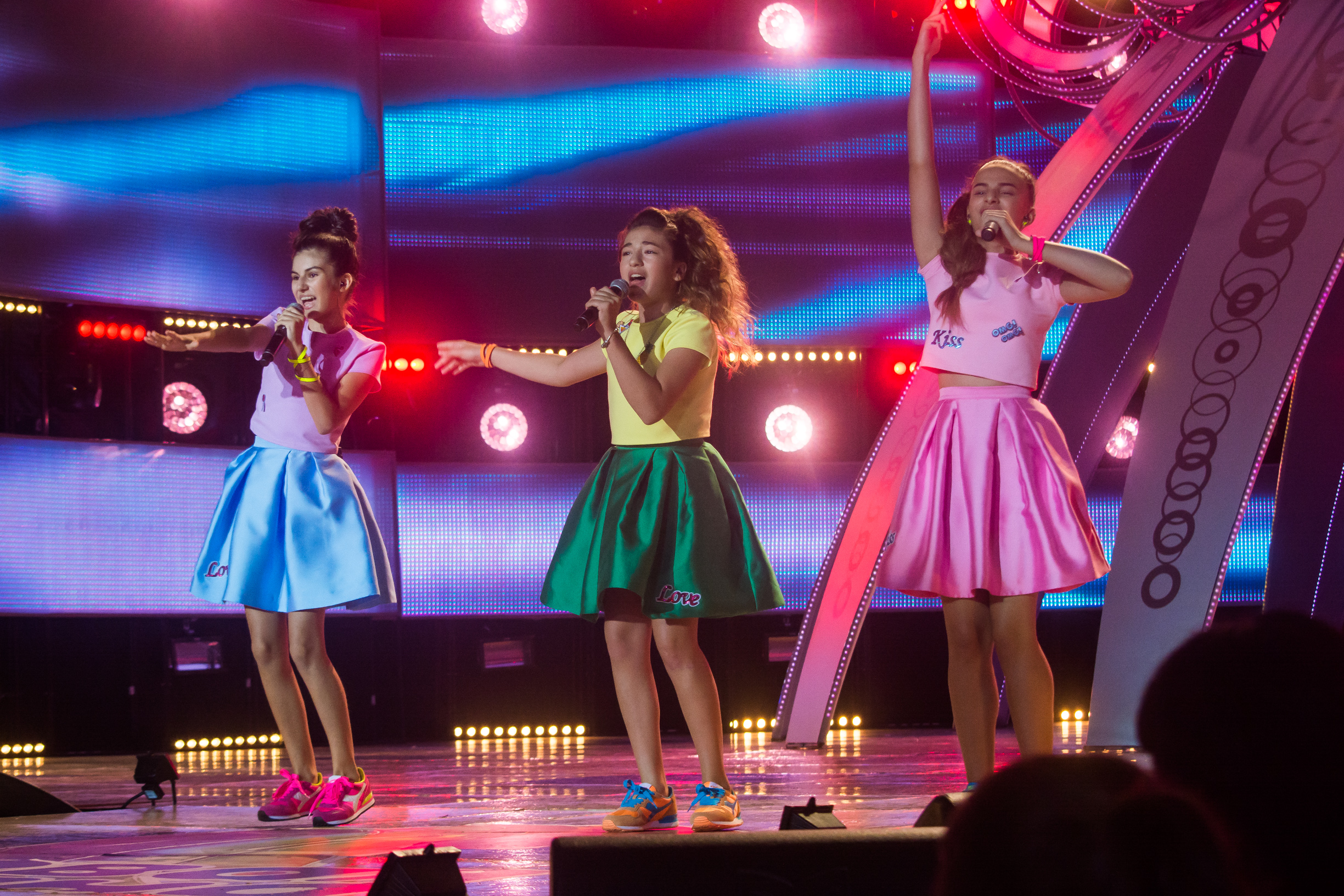
Трио ЭЙ`ВА (Россия)
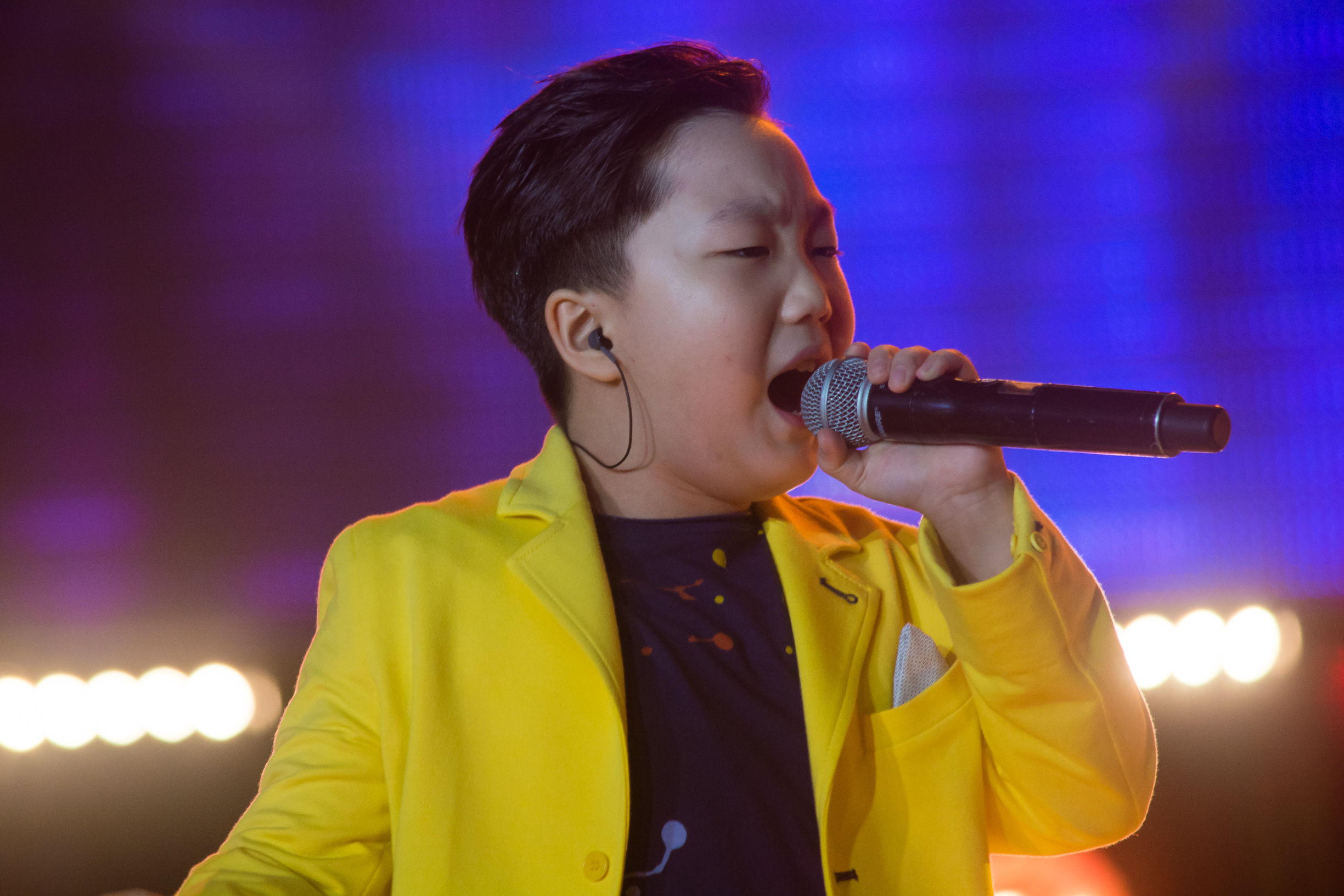
Даниил Юн (Республика Корея)
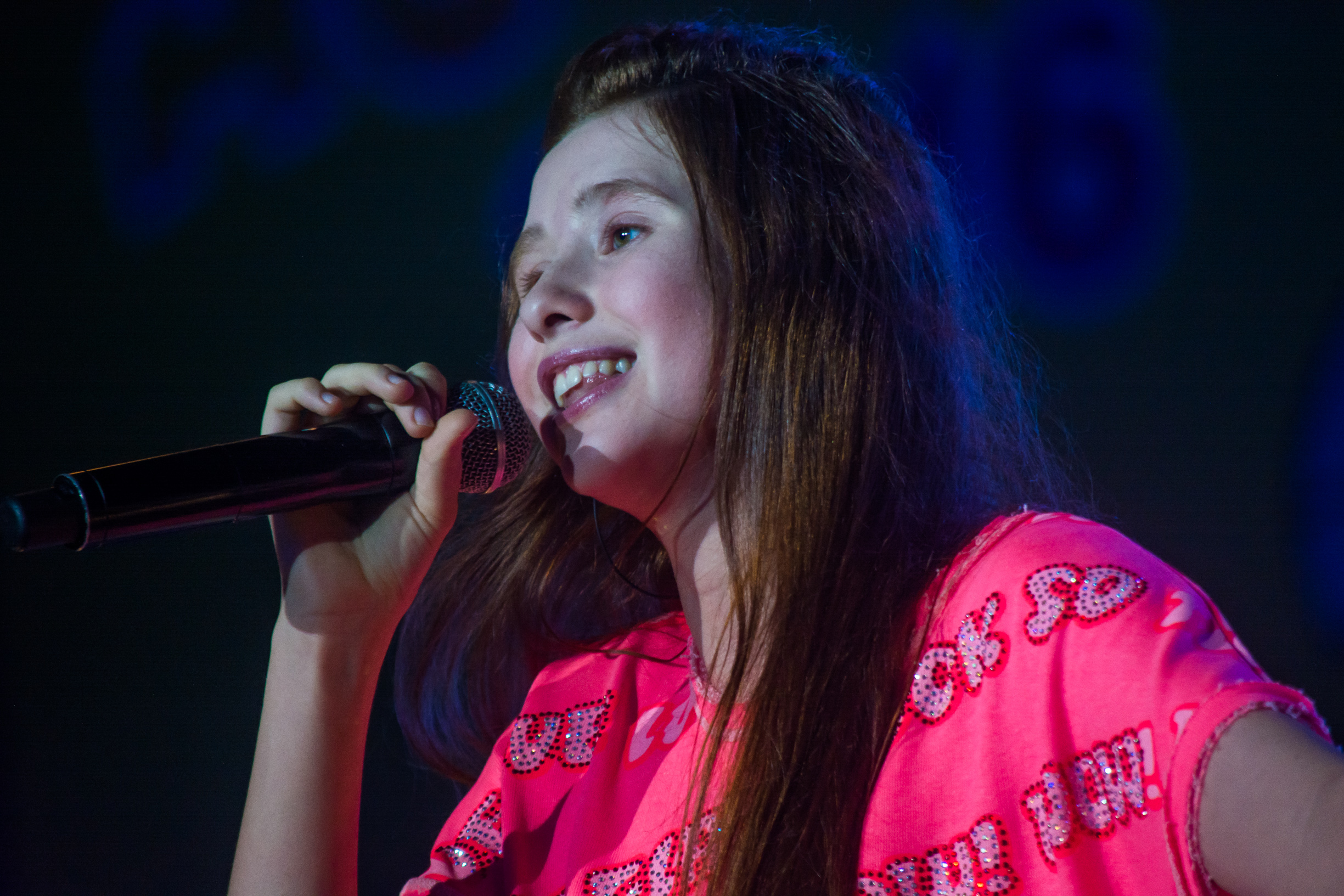
Мария-Даниэла Трахтенберг (Украина)
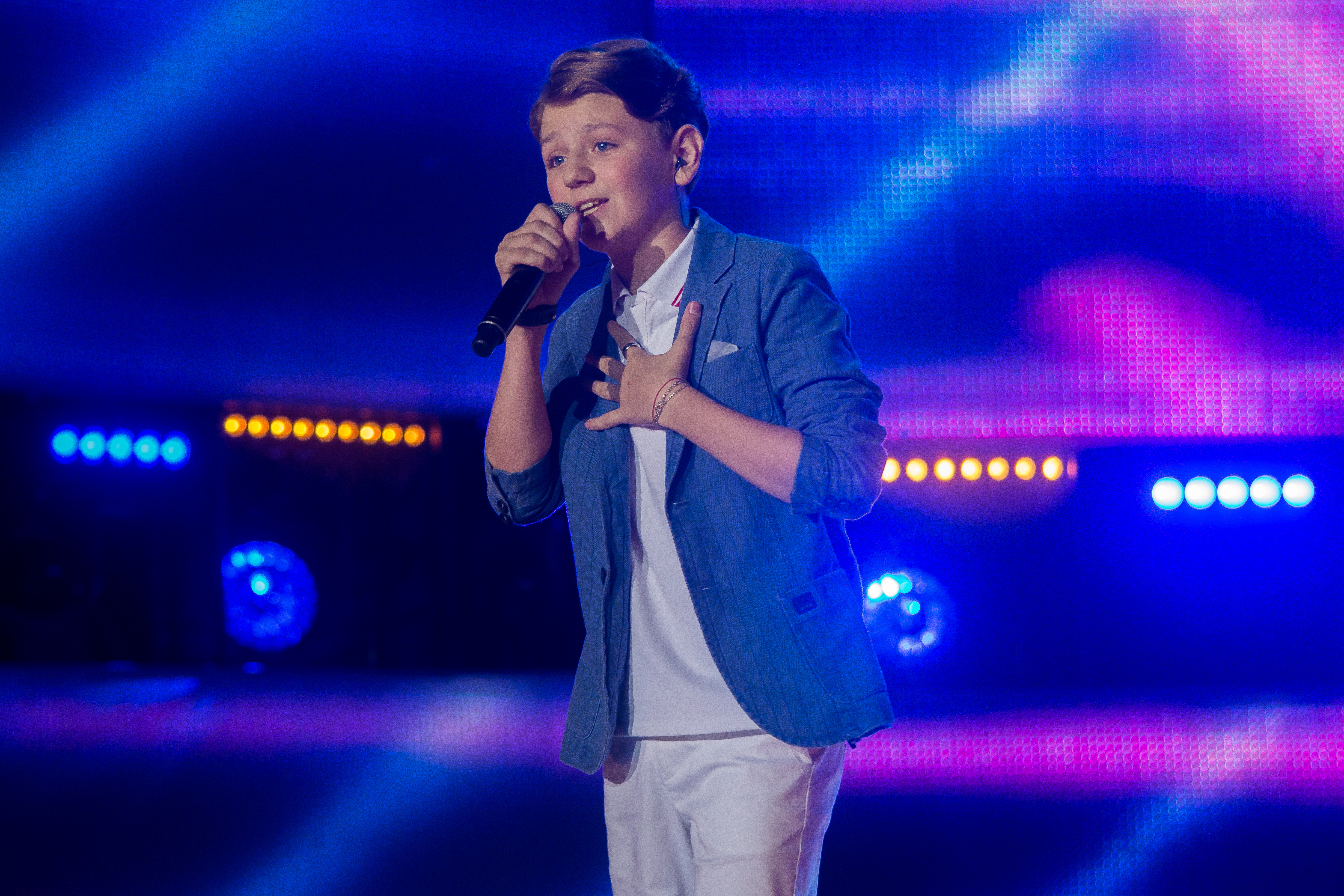
Алексей Забугин (Россия)

Внеконкурсные выступления:
1. Хор «Новая Волна» Академии Популярной Музыки Игоря Крутого — «Газ-21»
2. Филипп Киркоров и Настя Петрик — «Прохожие»
3. Юлианна Караулова и Нино Басилая — «Внеорбитные»
4. Сергей Лазарев и Давид Варданян — «Это всё она»
5. Стас Костюшкин и «Дикие гитары» — «Главбух»
6. Ирина Дубцова и Хор Академии популярной музыки Игоря Крутого — «Гимн музыке»
7. Хор «Новая Волна» Академии Популярной Музыки Игоря Крутого — «Капитаны»

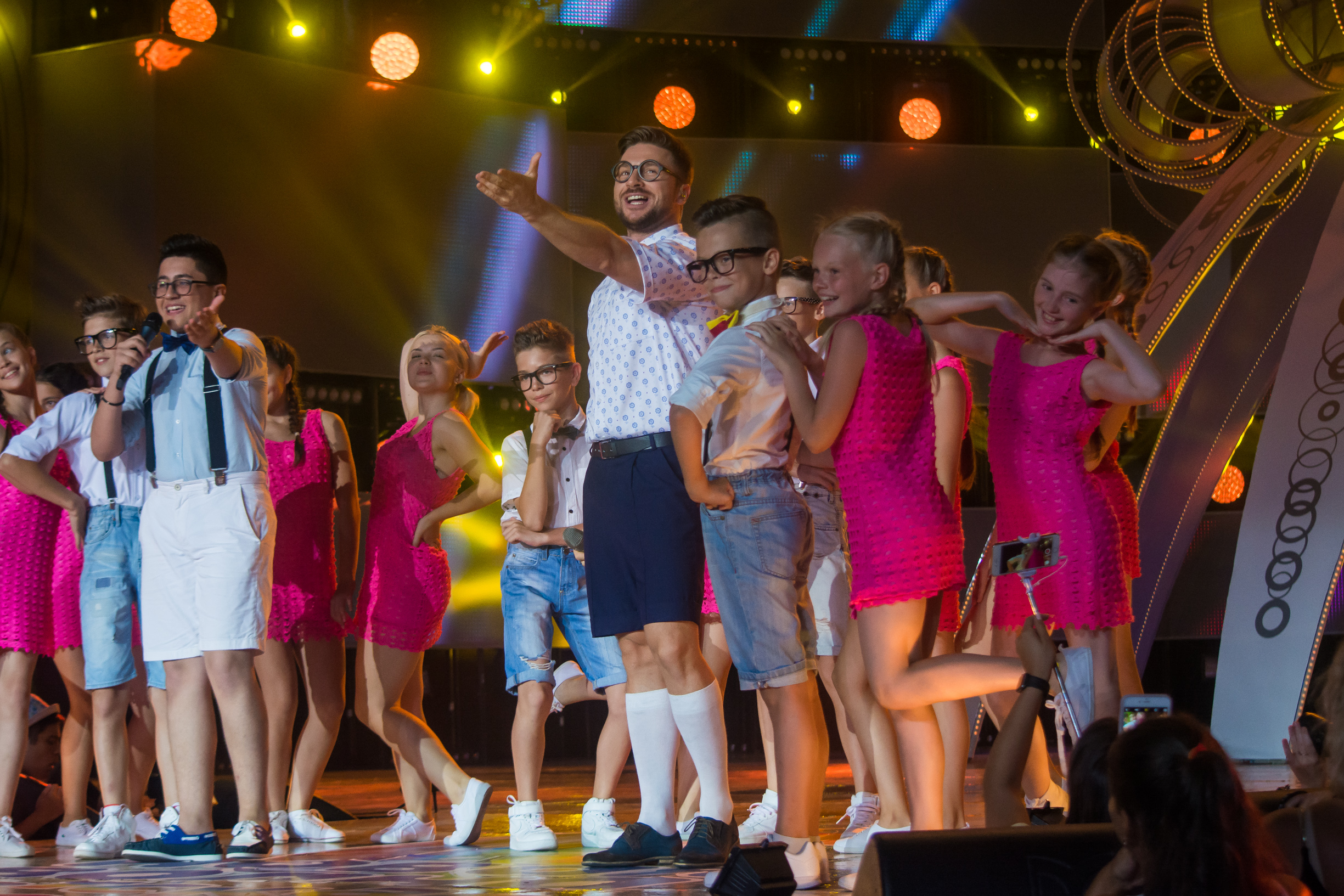
Давид Варданян и Сергей Лазарев
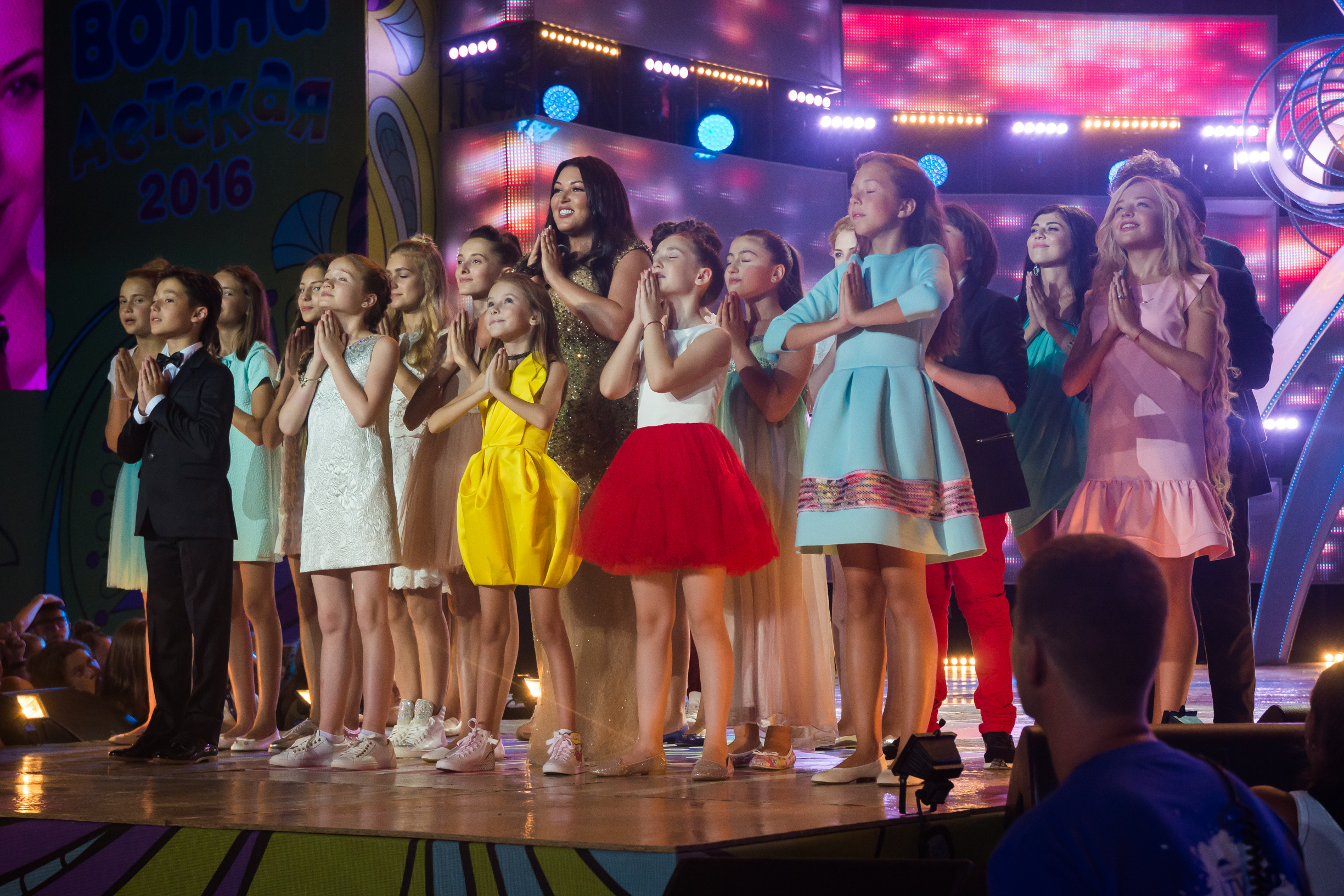
Ирина Дубцова и Хор Академии популярной музыки Игоря Крутого
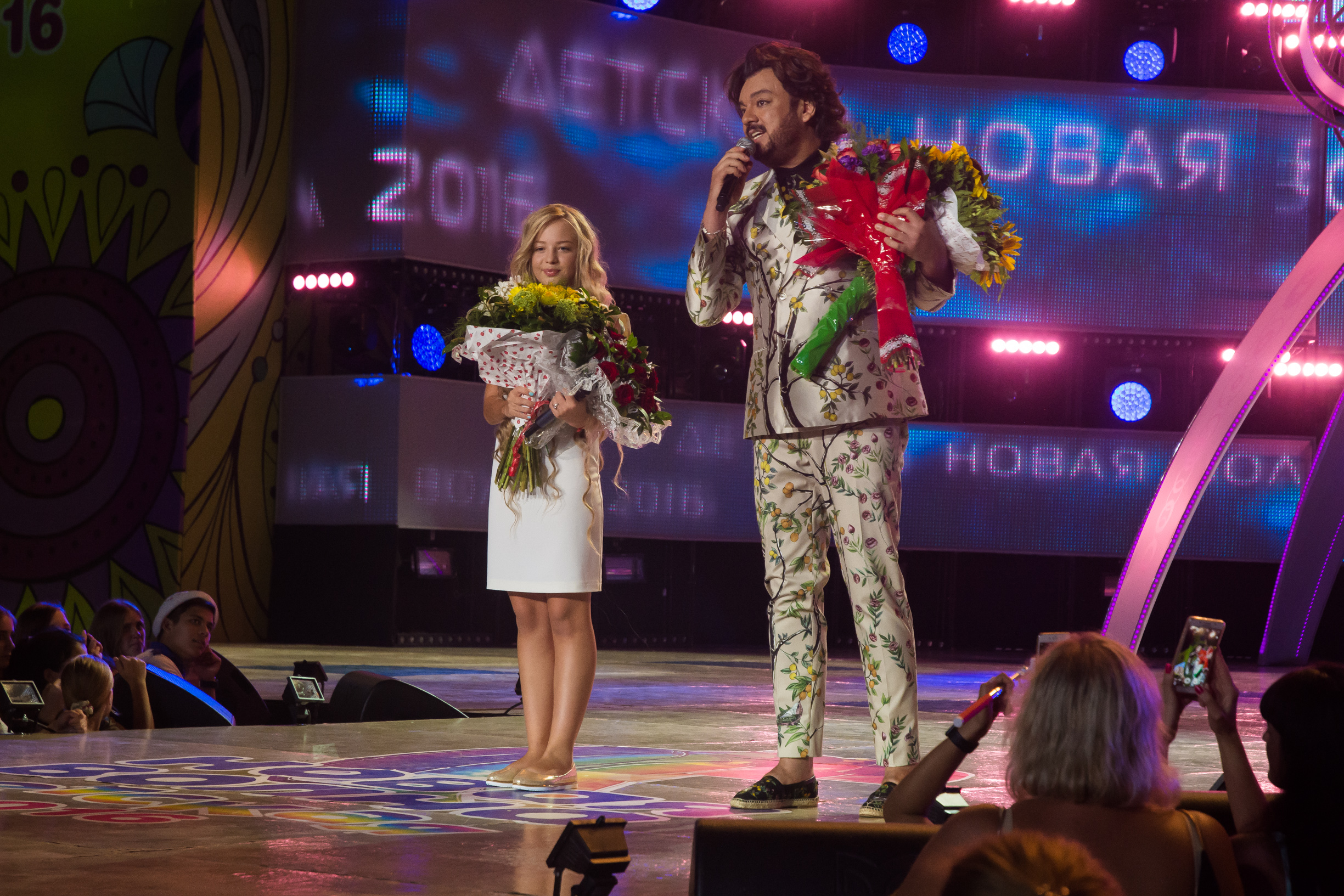
Настя Петрик и Филипп Киркоров
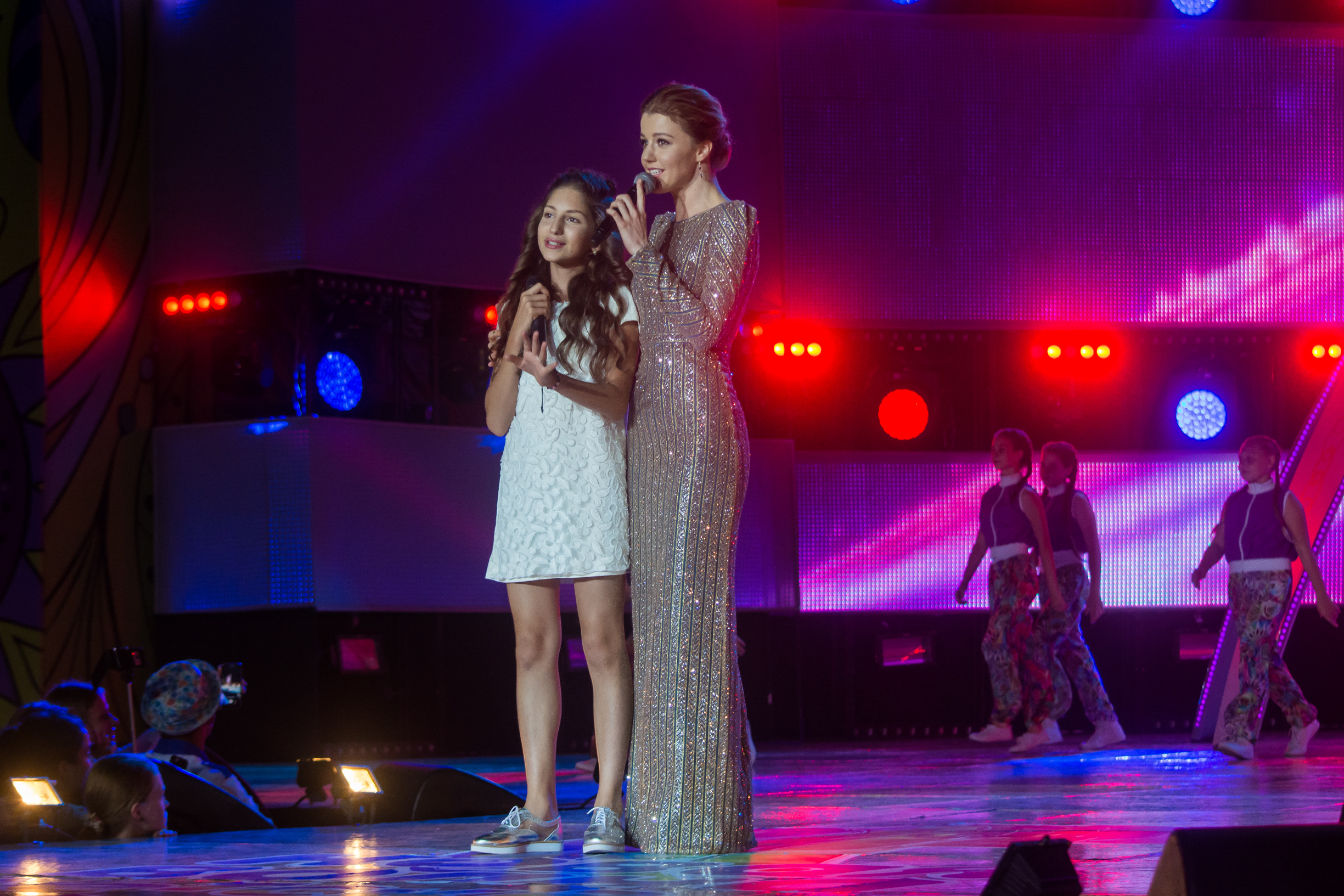
Нино Басилая и Юлианна Караулова
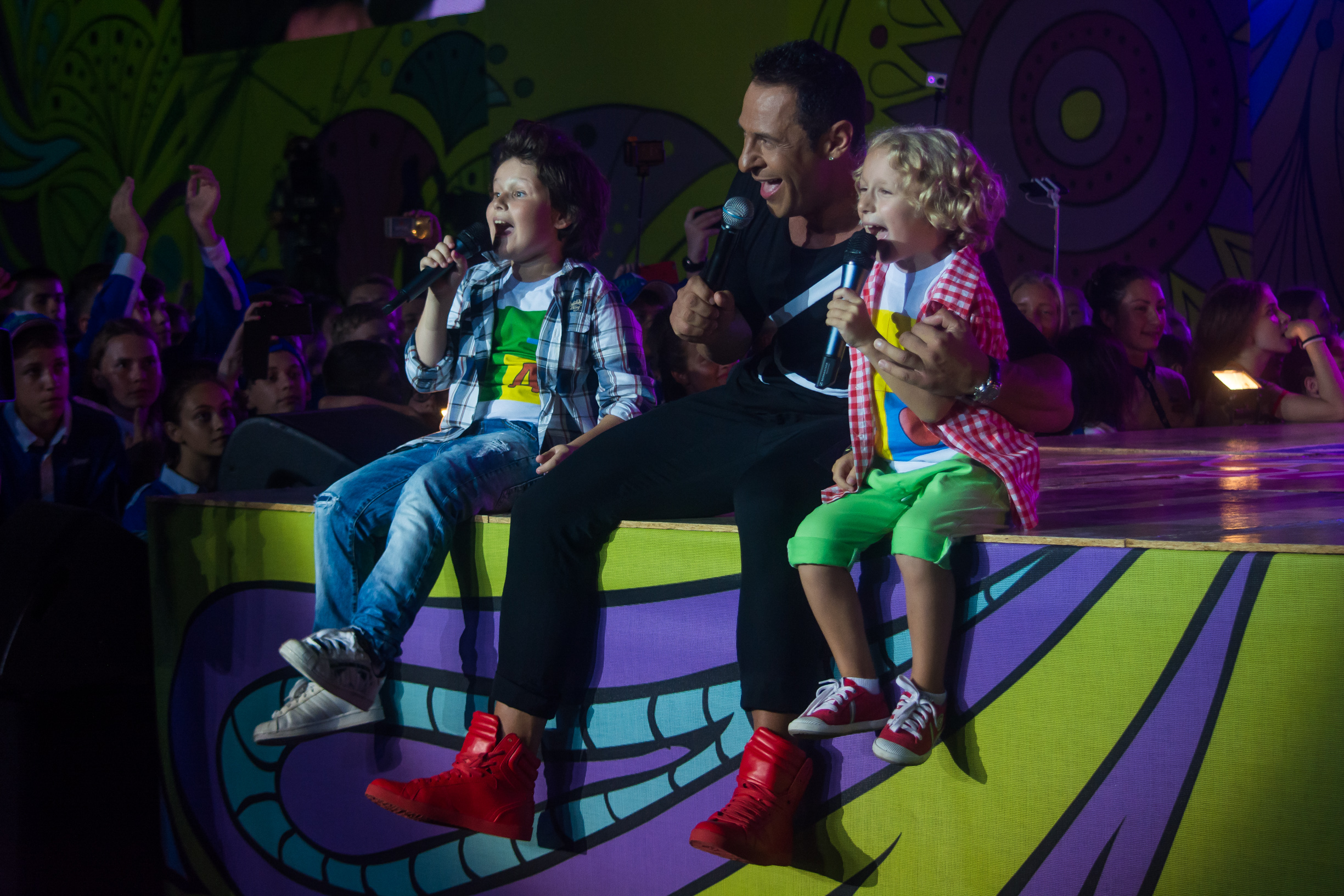
Стас Костюшкин и «Дикие гитары»

## Третий день
13 августа состоялось награждение победителей и гала-концерт, на котором совместно с лауреатами конкурса прошлых лет выступили члены жюри и гости фестиваля:
1. Хор «Новая Волна» Академии Популярной Музыки Игоря Крутого — «Слон»
2. Николай Басков и Эмили Купер — «Ты далеко»
3. Александр Розенбаум и Хор «Новая Волна» Академии Популярной Музыки Игоря Крутого — «Если я сумею»
4. Валерия — «Океаны»
5. Филипп Киркоров — «Индиго»
6. Влад Соколовский и Руслан Асланов — «Рай»
7. Лев Лещенко и Хор «Новая Волна» Академии Популярной Музыки Игоря Крутого — «Начало»
8. София Тарасова, Виктория Петрик, Кристина Светличня, Рома Волознев, Паулина Скарабитэ Хор «Новая Волна» Академии Популярной Музыки Игоря Крутого — «Колыбельная медведицы»
9. Хор «Новая Волна» Академии Популярной Музыки Игоря Крутого — «Музыка»

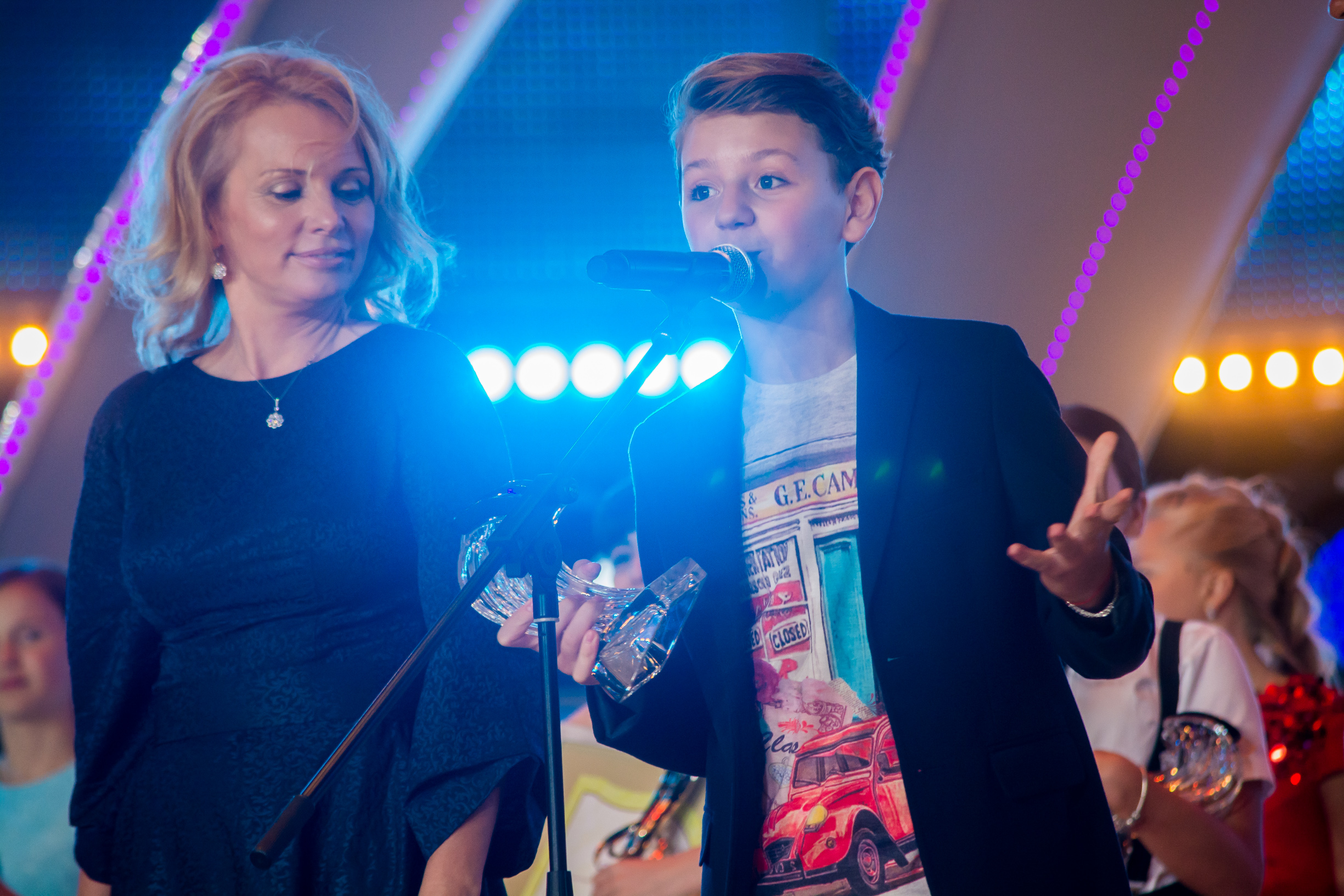
Алексей Забугин, I место
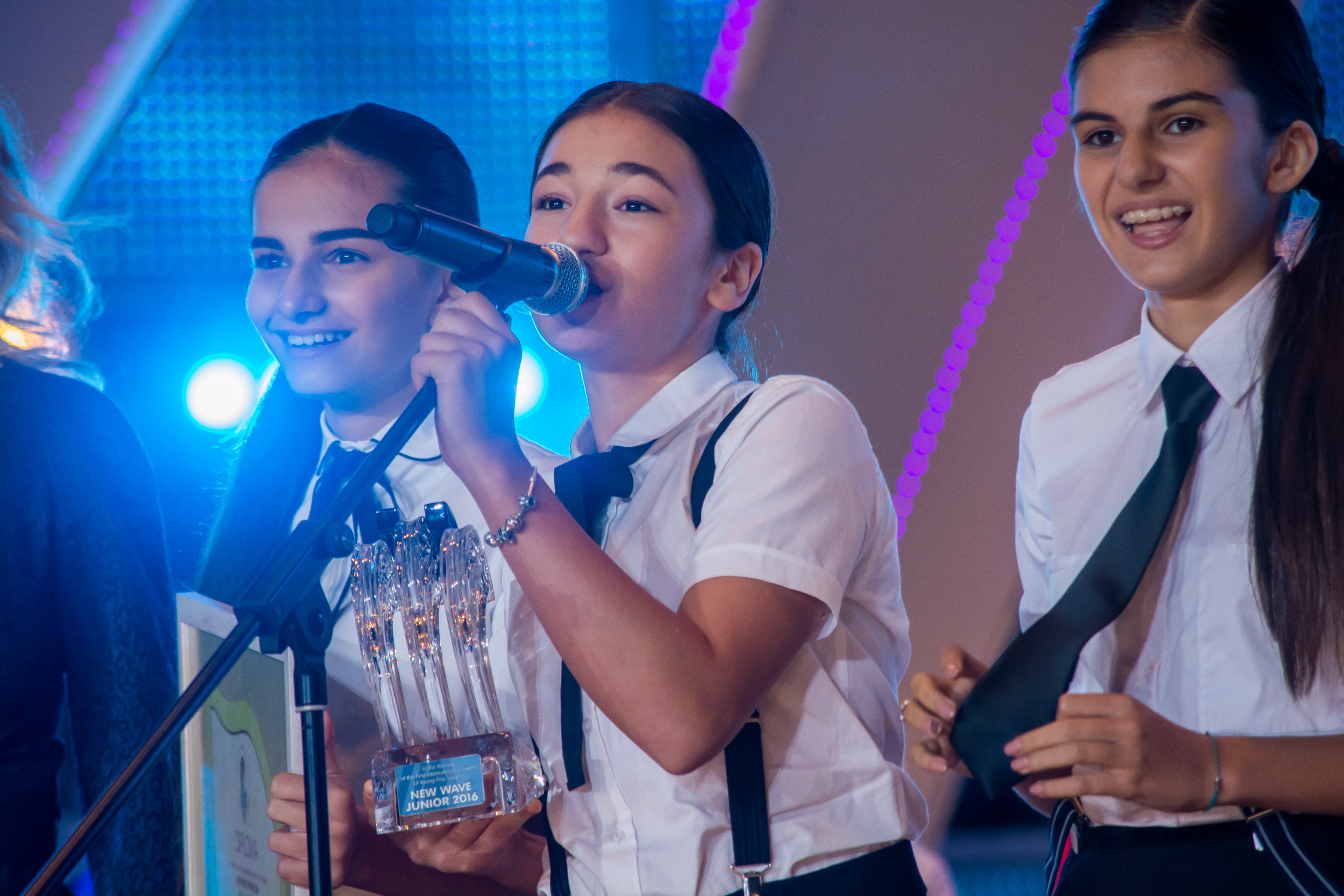
ЭЙ`ВА, I место
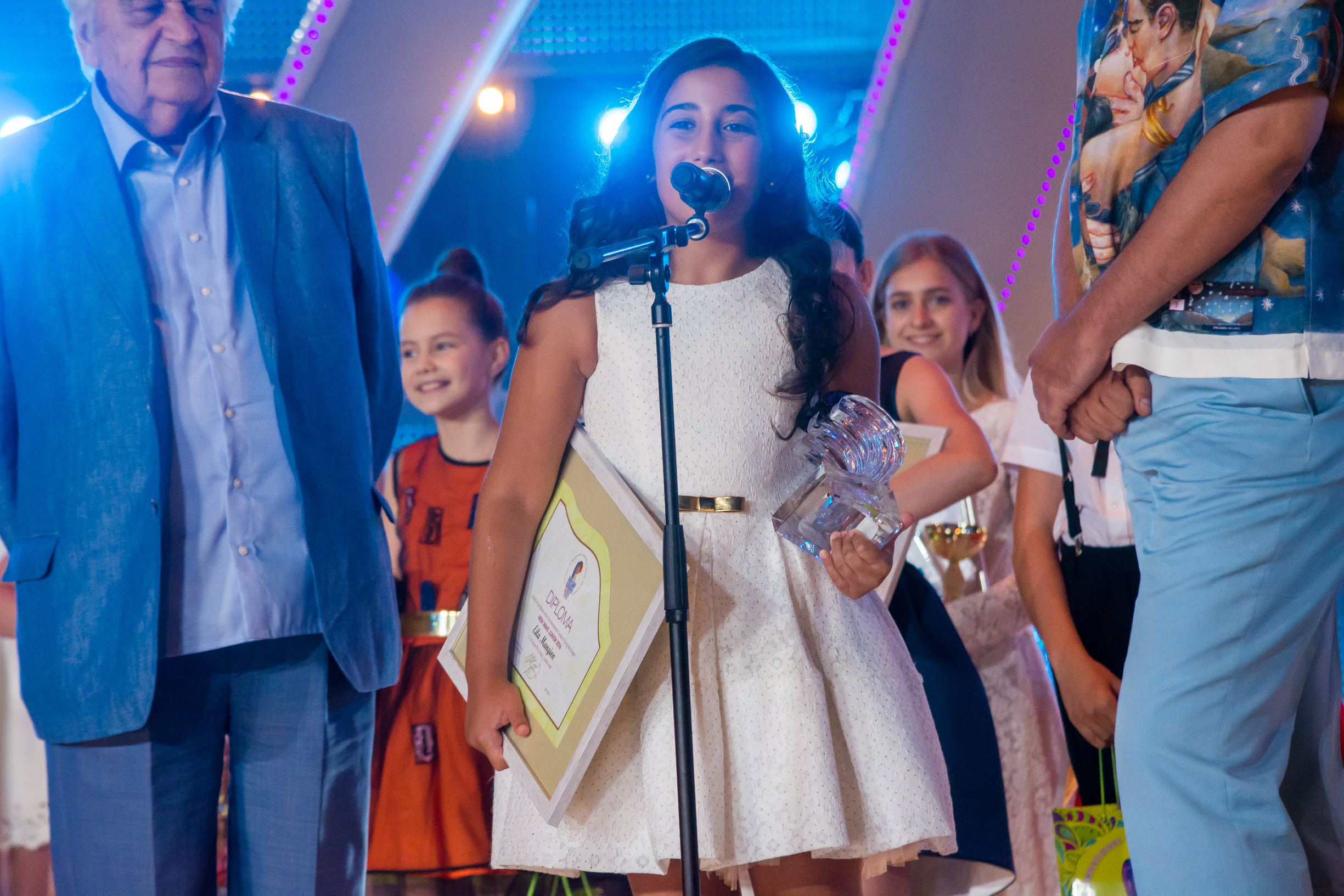
Эйла Манджон, II место
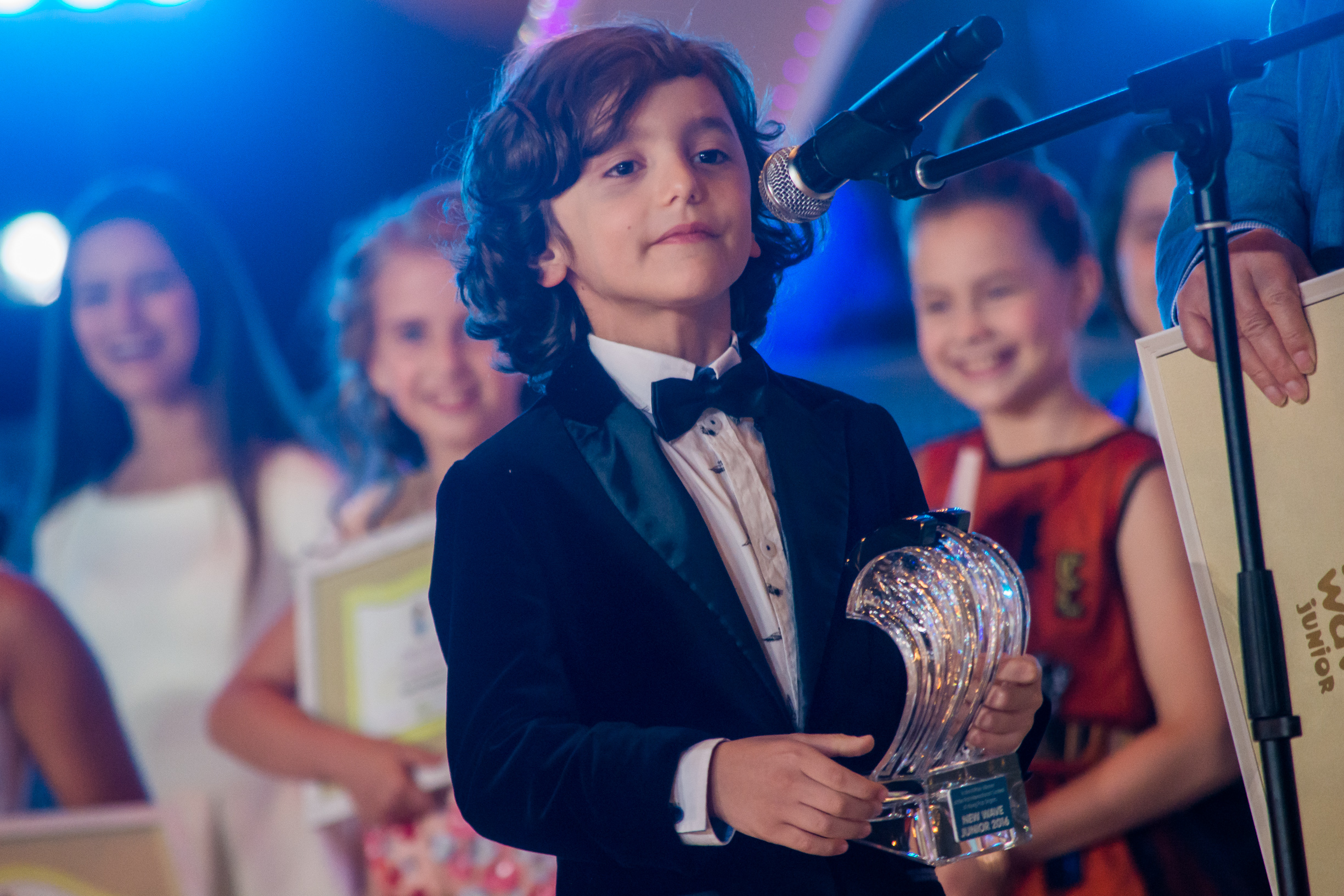
Михаил Григорян, II место
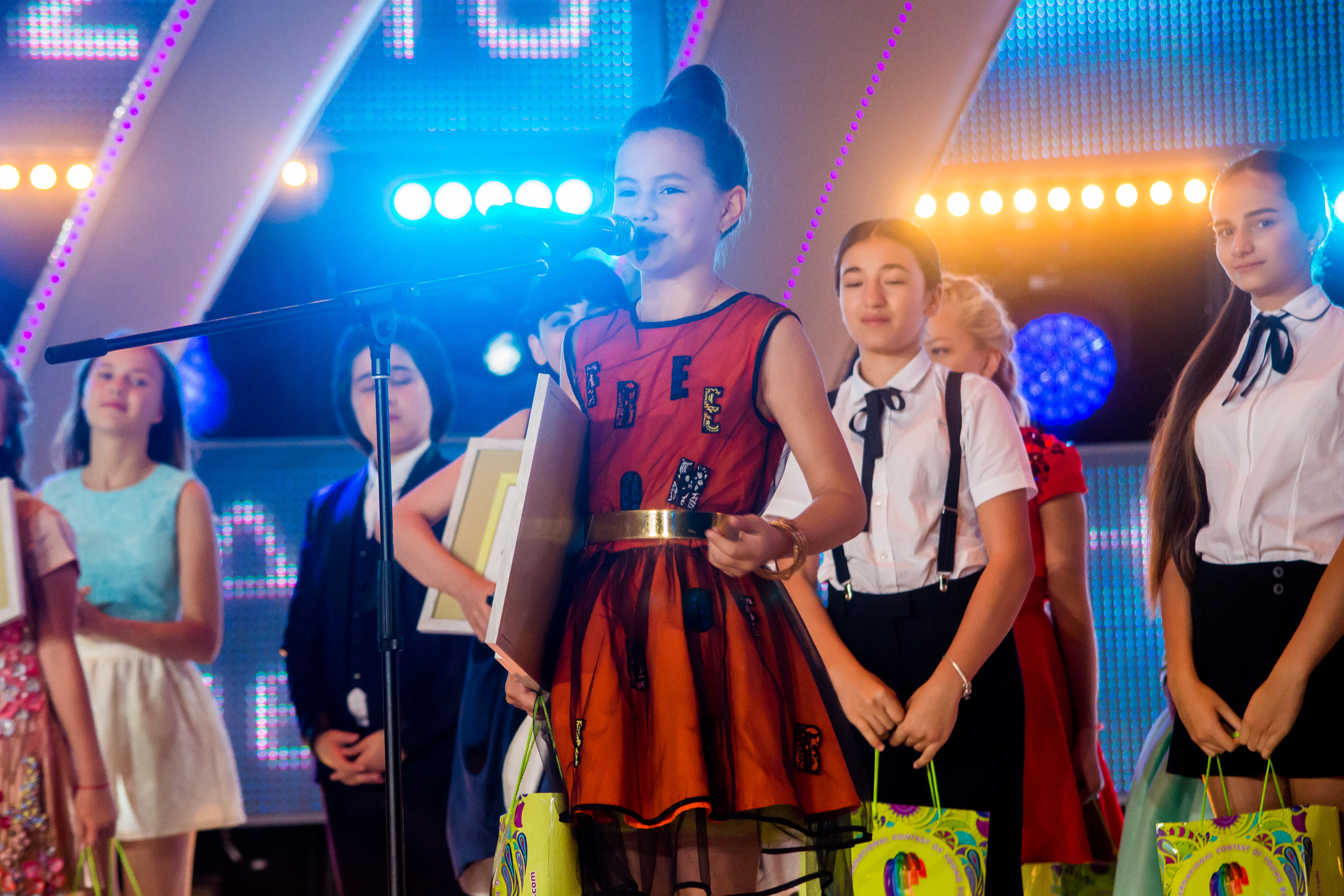
Мария Мирова, III место
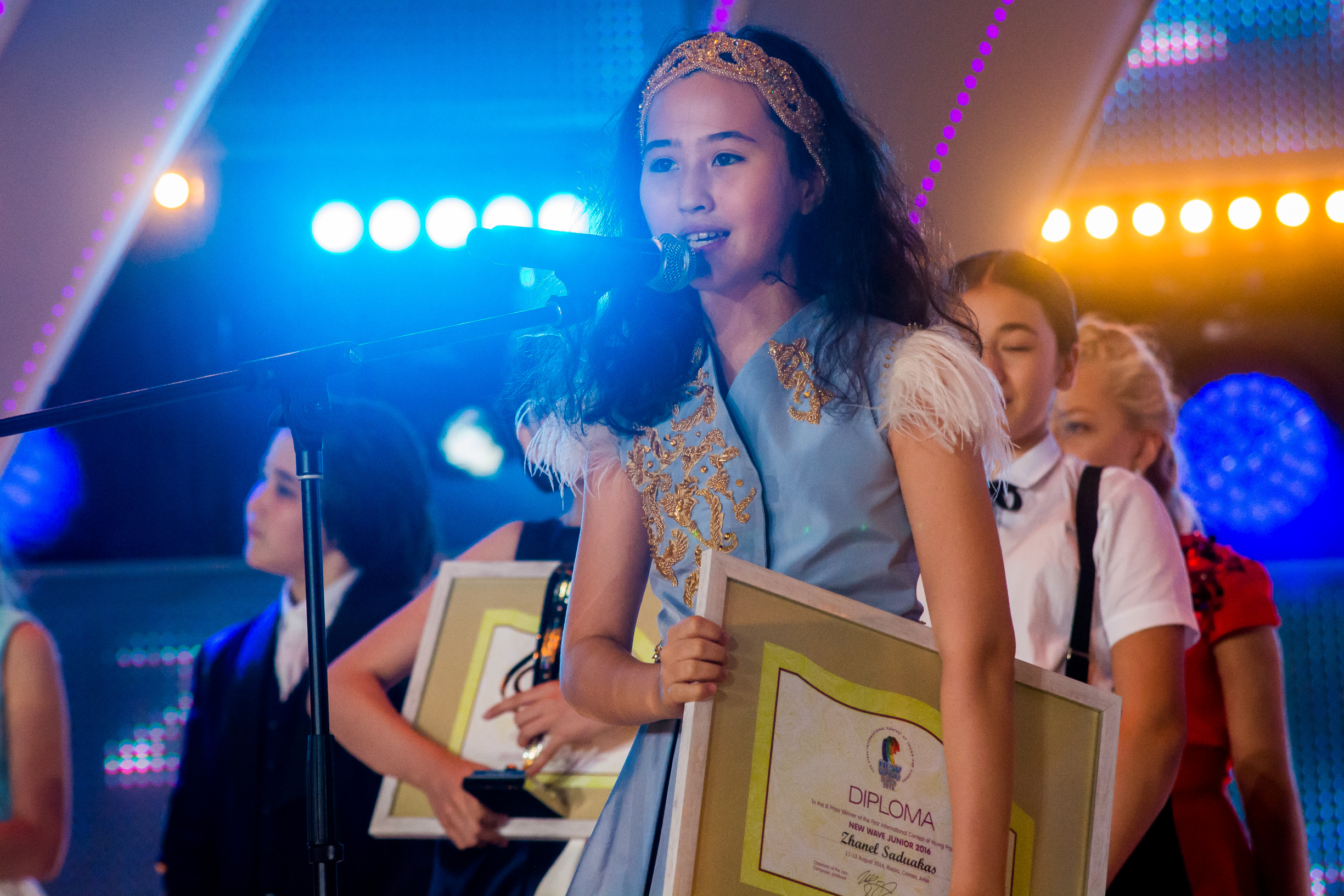
Жанель Садуакас, III место

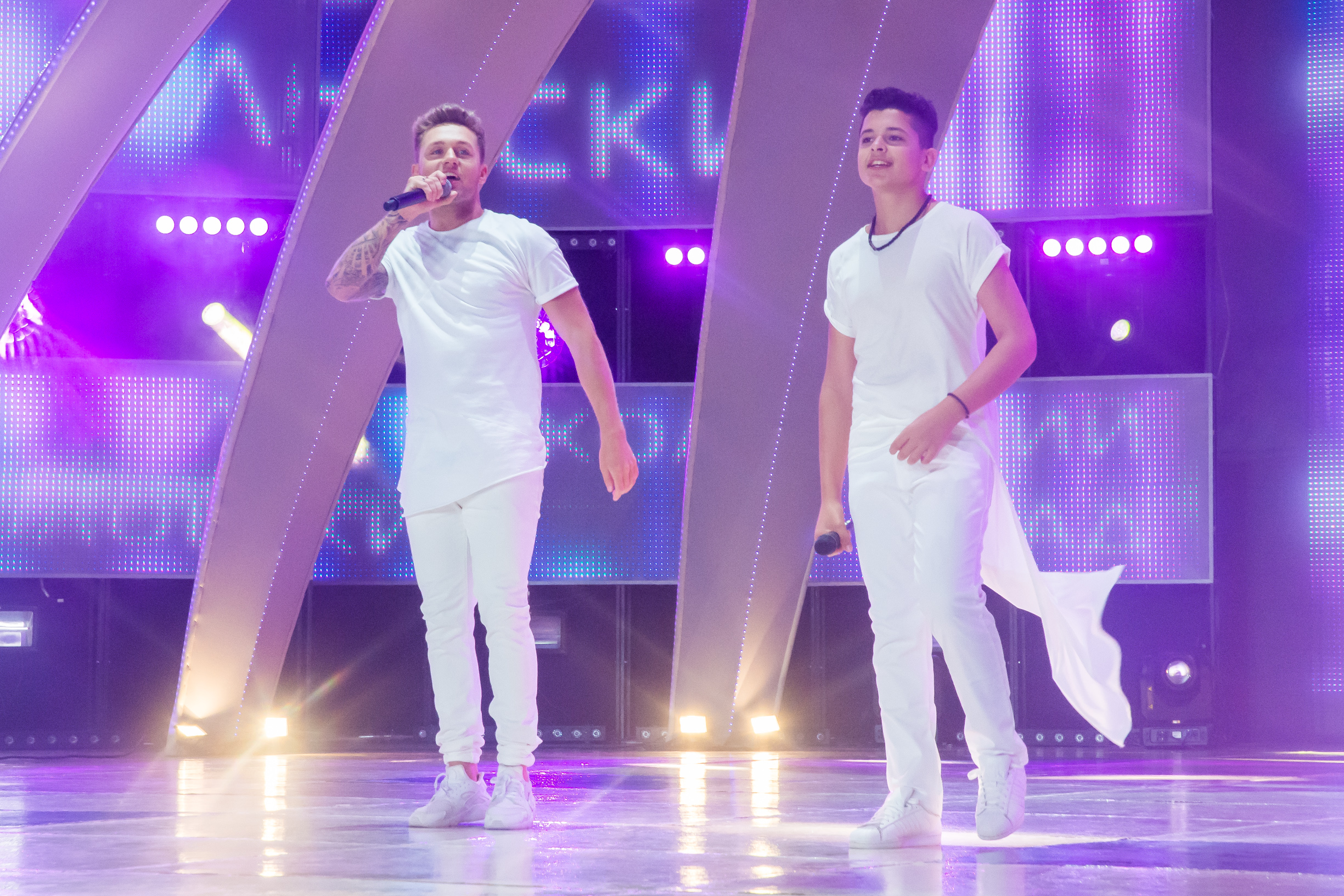
Влад Соколовский и Руслан Асланов
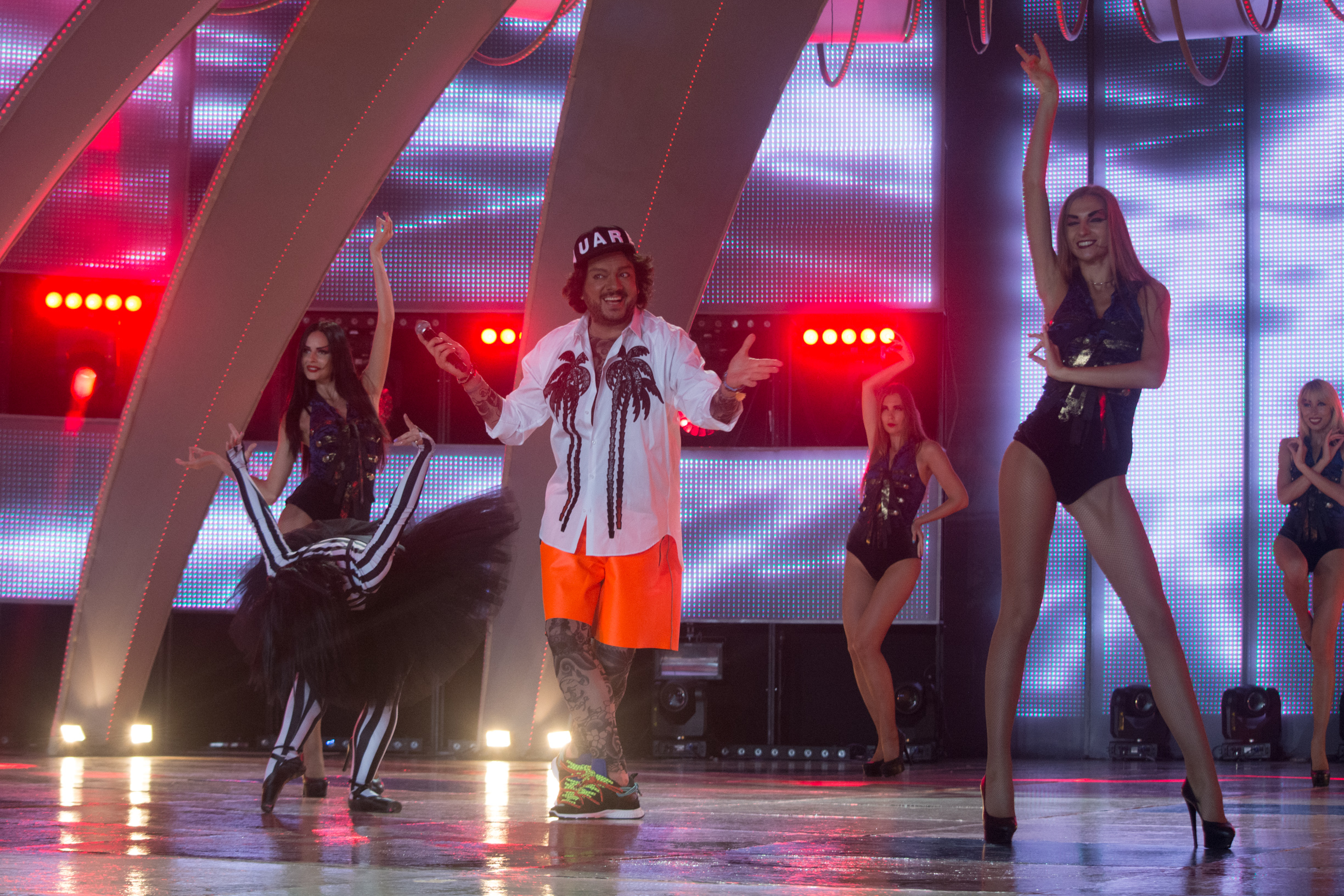
Филипп Киркоров
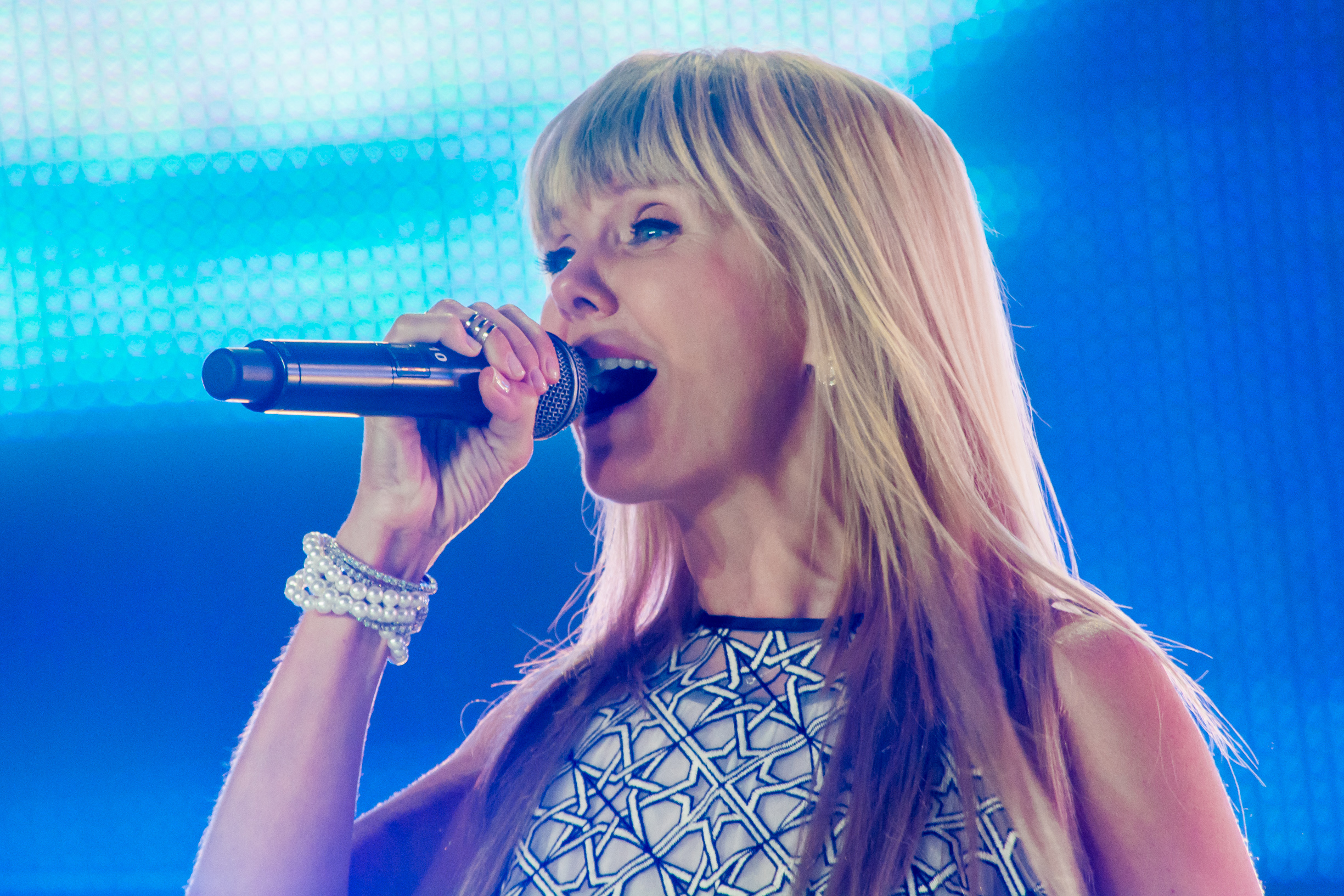
Валерия
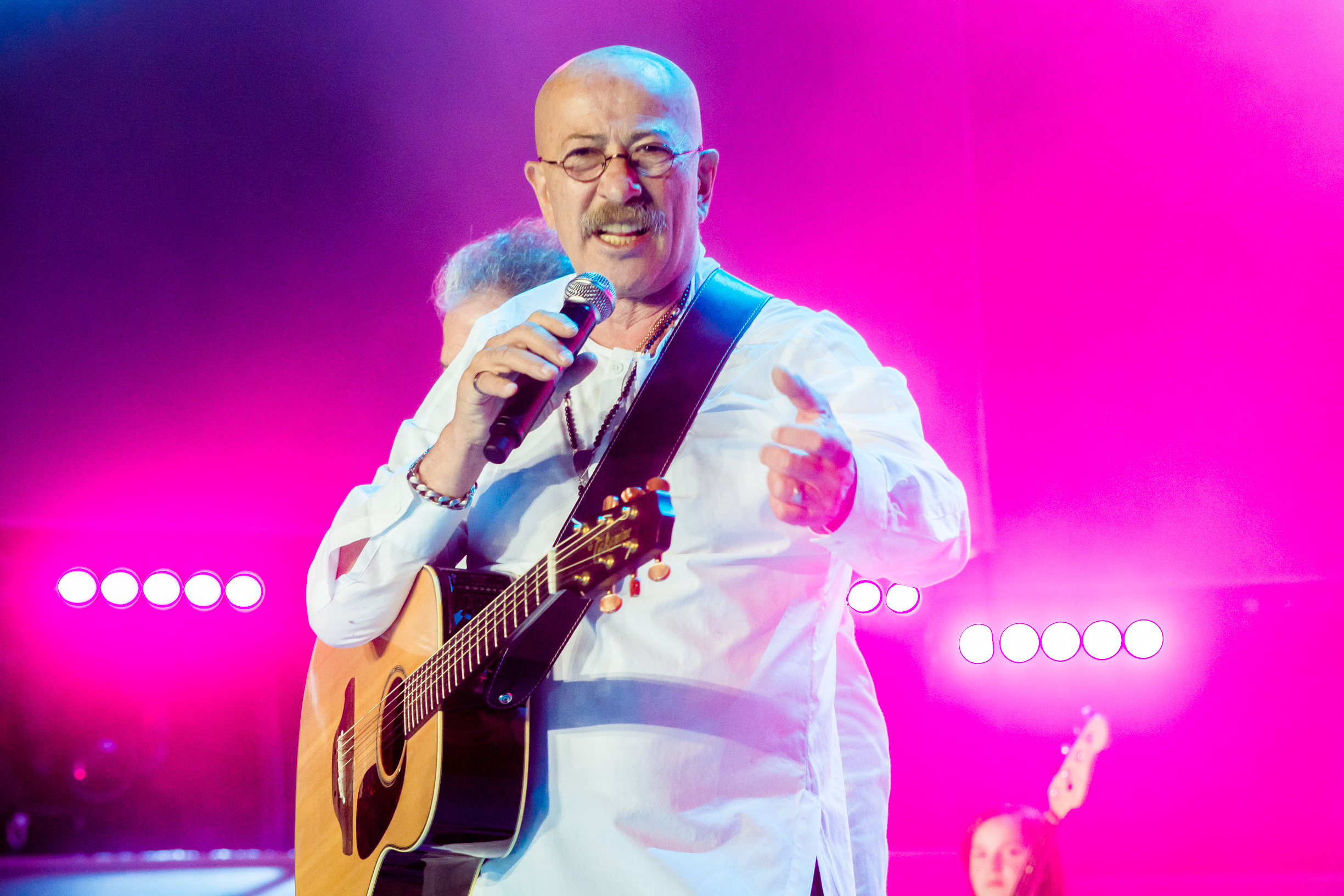
Александр Розенбаум